# 茨城中学校・高等学校
茨城中学校・高等学校（いばらきちゅうがっこう・こうとうがっこう）は、茨城県水戸市にある私立の中学校・高等学校。略称は茨中・茨高（いばちゅう・いばこう）。私学で藩校（水戸藩「弘道館」、1841年）を起源とし現存する数少ない学校で、弘道館を起源とするならば、現存する学校としては国内屈指の歴史をもつ。

## 概要
1841年（天保12年）、水戸藩により藩校として設立された弘道館を起源とする私立学校である。明治維新を経て1872年に弘道館が閉鎖されて以来、水戸学を信奉する学者により私塾が次々と開かれたが、いずれも閉鎖や廃絶を繰り返していた。その中で1924年（大正13年）、飯村丈三郎は弘道館の流れを汲む唯一の私塾であり経営困難に陥った水戸学院の支援を持ちかけられ、1927年2月5日（昭和2年）、飯村が巨額の私財を投じ、私立茨城中学校（旧制）が創設された。建学の精神は、飯村が終生の信条とした「報恩感謝」である。戦後の学制改革を経て、1948年（昭和23年）、「茨城高等学校」（新制）となり、茨城中学校（新制）を併設した。1995年には男女共学化・中高一貫制の導入され、現在の原型が定まった。
日本三大藩校の一つである弘道館の流れを組み国内屈指の歴史を持つ、県内においては学校令公布以来の最古の私立高等学校・中学校である。また、県内最古の中高一貫校である。中学校からの入学者には一貫生として中高一貫教育を提供し、高等学校においては、高校からの入学者は高校3年から中高一貫生と混合した教育を与える併設混合型中高一貫校である。

## 教育方針
伝統校としての茨城中学校・高等学校は、教育活動の中で「衆生の恩」（社会恩・人類恩）の理念の涵養に努めており、これに教育の実効性をあげるための手立てを講じれば、今更、教育改革の必要性を論じる必要はなく、戦後、一貫して行われてきた規律を重んじた均質的・画一的な教育に、個性を重視した教育を盛り込み、「衆生の恩」の理念の育成がはかれれば、「人が人を育む教育」はより一層、理想的な教育に近付くのであると、第17代校長・大窪範光は述べている。

### 建学の精神
建学の精神は、創立者の飯村丈三郎の精神に由来して「報恩感謝」となっており、これに基づく形で3項目の校訓がある。
- 建学の精神：「報恩感謝」 （創立者・飯村丈三郎による）
  - 社会報恩のため質実剛健で社会奉仕の念の強い人物の育成

### 校訓
- 校訓[2]
  - 真理と正義を愛する
  - 強健な身体と不屈の精神を養う
  - 協同友愛の念を厚くす

### 中高一貫教育
（この節の出典：）
中高一貫教育の利点を生かして中学校・高等学校の所定カリキュラムを概ね5年で終わらせ、高校3年時には大学受験に向けた復習・対策を実施する。また、体系的な中高一貫教育の実現の為に以下の3つの期間を設けている。
高校から入学する生徒は高入生と呼称され、中学から進級した一貫生とは区別される。高校1年と高校2年では、一貫生はAからD組を、高入生は、EからG組を使用し、高校3年次に、一貫生と高入生をあわせたクラス編成を行う。これは、茨城中学校と他の国公私立中学校と学習スピードが違うことにより生まれた一貫生との授業進度の差を埋めるための措置である。
- 前期：中学1・2年次 - 知的好奇心育成期
  - 学年別目標：
  - 挨拶の励行と中学生としての自覚を養う
  - 体力・気力を養う
- 中期：中学3・高校1年次 - 知識発展統合期
  - 学年別目標：
  - 将来への目的意識を養う
  - 高校生としての自覚を養う
  - 高校１年次
    - 高入生 -  芸術における選択科目（音楽・美術・書道）を除き、全員が同じ科目を学習する。
    - 中高一貫生
    - 国際教養コース -  海外や国内の有名大学の授業と、ネット上での協働学習を行う。
- 後期：高校2・3年次 - 知力実力完成期
  - 学年別目標：
  - リーダーとしての自覚を養う
  - 社会に貢献できる人間性を養う
  - 高校2年次 - 選択授業の導入による履修科目の精選を行う期間。
    - 高入生 -  学生それぞれの進路に応じて理系・文系に進路が分離される。
    - 中高一貫生
    - 国際教養コース -  コース全員の学生が半年間の長期留学を実施する。
- 高校3年次 
  - 全学生- 「国立理系」「国立文系」「私立理系」「私立文系」の4教程からの選択となる。

### グローバル教育
語学の習得を目的とするだけではなく、自分の国や地域の伝統や文化についての理解を深め、人権、平和、異文化などのテーマを世界規模でものごとを考える力を身につけるための教育とする。
- エンパワーメントプログラム
- オンライン英会話プログラム（DMM英会話）[4]
- 海外同世代交流プログラム
- 選択制研修旅行（平成27年度〜）
- スカイプ英会話学習プログラム（2015年頃）[5]

### キャリア教育
（この節の出典：）

#### 茨城大学特別講座
「イバダイ特別講座in茨城高校」と称されるものであり、2021年度は以下が行われた。
- 感情とストレスの心理学
- いま経済学・経営学研究が面白い～ワーク・ライフ・バランスと働き方改革で未来を拓く～
- IPS細胞の誕生から再生医療へ
- 電波天文学で探る宇宙・地球・生命の起源
- 「機械力学」と鉄道車両の運動シミュレーション
- 知性・感性・コンピューター
- 有機質資材の土の中での役割

#### 職業教育講演会

##### 2018年度の職業教育講演会の実施内容
出典：
1. 公認会計士の仕事と期待される役割
2. サーモン事業のグローバルな展開について
3. ～国内外の最前線で～ 関東信越国税局
4. 科学としての心理学の魅力～心理学実験で探る人間の「記憶」と「思考」について
5. ダントツを目指して　～茨高 OB のこれまでとこれから～
6. 小惑星探査機「はやぶさ２」リュウグウ到着 ～チームで紡ぐ、宇宙探査の仕事～
7. 海外留学を経て、企業の研究者として新しいモノを産み出す
8. スマホ・ゲーム機を支える半導体テクノロジー ～ナノメートルの世界をのぞいてみよう～
9. 刺激応答性高分子材料とその応用
10. ＤＮＡでものづくり
11. 光エネルギーと化学　～身近にある光が関わる現象を中心に～
12. 南極で越冬した外科医の夢
13. 知られざるくすりの工夫 ～副作用を最小限にするために～
14. IPS 細胞が切り開く再生医療の未来

##### 2019年度の職業教育講演会の実施内容
出典：
1. 科学としての心理学の魅力
2. 南極で越冬した外科医の夢
3. 公認会計士の仕事と期待される役割
4. 小惑星探査機「はやぶさ２」リュウグウ到着
5. 相手は地球！日本一の働く車
6. サーモン事業のグローバルな展開について
7. 国税のミッション
8. 安全に薬を使用するために薬剤師が行っていること
9. 材料科学と形状記憶合金開発の最前線
10. 大学教員という仕事　－最先端の研究活動を通じた教育－
11. 創造工学実習　～ゼロから何かを創ったことかありますか～
12. 国連を職場として
13. 企業家研究の世界　～社会科学系の研究職～
14. 「生きる力」を育む保育・幼児教育　～「遊び」が育てる「学び」の未来～

##### 2020年度職業教育講演会の実施内容
出典：
1. 世界トップエンジニアとの出会いが私を変えた。
2. 「抗酸化作用を調べよう」～色のついた液体を無色透明にしてみよう
3. 自身の築き方を知ろう。～自分のことを信頼できる自分になる
4. エンジニアはオモシロイ（これからも面白そうだ）
5. 「文章で思いを伝える力」
6. 小数点「．」誕生400年記念 数学はマジックだ！
7. 文系でも理系でも活躍できる「企画」という仕事を体験してみよう
8. 好きな仕事をして、楽しく生きてみたら「広報・宣伝の仕事をしてました！
9. 人生ずっと不確定＆変幻自在！自分の知らない可能性はある（多分）！
10. 看護の仕事は無限大
11. 日本の未来を支える「組み込みコンピューター」
12. “想いをかたちに”するために
13. 人工知能と仕事
14. 人生は（けっこう）思った通りに生きられる！～働くって楽しいよ！～
15. 「好奇心が道を決める！（発明家エジソンのようになりたくて！）」
16. 周りから見た自分、周りに活かされる自分　“自分一人では何もできない”

### 学校生活関連
- 学生の本分は勉学に励み務めることであるとし、アルバイト、自動車やバイクの運転免許取得は原則として禁止している。
- 第２土曜日以外の土曜日には午前中に限り授業が行われる。但し祝日との兼ね合わせで稀に変更になるケースも認められる。
- 携帯電話の扱い
  - 中学校：教室後ろの棚に電源を切って保管する。登校時から下校時まで一切の使用を認めない。（緊急時を除く）
  - 高校：廊下のロッカーに電源を切って保管する。登校時から下校時まで一切の使用を認めない。使用した場合や着信音が作動した場合は補導が行われる。

### 生徒像
茨城中学校・高等学校は以下の生徒像を求めている。
- 建学の精神「報恩感謝」に共鳴し、社会や他者のために尽力できる生徒
- 高い教養と豊かな人間性にもとづく人間的成長への意志を有する生徒
- 知的好奇心に富み、生涯を通じて学び続ける意志を有する生徒
- 多様な価値観を認め合い、仲間との協働を通じ創造的活動を実践できる生徒
- 母校の歴史と伝統を重んじ、弘道館から受け継ぐ文武不岐の実践を志す生徒

### かつての主な教育方針

#### 1927年度
（この節の出典：）
- 忠孝の大道を主とし、友誼を淳うし、協同一致報恩を念とすること。
  - （現代口語訳） 親や国を大切にすることを基本にして、友情を深め、みんなで協力し合い、感謝の気持ちを忘れないこと。
- 軽佻浮薄の言行を慎み、誠実剛直を以て、立身出世をはかること。
  - （現代口語訳）軽はずみで浅はかな言動をしないように気をつけ、誠実で真っすぐな態度で努力し、社会で成功を目指すこと。
- 心身鍛錬学術研修の両全につとめ以て、人格の完成を期すること。
  - （現代口語訳）心と体を鍛え、学問や技術の研鑽にも励み、立派な人格を目指すこと。

#### 2001年度
（この節の出典：）
当時は「第1志望現役合格」をモットーに教育の方針を打ち立てていた。様々な講演会や校外指導を実施していたとされるが、2025年現在と方針が大きく変わるものではない。
- 学習指導
  - 知育・徳育・体育を念頭に置いた指導を行っていた。
- 校外指導
- 職業指導
- 課外指導
  - 文化講演会
  - 芸術鑑賞回
  - 文化祭
  - 体育祭
  - クラスマッチ
  - 部活動
  - ゼミ

## 授業と教育課程

### 授業時程
授業は6年間の中高一貫教育を行うために、公立の中学校や高等学校とは、方針や形式を異にする点が多い。
例えば、中学1年次と中学2年次で公立学校の中学の学習を終わらせ、中学3年次より、高等学校の学習を開始するといった点が挙げられる。
| 現在の茨城中学校・高等学校における授業タイムテーブル | 現在の茨城中学校・高等学校における授業タイムテーブル | 現在の茨城中学校・高等学校における授業タイムテーブル |
| ---------------------------------------------------- | ---------------------------------------------------- | ---------------------------------------------------- |
| コマ名                                               | 開始時刻                                             | 終了時刻                                             |
| 登校完了                                             | 8:30                                                 | 8:30                                                 |
| 1時限目                                              | 8:40                                                 | 9:30                                                 |
| 2時限目                                              | 9:40                                                 | 10:30                                                |
| 3時限目                                              | 10:40                                                | 11:30                                                |
| 4時限目                                              | 11:40                                                | 12:30                                                |
| 5時限目                                              | 13:10                                                | 14:00                                                |
| 6時限目                                              | 14:10                                                | 15:00                                                |
| 7時限目                                              | 15:10                                                | 16:00                                                |

| 1954年度の茨城中学校・高等学校における授業タイムテーブル | 1954年度の茨城中学校・高等学校における授業タイムテーブル | 1954年度の茨城中学校・高等学校における授業タイムテーブル |
| -------------------------------------------------------- | -------------------------------------------------------- | -------------------------------------------------------- |
| コマ名                                                   | 開始時刻                                                 | 終了時刻                                                 |
| ホームルーム                                             | 9:00                                                     | 9:10                                                     |
| 1時限目                                                  | 9:10                                                     | 10:00                                                    |
| 2時限目                                                  | 10:10                                                    | 11:00                                                    |
| 3時限目                                                  | 11:10                                                    | 12:00                                                    |
| 4時限目                                                  | 12:30                                                    | 13:20                                                    |
| 5時限目                                                  | 13:30                                                    | 14:20                                                    |
| 6時限目                                                  | 14:30                                                    | 15:20                                                    |

|          | 月曜日 | 火曜日       | 水曜日 | 木曜日 | 金曜日 | 土曜日 |
| -------- | ------ | ------------ | ------ | ------ | ------ | ------ |
| 2001年度 | 6      | 7（高1/高3） | 7      | 6      | 6      | 4      |
| 2010年度 | 6      | 7            | 7      | 6      | 6      | 4      |
| 2024年度 | 6      | 7            | 7      | 6      | 7      | 4      |

### 授業時数と過去のカリキュラム
（この節の出典：）
授業時数（カリキュラム）を週ごとのコマ数/週の単位で示す。

#### 1927年度
（この節の出典：）
- 週あたりの授業時数（時/月）
  - 修身：5
  - 国語・漢文：33
  - 外国語：34
  - 歴史・地理：15
  - 数学：20
  - 博物（現在の生物科の一分野）：6
  - 物理・化学：8
  - 秩序（法政経済）：3
  - 図画：4
  - 唱歌：3
  - 体操：15
- 履修科目
  - 国語・漢文
    - 国語、漢文、作文、文法の４つ。

  - 英語
    - 講読、作文、文法、書取、習字、会話の6つ。

  - 地理
  - 歴史
  - 数学
    - 算数、代数、幾何、三角の4つ。

  - 博物
  - 物理
  - 化学
  - 秩序
    - 法律、政治、経済の3つ。

  - 体操

#### 2001年度
（この節の出典：）
|          |                      | 中1・2                                                                   | 中3・高1                                            | 高2・3                                          |
| -------- | -------------------- | ------------------------------------------------------------------------ | --------------------------------------------------- | ----------------------------------------------- |
| 学習指導 | 学習指導             | 知的好奇心育成期 - 主体的に学ぶ姿勢や興味を育む                          | 知識発展統合期 - 知識を充実、深める                 | 知力実力完成期 - 各人の進路に即した主体的学習   |
| 校外指導 | 遠足                 | 自然に触れる、本物を観る - 牛久自然観察の森 - 県立自然博物館             | 知識を深める - 科学博物館 - 国立博物館 - 日動美術館 | ◎主体的に探求する - 各種研究所 - 大学訪問       |
| 校外指導 | 林間学校 ・ 研修旅行 | キャンプ生活の中で自立の精神を養う - 里美野外センター - 裏磐梯国民休暇村 | 日本文化の源を知る - 奈良、京都方面                 | 各人の進路に応じた研修旅行 - グループ見学、研修 |

高校1年次では芸術（音楽・美術）を除き全員が同じ科目を履修していた。
高校2年次では進路に応じて、理科及び社会において選択科目を設定されていた。また、英語と数学にまたがる選択も設定されていて、その選択内容に応じて理系と文系に進路の方向は分かれていた。
高校3年次では選択科目が多種多様に設定されていた。
| 週単位    | 週単位    | 1     | 2     | 3     | 4     | 5     | 6     | 7    | 8    | 9    | 10   | 11   | 12   | 13   | 14                                | 15                                | 16                                | 17                                | 18    | 19    | 20    | 21    | 22                           | 23                           | 24       | 25       | 26       | 27                                | 28                                | 29                                | 30                                | 31                                | 32                        | 33                        | 34                        | 35                        |
| --------- | --------- | ----- | ----- | ----- | ----- | ----- | ----- | ---- | ---- | ---- | ---- | ---- | ---- | ---- | --------------------------------- | --------------------------------- | --------------------------------- | --------------------------------- | ----- | ----- | ----- | ----- | ---------------------------- | ---------------------------- | -------- | -------- | -------- | --------------------------------- | --------------------------------- | --------------------------------- | --------------------------------- | --------------------------------- | ------------------------- | ------------------------- | ------------------------- | ------------------------- |
| 高校第1年 | 高校第1年 | 国語Ⅰ | 国語Ⅰ | 国語Ⅱ | 国語Ⅱ | 数学  | 数学  | 数学 | 数学 | 数学 | 数学 | 英語 | 英語 | 英語 | 英語                              | 英語                              | 英語                              | 化学Ⅰ                             | 化学Ⅰ | 物理Ⅰ | 物理Ⅰ | 秩序A | 秩序A                        | 地理A                        | 地理A    | 歴史A    | 歴史A    | 体育                              | 体育                              | 体育                              | 体育                              | 芸術                              | 芸術                      | 家庭                      | 家庭                      | HR                        |
| 高校第2年 | Ⅰ         | 国語Ⅰ | 国語Ⅰ | 国語Ⅱ | 国語Ⅱ | 国語Ⅱ | 数学  | 数学 | 数学 | 数学 | 英語 | 英語 | 英語 | 英語 | 英語                              | 英語                              | 英語                              | 英語                              | 英語  | 化学Ⅱ | 化学Ⅱ | 化学Ⅱ | - 物理Ⅱ - 地球生命Ⅰ・Ⅱ から① | - 物理Ⅱ - 地球生命Ⅰ・Ⅱ から① | 秩序A・B | 秩序A・B | 地理A・B | 地理A・B                          | 歴史A・B                          | 歴史A・B                          | 体育                              | 体育                              | 体育                      | 体育                      | 芸術                      | HR                        |
| 高校第2年 | Ⅱ         | 国語Ⅰ | 国語Ⅰ | 国語Ⅱ | 国語Ⅱ | 国語Ⅱ | 数学  | 数学 | 数学 | 数学 | 数学 | 数学 | 数学 | 英語 | 英語                              | 英語                              | 英語                              | 英語                              | 英語  | 化学Ⅱ | 化学Ⅱ | 化学Ⅱ | - 物理Ⅱ - 地球生命Ⅰ・Ⅱ から① | - 物理Ⅱ - 地球生命Ⅰ・Ⅱ から① | 秩序A・B | 秩序A・B | 地理A・B | 地理A・B                          | 歴史A・B                          | 歴史A・B                          | 体育                              | 体育                              | 体育                      | 体育                      | 芸術                      | HR                        |
| 高校第3年 | 文系      | 国語Ⅰ | 国語Ⅰ | 国語Ⅱ | 国語Ⅱ | 国語Ⅱ | 国語Ⅱ | 英語 | 英語 | 英語 | 英語 | 英語 | 英語 | 英語 | - 日本史B - 世界史B - 地理B から① | - 日本史B - 世界史B - 地理B から① | - 日本史B - 世界史B - 地理B から① | - 日本史B - 世界史B - 地理B から① | 秩序B | 秩序B | 体育  | 体育  | 体育                         | 体育                         | HR       | 数学     | 数学     | 数学                              | 数学                              | 化学Ⅰ                             | 化学Ⅰ                             | - 物理Ⅰ - 地球生命Ⅰ から①         | - 物理Ⅰ - 地球生命Ⅰ から① | 選択科目                  | 選択科目                  |                           |
| 高校第3年 | 文系      | 国語Ⅰ | 国語Ⅰ | 国語Ⅱ | 国語Ⅱ | 国語Ⅱ | 国語Ⅱ | 英語 | 英語 | 英語 | 英語 | 英語 | 英語 | 英語 | - 日本史B - 世界史B - 地理B から① | - 日本史B - 世界史B - 地理B から① | - 日本史B - 世界史B - 地理B から① | - 日本史B - 世界史B - 地理B から① | 秩序B | 秩序B | 体育  | 体育  | 体育                         | 体育                         | HR       | 国語Ⅱ    | 国語Ⅱ    | - 日本史B - 世界史B - 地理B から① | - 日本史B - 世界史B - 地理B から① | - 日本史B - 世界史B - 地理B から① | - 日本史B - 世界史B - 地理B から① | - 日本史B - 世界史B - 地理B から① | 秩序B                     | 秩序B                     | 秩序B                     |                           |
| 高校第3年 | 理系      | 数学  | 数学  | 数学  | 数学  | 数学  | 数学  | 数学 | 数学 | 英語 | 英語 | 英語 | 英語 | 英語 | 英語                              | 化学                              | 化学                              | 化学                              | 化学  | 化学  | 体育  | 体育  | 体育                         | 体育                         | HR       | 国語Ⅰ    | 国語Ⅰ    | 国語Ⅱ                             | 国語Ⅱ                             | - 地理B - 秩序B から①             | - 地理B - 秩序B から①             | - 物理Ⅱ - 地球生命Ⅱ から①         | - 物理Ⅱ - 地球生命Ⅱ から① | - 物理Ⅱ - 地球生命Ⅱ から① | - 物理Ⅱ - 地球生命Ⅱ から① | - 物理Ⅱ - 地球生命Ⅱ から① |
| 高校第3年 | 理系      | 数学  | 数学  | 数学  | 数学  | 数学  | 数学  | 数学 | 数学 | 英語 | 英語 | 英語 | 英語 | 英語 | 英語                              | 化学                              | 化学                              | 化学                              | 化学  | 化学  | 体育  | 体育  | 体育                         | 体育                         | HR       | 数学     |          |                                   |                                   |                                   |                                   | - 物理Ⅱ - 地球生命Ⅱ から①         | - 物理Ⅱ - 地球生命Ⅱ から① | - 物理Ⅱ - 地球生命Ⅱ から① | - 物理Ⅱ - 地球生命Ⅱ から① | - 物理Ⅱ - 地球生命Ⅱ から① |

#### 2022年度
（この節の出典：）
| 週単位    | 週単位    | 1    | 2    | 3    | 4    | 5    | 6    | 7    | 8    | 9    | 10   | 11   | 12   | 13   | 14   | 15   | 16   | 17   | 18   | 19   | 20   | 21   | 22     | 23     | 24         | 25         | 26         | 27         | 28         | 29         | 30         | 31         | 32       | 33   | 34   | 35   | 36       | 37       |
| --------- | --------- | ---- | ---- | ---- | ---- | ---- | ---- | ---- | ---- | ---- | ---- | ---- | ---- | ---- | ---- | ---- | ---- | ---- | ---- | ---- | ---- | ---- | ------ | ------ | ---------- | ---------- | ---------- | ---------- | ---------- | ---------- | ---------- | ---------- | -------- | ---- | ---- | ---- | -------- | -------- |
| 高校第1年 | 高校第1年 | 国語 | 国語 | 国語 | 国語 | 国語 | 数学 | 数学 | 数学 | 数学 | 数学 | 数学 | 数学 | 英語 | 英語 | 英語 | 英語 | 英語 | 英語 | 理科 | 理科 | 理科 | 理科   | 理科   | 理科       | 世界史     | 世界史     | 地歴       | 地歴       | 現代社会   | 現代社会   | 保体       | 保体     | 保体 | 芸術 | 情報 | 総合     | 特別活動 |
| 高校第2年 | 理系      | 国語 | 国語 | 国語 | 国語 | 数学 | 数学 | 数学 | 数学 | 数学 | 数学 | 数学 | 英語 | 英語 | 英語 | 英語 | 英語 | 英語 | 理科 | 理科 | 理科 | 理科 | 理科   | 理科   | 理科       | 理科       | 理科       | 地歴公民   | 地歴公民   | 保体       | 保体       | 保体       | 保体     | 芸術 | 家庭 | 家庭 | 総合     | 特別活動 |
| 高校第2年 | 文系      | 国語 | 国語 | 国語 | 国語 | 国語 | 国語 | 数学 | 数学 | 数学 | 数学 | 数学 | 英語 | 英語 | 英語 | 英語 | 英語 | 英語 | 英語 | 理科 | 理科 | 理科 | 世界史 | 世界史 | 地歴       | 地歴       | 現代社会   | 現代社会   | 保体       | 保体       | 保体       | 保体       | 芸術     | 家庭 | 家庭 | 総合 | 特別活動 | -        |
| 高校第3年 | 国立理系  | 国語 | 国語 | 国語 | 国語 | 数学 | 数学 | 数学 | 数学 | 数学 | 数学 | 数学 | 数学 | 英語 | 英語 | 英語 | 英語 | 英語 | 英語 | 英語 | 理科 | 理科 | 理科   | 理科   | 理科       | 理科       | 理科       | 理科       | 理科       | 理科       | 地歴公民   | 地歴公民   | 地歴公民 | 体育 | 体育 | 情報 | 総合     | 特別活動 |
| 高校第3年 | 私立理系  | 国語 | 国語 | 数学 | 数学 | 数学 | 数学 | 数学 | 数学 | 数学 | 数学 | 数学 | 数学 | 数学 | 英語 | 英語 | 英語 | 英語 | 英語 | 英語 | 英語 | 英語 | 英語   | 理科   | 理科       | 理科       | 理科       | 理科       | 理科       | 理科       | 理科       | 理科       | 理科     | 体育 | 体育 | 情報 | 総合     | 特別活動 |
| 高校第3年 | 国立文系  | 国語 | 国語 | 国語 | 国語 | 国語 | 国語 | 数学 | 数学 | 数学 | 数学 | 数学 | 数学 | 英語 | 英語 | 英語 | 英語 | 英語 | 英語 | 英語 | 英語 | 理科 | 理科   | 理科   | 地歴       | 地歴       | 地歴       | 地歴       | 地歴       | 公民       | 公民       | 公民       | 体育     | 体育 | 情報 | 総合 | 特別活動 | -        |
| 高校第3年 | 私立文系  | 国語 | 国語 | 国語 | 国語 | 国語 | 国語 | 国語 | 国語 | 国語 | 国語 | 国語 | 英語 | 英語 | 英語 | 英語 | 英語 | 英語 | 英語 | 英語 | 英語 | 英語 | 英語   | 英語   | 地歴・公民 | 地歴・公民 | 地歴・公民 | 地歴・公民 | 地歴・公民 | 地歴・公民 | 地歴・公民 | 地歴・公民 | 体育     | 体育 | 情報 | 総合 | 特別活動 | -        |

#### 2024年度
| 週単位     | 週単位     | 週単位     | 1        | 2        | 3        | 4        | 5                              | 6                              | 7        | 8        | 9                       | 10                      | 11                      | 12                  | 13                  | 14                  | 15                  | 16   | 17   | 18   | 19   | 20   | 21   | 22   | 23   | 24   | 25   | 26   | 27   | 28   | 29   | 30          | 31          | 32      | 33   | 34   | 35       | 36       |
| ---------- | ---------- | ---------- | -------- | -------- | -------- | -------- | ------------------------------ | ------------------------------ | -------- | -------- | ----------------------- | ----------------------- | ----------------------- | ------------------- | ------------------- | ------------------- | ------------------- | ---- | ---- | ---- | ---- | ---- | ---- | ---- | ---- | ---- | ---- | ---- | ---- | ---- | ---- | ----------- | ----------- | ------- | ---- | ---- | -------- | -------- |
| 中学 第1年 | 中学 第1年 | 中学 第1年 | 国語     | 国語     | 国語     | 国語     | 国語                           | 数学                           | 数学     | 数学     | 数学                    | 数学                    | 数学                    | 英語                | 英語                | 英語                | 英語                | 英語 | 理科 | 理科 | 理科 | 社会 | 社会 | 社会 | 社会 | 保体 | 保体 | 保体 | 芸術 | 芸術 | 芸術 | 技術・ 家庭 | 技術・ 家庭 | 道徳    | 総合 | 総合 | 特別活動 |          |
| 中学 第2年 | 中学 第2年 | 中学 第2年 | 国語     | 国語     | 国語     | 国語     | 国語                           | 国語                           | 数学     | 数学     | 数学                    | 数学                    | 数学                    | 数学                | 英語                | 英語                | 英語                | 英語 | 英語 | 理科 | 理科 | 理科 | 理科 | 社会 | 社会 | 社会 | 保体 | 保体 | 保体 | 芸術 | 芸術 | 技術・ 家庭 | 技術・ 家庭 | 道徳    | 総合 | 総合 | 特別活動 |          |
| 中学 第3年 | 中学 第3年 | 中学 第3年 | 国語     | 国語     | 国語     | 国語     | 国語                           | 国語                           | 数学     | 数学     | 数学                    | 数学                    | 数学                    | 数学                | 英語                | 英語                | 英語                | 英語 | 英語 | 英語 | 理科 | 理科 | 理科 | 理科 | 理科 | 社会 | 社会 | 社会 | 保体 | 保体 | 保体 | 芸術        | 芸術        | 技・ 家 | 道徳 | 総合 | 総合     | 特別活動 |
| 週単位     | 週単位     | 週単位     | 1        | 2        | 3        | 4        | 5                              | 6                              | 7        | 8        | 9                       | 10                      | 11                      | 12                  | 13                  | 14                  | 15                  | 16   | 17   | 18   | 19   | 20   | 21   | 22   | 23   | 24   | 25   | 26   | 27   | 28   | 29   | 30          | 31          | 32      | 33   | 34   | 35       | 36       |
| 高校 第1年 | 高入生     | 高入生     | 国語     | 国語     | 国語     | 国語     | 国語                           | 英語                           | 英語     | 英語     | 英語                    | 英語                    | 英語                    | 理科                | 理科                | 理科                | 理科                | 理科 | 理科 | 社会 | 社会 | 社会 | 社会 | 社会 | 社会 | 数学 | 数学 | 数学 | 数学 | 数学 | 数学 | 芸術        | 芸術        | 保体    | 保体 | 保体 | 総合     | 総合     |
| 高校 第1年 | 高入生     | 高入生     | 国語     | 国語     | 国語     | 国語     | 国語                           | 英語                           | 英語     | 英語     | 英語                    | 英語                    | 英語                    | 生物                | 生物                | 化学                | 化学                | 物理 | 物理 | 公共 | 公共 | 歴史 | 歴史 | 地理 | 地理 | 数学 | 数学 | 数学 | 数学 | 数学 | 数学 | 芸術        | 芸術        | 保体    | 保体 | 保体 | 総合     | 総合     |
| 高校 第1年 | 一貫生     | 一貫生     | 国語     | 国語     | 国語     | 国語     | 国語                           | 英語                           | 英語     | 英語     | 英語                    | 英語                    | 英語                    | 生物                | 生物                | 化学                | 化学                | 物理 | 物理 | 公共 | 公共 | 歴史 | 歴史 | 地理 | 地理 | 数学 | 数学 | 数学 | 数学 | 数学 | 数学 | 数学        | 芸術        | 保体    | 保体 | 保体 | 総合     | 総合     |
| 高校 第2年 | 理系       | 高入生     | 国語     | 国語     | 国語     | 国語     | 社会                           | 社会                           | 理科     | 理科     | 理科                    | 理科                    | 理科                    | 理科                | 理科                | 理科                | 英語                | 英語 | 英語 | 英語 | 英語 | 英語 | 数学 | 数学 | 数学 | 数学 | 数学 | 数学 | 数学 | 数学 | 保体 | 保体        | 保体        | 保体    | 家庭 | 家庭 | 情報     | 総合     |
| 高校 第2年 | 理系       | 高入生     | 現代国語 | 現代国語 | 古典国語 | 古典国語 | - 地理 - 政治経済 - 倫理 から① | - 地理 - 政治経済 - 倫理 から① | 化学     | 化学     | 化学                    | 化学                    | - 物理 - 生物 から①     | - 物理 - 生物 から① | - 物理 - 生物 から① | - 物理 - 生物 から① | 英語                | 英語 | 英語 | 英語 | 英語 | 英語 | 数学 | 数学 | 数学 | 数学 | 数学 | 数学 | 数学 | 数学 | 保体 | 保体        | 保体        | 保体    | 家庭 | 家庭 | 情報     | 総合     |
| 高校 第2年 | 理系       | 一貫生     | 現代国語 | 現代国語 | 古典国語 | 古典国語 | - 地理 - 政治経済 - 倫理 から① | - 地理 - 政治経済 - 倫理 から① | 化学     | 化学     | 化学                    | 化学                    | - 物理 - 生物 から①     | - 物理 - 生物 から① | - 物理 - 生物 から① | - 物理 - 生物 から① | 英語                | 英語 | 英語 | 英語 | 英語 | 英語 | 数学 | 数学 | 数学 | 数学 | 数学 | 数学 | 数学 | 芸術 | 保体 | 保体        | 保体        | 保体    | 家庭 | 家庭 | 情報     | 総合     |
| 高校 第2年 | 文系       | 高入生     | 現代国語 | 現代国語 | 古典国語 | 古典国語 | - 地理 - 政治経済 - 倫理 から① | - 地理 - 政治経済 - 倫理 から① | 国語     | 国語     | 社会                    | 社会                    | 社会                    | 理科                | 理科                | 理科                | 理科                | 英語 | 英語 | 英語 | 英語 | 英語 | 英語 | 数学 | 数学 | 数学 | 数学 | 数学 | 数学 | 数学 | 保体 | 保体        | 保体        | 保体    | 家庭 | 家庭 | 情報     | 総合     |
| 高校 第2年 | 文系       | 高入生     | 現代国語 | 現代国語 | 古典国語 | 古典国語 | - 地理 - 政治経済 - 倫理 から① | - 地理 - 政治経済 - 倫理 から① | 文学国語 | 文学国語 | - 日本史 - 世界史 から① | - 日本史 - 世界史 から① | - 日本史 - 世界史 から① | 生物                | 生物                | - 地学 - 化学 から① | - 地学 - 化学 から① | 英語 | 英語 | 英語 | 英語 | 英語 | 英語 | 数学 | 数学 | 数学 | 数学 | 数学 | 数学 | 数学 | 保体 | 保体        | 保体        | 保体    | 家庭 | 家庭 | 情報     | 総合     |
| 高校 第2年 | 文系       | 一貫生     | 現代国語 | 現代国語 | 古典国語 | 古典国語 | - 地理 - 政治経済 - 倫理 から① | - 地理 - 政治経済 - 倫理 から① | 文学国語 | 文学国語 | - 日本史 - 世界史 から① | - 日本史 - 世界史 から① | - 日本史 - 世界史 から① | 生物                | 生物                | - 地学 - 化学 から① | - 地学 - 化学 から① | 英語 | 英語 | 英語 | 英語 | 英語 | 英語 | 英語 | 数学 | 数学 | 数学 | 数学 | 数学 | 芸術 | 保体 | 保体        | 保体        | 保体    | 家庭 | 家庭 | 情報     | 総合     |
| 週単位     | 週単位     | 週単位     | 1        | 2        | 3        | 4        | 5                              | 6                              | 7        | 8        | 9                       | 10                      | 11                      | 12                  | 13                  | 14                  | 15                  | 16   | 17   | 18   | 19   | 20   | 21   | 22   | 23   | 24   | 25   | 26   | 27   | 28   | 29   | 30          | 31          | 32      | 33   | 34   | 35       | 36       |
| 高校 第3年 | 高校 第3年 | 国立文系   | 国語     | 国語     | 国語     | 国語     | 国語                           | 国語                           | 数学     | 数学     | 数学                    | 数学                    | 数学                    | 数学                | 英語                | 英語                | 英語                | 英語 | 英語 | 英語 | 英語 | 英語 | 理科 | 理科 | 社会 | 社会 | 社会 | 社会 | 社会 | 社会 | 社会 | 社会        | 社会        | 体育    | 体育 | 情報 | 情報     | 総合     |
| 高校 第3年 | 高校 第3年 | 私立文系   | 国語     | 国語     | 国語     | 国語     | 国語                           | 国語                           | 国語     | 国語     | 国語                    | 国語                    | 英語                    | 英語                | 英語                | 英語                | 英語                | 英語 | 英語 | 英語 | 英語 | 英語 | 英語 | 英語 | 社会 | 社会 | 社会 | 社会 | 社会 | 社会 | 社会 | 社会        | 社会        | 体育    | 体育 | 情報 | 情報     | 総合     |
| 高校 第3年 | 高校 第3年 | 国立理系   | 国語     | 国語     | 国語     | 国語     | 数学                           | 数学                           | 数学     | 数学     | 数学                    | 数学                    | 数学                    | 数学                | 英語                | 英語                | 英語                | 英語 | 英語 | 英語 | 英語 | 社会 | 社会 | 社会 | 理科 | 理科 | 理科 | 理科 | 理科 | 理科 | 理科 | 理科        | 理科        | 体育    | 体育 | 情報 | 情報     | 総合     |
| 高校 第3年 | 高校 第3年 | 私立理系   | 国語     | 国語     | 数学     | 数学     | 数学                           | 数学                           | 数学     | 数学     | 数学                    | 数学                    | 数学                    | 数学                | 数学                | 英語                | 英語                | 英語 | 英語 | 英語 | 英語 | 英語 | 英語 | 英語 | 理科 | 理科 | 理科 | 理科 | 理科 | 理科 | 理科 | 理科        | 理科        | 体育    | 体育 | 情報 | 情報     | 総合     |

### 課外授業（2022年度）
（この節の出典：）

#### 1学年
- 現代文
- 古典
- 数学IA・IIB
- 物理
- 化学
- 生物
- 英語応用
- 英語標準
- 英語基礎

#### 2学年
- 現代文
- 古典
- 数学応用
- 数学標準
- おはよう数学（朝課外）
- 地理
- 日本史
- 世界史
- 政治経済
- 物理
- 化学
- 生物
- 生物実験
- 英語応用
- 英語標準
- 英語基礎
- 英語リスニング
- 英語総合超応用

#### 3学年
- 現代文〜入試良問を解く
- 必勝古文単語200
- 原点回帰数学（計算・証明）
- 壁を越える数学α・β
- 必勝地理
- 日本文化史特講
- ハイレベル世界史
- センター政治経済
- センター倫理で高得点を目指す
- ハイポテンシャル物理
- ベーシック物理
- 化学標準入試演習
- 生物「進化・系統」
- センター生物穴探し
- 英語構文特講
- わかる長文読解
- 入試で狙われる英文法・語法
- 東大英語

#### 夏の課外授業
- センター国語
- 最後の古典文法
- 数学IAIIB良問鑑賞
- 理系数学
- センター地理
- センター日本史総復習演習
- もう一度の現代史
- 理系生物
- センター化学
- 応用物理
- 英文和訳演習・超応用
- おさらい英文法
- リスニング対策
- センター長文＆発音問題

### 課外授業（2024年度）
（この節の出典：）

#### 1学年
- 現代文
- 古典
- 数学IA（応用）
- 英語応用

#### 2学年
- 古典文法
- 数学IA
- 数学IIB
- 英語応用演習
- 情報演習

#### 3学年
- 小論文
- 共通テスト対策数学IA
- 共通テスト対策数学IIB
- 英語構文ベース読解・作文超応用
- 日本の英語（長文編）
- 共通テスト対策英語演習
- 日本史演習
- 共通テスト対策地理
- 世界史問題演習
- 政治経済
- 地域でさかのぼる世界史
- 日本思想史演習
- 源流思想特講
- ハイレベル物理演習
- 物理
- 化学
- 生物演習

#### 夏の課外授業
- 古典長文読解
- 読書読解講座
- 数II応用演習
- 数IIB応用演習
- 英語【文法・読解】
- 英検準1級対策講座
- 世界史論述入門
- 宗教特講
- ハイレベル物理（力学）

#### テーマ別課外
- 裁判の傍聴
- パルスジェットエンジンの作製と燃焼実験
- 手作りスコーンでアフタヌーンティー
- 坐禅体験
- 水戸藩の書道
- 『常陸風土記』を歩く
- 卒業生との進路座談会

## 学校創立100周年記念事業
（この節の出典：）

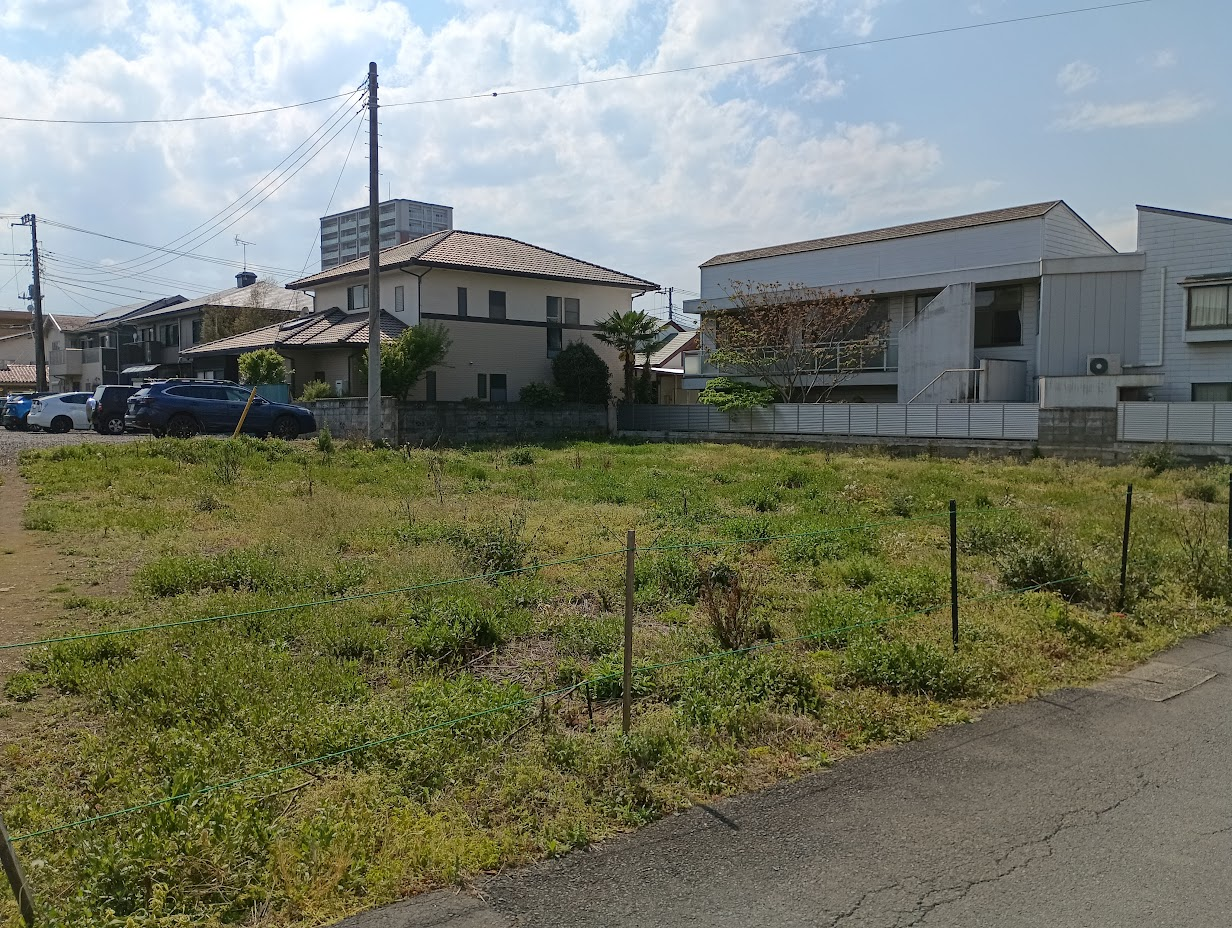
茨城高等学校・中学校100周年記念会館建設予定地。奥に見えるグレー色の木造建築建物が50周年記念会館。

2027年を境に茨城中学校・高等学校は創立100年を迎える。それにあたって、以下の事業が学校によって企画された。

### 茨城新聞カウントダウンPR広告
10月3日は学校の創立記念日であるため、2024年10月3日の茨城新聞に学校の創立100周年を周知させるための広告が掲載された。また、2027年まで毎年、茨城新聞にカウントダウン広告が掲示される予定である。

### 茨城高等学校・中学校 創立100周年記念募金
創立100周年記念事業の実現
1. 新しい教育を創出する学習支援センター（仮称）の新築 ―AI技術を活用したデジタル教材によるパーソナライズ・ラーニング・システムの導入等―
2. グローバル教育・探究活動・ICT教育の推進
3. 教育施設の整備・拡充
4. 各種周年記念事業

## 茨城中学校・高等学校のカラー（Color）

### 茨城中学校・高等学校ブランドカラー
茨城高等学校は青色、茨城中学校はやや暗い赤色のものがブランドカラーとして採用されているとされる。両者共に、丸みを帯びた星型の中央部に「高」「中」と印されたものが、学校のロゴマークとして使用されている。

#### 茨城中学校・高等学校ブランドカラーが用いられた製品
- 卒業証書
- ネクタイ
- 校旗
- パンフレット[13][3]

### 茨城中学校・高等学校グレードカラー
茨城中学校・高等学校では学年ごとのカラーを定めるが、厳密には学年（グレード）のカラーではなく、入学年次によって定められるカラーである。以下にその詳細を示す。
| 高等学校（中学校）の入学年度 入学年度をn[西暦年]とする（但n:ℕ） | 高等学校（中学校）の入学年度 入学年度をn[西暦年]とする（但n:ℕ） | 高等学校（中学校）の入学年度 入学年度をn[西暦年]とする（但n:ℕ） | 高等学校（中学校）の入学年度 入学年度をn[西暦年]とする（但n:ℕ） | カラー |
| 高等学校の入学年度                                              | 中学校の入学年度                                                | 入学年度の例                                                    | 入学年度の例                                                    | カラー |
| --------------------------------------------------------------- | --------------------------------------------------------------- | --------------------------------------------------------------- | --------------------------------------------------------------- | ------ |
| n≡5(mod6)                                                       | n≡2(mod6)                                                       | 2027(2024)                                                      | 2021(2018)                                                      | 緑     |
| n≡4(mod6)                                                       | n≡1(mod6)                                                       | 2026(2023)                                                      | 2020(2017)                                                      | 黄     |
| n≡3(mod6)                                                       | n≡0(mod6)                                                       | 2025(2022)                                                      | 2019(2016)                                                      | 白     |
| n≡2(mod6)                                                       | n≡5(mod6)                                                       | 2024(2021)                                                      | 2018(2015)                                                      | 水     |
| n≡1(mod6)                                                       | n≡4(mod6)                                                       | 2023(2020)                                                      | 2017(2014)                                                      | 赤     |
| n≡0(mod6)                                                       | n≡3(mod6)                                                       | 2022(2019)                                                      | 2016(2013)                                                      | 青     |

### 茨城中学校・高等学校グレードカラーが用いられた製品

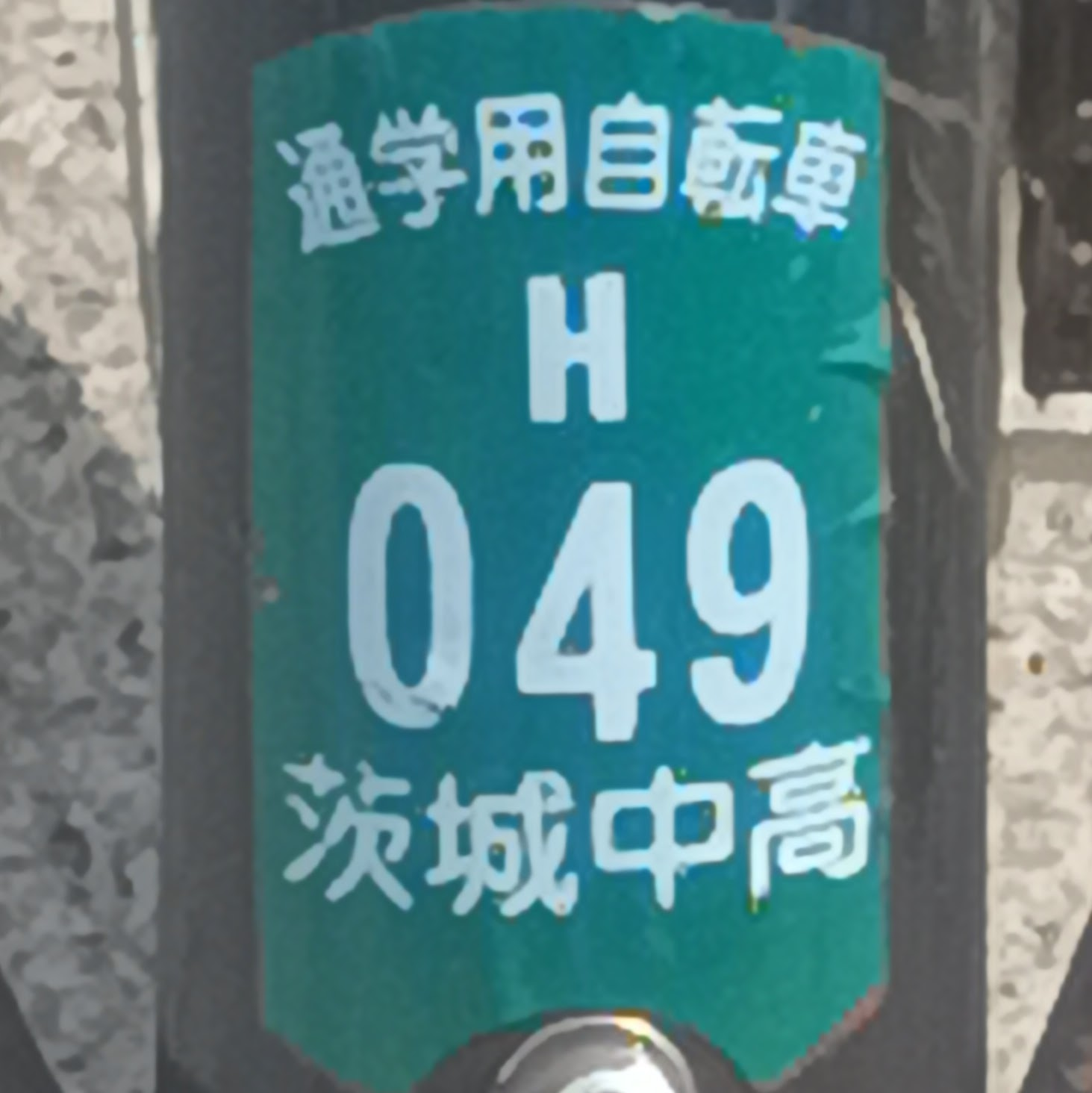
茨城中学校・高等学校共通の駐輪許可証。グレードカラーが採用されている。

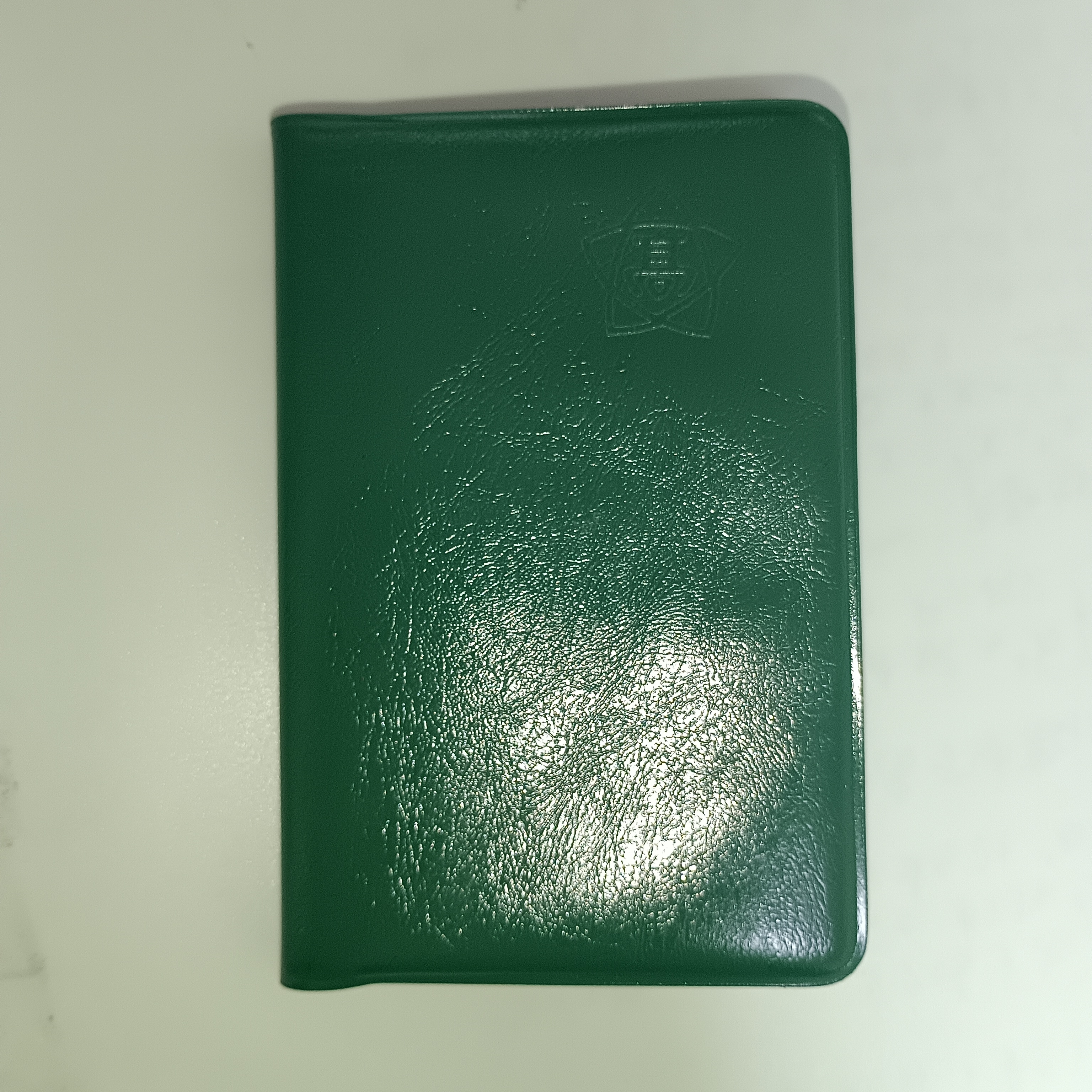
茨城高等学校の生徒手帳。右上に校章が入っており、グレードカラー（この場合は緑色）が採用されている。

- 生徒手帳カバー
- 体操服（ジャージ）
- 上履き
- 自転車駐輪許可証

## 奨学金制度
1. 茨城中学校・高等学校奨学金
2. 茨城県奨学金
3. 日本奨学支援機構（JASSO）
  1. 高等学校奨学生（在学）
  2. 大学第一種・第二種奨学生（予約）
4. 交通遺児育英会
5. 茨城高等学校育英会奨学基金奨学生

## 制服

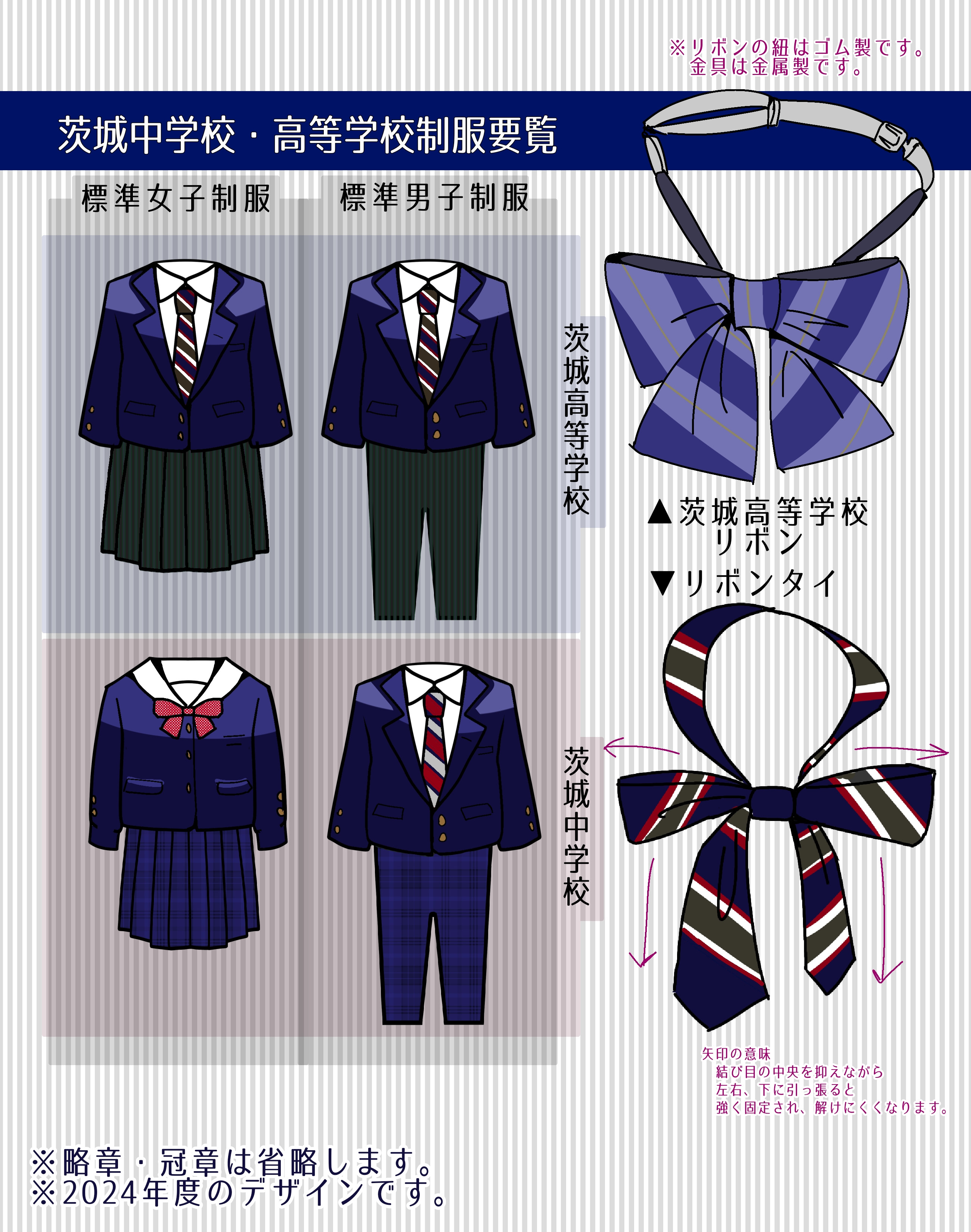
茨城中学校・高等学校の制服の仕様。

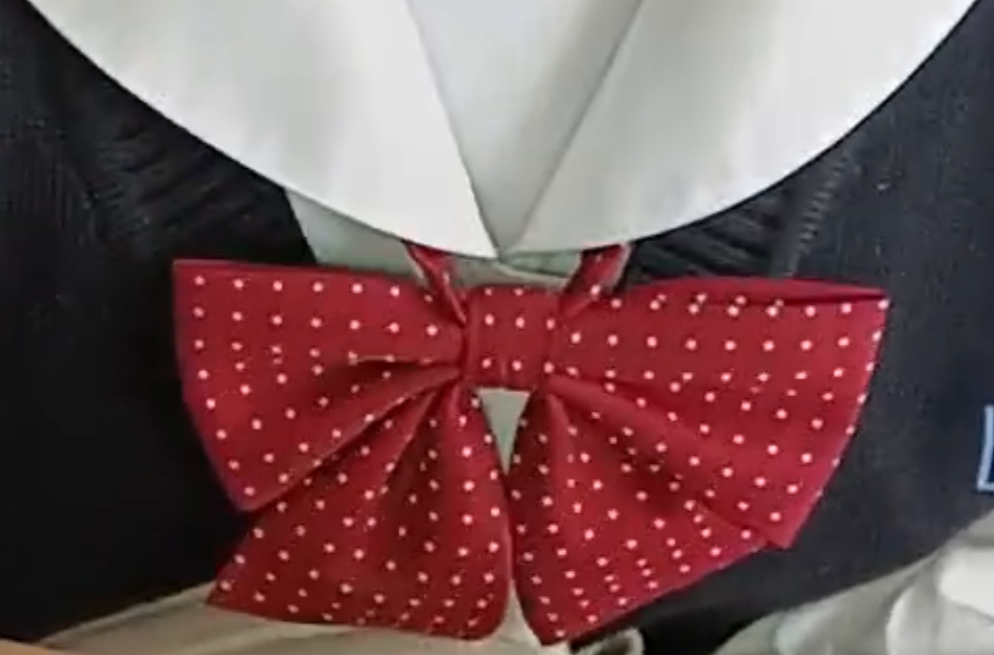
茨城中学校の制服の女子リボン。2023年度入学生まで。リボンの両方の先端に凹スナップボタンが付いており、セーラー襟ブラウスの襟の鎖骨のあたりの場所に位置する凸スナップボタンにはめ込むことができる。

（この節の出典：）

### 年表
- 1972年 - 茨城高等学校は、茨城県立水戸第一高等学校や茨城県立日立第一高等学校[注釈 3]とともに生徒の要望によって、1972年に服装を自由化した。[21]
- 1995年度 - 中高一貫制導入に合わせて、茨城中学校は制服を一新し、茨城高等学校は改めて制服を導入した。
- 2021年度 - 中高女子のスラックス制服の選択が可能となった。
- 2024年度 - 茨城中学校の女子制服の仕様が変更された。

### 制服における学校シンボルマークの扱い
なおブレザーに左胸に印される冠章（かんしょう）とは以下のものである。
- 赤い円の中に金色文字のブラックレター体で「I（アルファベットのアイ）」と印される。
- 青い円が赤い円を囲んでおり、赤い円に沿う形で「IBARAKI JHS AND SHS」と金色文字で印される。JHSはJunior High School（中学校）、SHSはSenior High School（高等学校）を示す。
- 円の中に冠が描かれる。
- 円を囲むように麦を模した図が描かれる。
- 最下部に緑色の帯が描かれ、内部にEST-1927と印される。ESTはEstablish（創立）を示す。

その他制服の左胸に印される略章（りゃくしょう）とは以下のものである。
- 盾型の線の中にブラックレター体で「I（アルファベットのアイ）」と印される。
- 一般的に水色の線で印される

### リボンタイの扱い
2013年当時(2025年現在でも)、「本校では、共学化当初にネクタイ着用を定めていたが、女子生徒の間でネクタイのリボン結びの形が自然に広まり、教員の間でも容認されるようになった」とされ、これが「女子制服における一つの文化」として尊重されているという。なお、正規のリボン型も公式に存在しており、希望する生徒はそちらを着用することも可能である。

### 制服着用規定（2024年度）
| 期間                 | 移行期間   | 移行期間   | 夏服期間   | 夏服期間   | 夏服期間   | 夏服期間   | 移行期間   | 移行期間   | 冬服期間              | 冬服期間              | 冬服期間              | 冬服期間              |
| -------------------- | ---------- | ---------- | ---------- | ---------- | ---------- | ---------- | ---------- | ---------- | --------------------- | --------------------- | --------------------- | --------------------- |
| 月                   | 4          | 5          | 6          | 7          | 8          | 9          | 10         | 11         | 12                    | 1                     | 2                     | 3                     |
| ブレザー             | 任意       | 任意       | 任意       | 任意       | 任意       | 任意       | 任意       | 任意       | 必須                  | 必須                  | 必須                  | 必須                  |
| Yシャツ 及びブラウス | 長袖／半袖 | 長袖／半袖 | 長袖／半袖 | 長袖／半袖 | 長袖／半袖 | 長袖／半袖 | 長袖／半袖 | 長袖／半袖 | 長袖／半袖            | 長袖／半袖            | 長袖／半袖            | 長袖／半袖            |
| Yシャツ 及びブラウス | ポロシャツ |            |            |            |            |            |            |            |                       |                       |                       |                       |
| スラックス           | 冬用／夏用 | 冬用／夏用 | 夏用       | 夏用       | 夏用       | 夏用       | 冬用／夏用 | 冬用／夏用 | 冬用                  | 冬用                  | 冬用                  | 冬用                  |
| スカート             | 冬用／夏用 | 冬用／夏用 | 夏用       | 夏用       | 夏用       | 夏用       | 冬用／夏用 | 冬用／夏用 | 冬用 （替スカート可） | 冬用 （替スカート可） | 冬用 （替スカート可） | 冬用 （替スカート可） |

- 移行期間はブレザー・及びベスト、セーター着用の際のネクタイ、リボンが必須である。
- 冬服期間は冬服を、夏服期間は夏服の着用を原則とする。
- 冬服期間の式典では必ずブレザーを着用すること。女子はリボンを不可としネクタイの着用を義務付ける。
  - 入学式は冬服期間の服装とする。また、替スカートの着用を不可とする。
- 防寒のために制服以外のコート類を着用する場合、制服のブレザーを着用することを原則として、ブレザーを着用せずに、コート類を着用することは不可とする。

### 制服の種類
| 制服の名称           | 成分                  | 写真及びイラスト | デザイン及び備考 | 形式                                                            | 学校シンボルマークの扱い | 着用に関する基準 許可されているものは可 許可されていないものは無表記 | 着用に関する基準 許可されているものは可 許可されていないものは無表記 | 着用に関する基準 許可されているものは可 許可されていないものは無表記 | 着用に関する基準 許可されているものは可 許可されていないものは無表記 | 着用に関する基準 許可されているものは可 許可されていないものは無表記 |
| 制服の名称           | 成分                  | 写真及びイラスト | デザイン及び備考 | 形式                                                            | 学校シンボルマークの扱い | 茨城中学校                                                           | 茨城中学校                                                           | 茨城中学校                                                           | 茨城高等学校                                                         | 茨城高等学校                                                         |
| 制服の名称           | 成分                  | 写真及びイラスト | デザイン及び備考 | 形式                                                            | 学校シンボルマークの扱い | 男子                                                                 | 女子 2024年度入学生まで                                              | 女子 2025年度入学生以降                                              | 男子                                                                 | 女子                                                                 |
| -------------------- | --------------------- | ---------------- | --- | --------------------------------------------------------------- | ------------------------ | -------------------------------------------------------------------- | -------------------------------------------------------------------- | -------------------------------------------------------------------- | -------------------------------------------------------------------- | -------------------------------------------------------------------- |
| ワイシャツ・ブラウス | ポリエステル65% 綿35% |                  | 白 | 半袖／長袖 の2種                                                | 略                       | 可                                                                   | 可                                                                   | 可                                                                   | 可                                                                   | 可                                                                   |
| ポロシャツ           |                       |                  | 白 | 半袖                                                            | 略                       | 可                                                                   | 可                                                                   | 可                                                                   | 可                                                                   | 可                                                                   |
| ブレザー             | 裏地：ポリエステル    |                  | 紺 | 長袖                                                            | 冠                       | 可                                                                   | 可                                                                   | 可                                                                   | 可                                                                   | 可                                                                   |
| セーター             | アクリル70% 毛30%     |                  | 紺 | 長袖                                                            | 略                       | 可                                                                   | 可                                                                   | 可                                                                   | 可                                                                   | 可                                                                   |
| ベスト               | アクリル85% 麻15%     |                  | 紺 | 無袖                                                            | 冠                       | 可                                                                   | 可                                                                   | 可                                                                   | 可                                                                   | 可                                                                   |
| ネクタイ             |                       |                  | おおよそ赤：白：銅：白：赤：紺の色が1:1:3:1:1:10の比率の順で縞模様となる。                                                                                         |                                                                 |                          |                                                                      |                                                                      |                                                                      | 可                                                                   | 可                                                                   |
| ネクタイ             |                       |                  | おおよそ紺：白：銅：白：紺：赤の色が1:1:3:1:1:10の比率の順で縞模様となる。                                                                                         |                                                                 |                          | 可                                                                   |                                                                      | 可                                                                   |                                                                      |                                                                      |
| スラックス           |                       |                  | 紺色の生地に黒に近い藍色の線が十字に交わるもの。 | 夏用／冬用 の2種                                                |                          | 可                                                                   | 可                                                                   | 可                                                                   |                                                                      |                                                                      |
| スラックス           |                       |                  | 限りなく黒に近い灰色の生地に薄く緑や灰色の縞模様が入る。 | 夏用／冬用 の2種                                                |                          |                                                                      |                                                                      |                                                                      | 可                                                                   | 可                                                                   |
| リボン※              |                       |                  | 両端に凹ボタンが着いており、それを襟の裏側の凸ボタンにはめ込むもの ここでの凹ボタン・凸ボタンというのはスナップボタンのことである。赤色の布地に白色の水玉模様。    |                                                                 |                          |                                                                      | 可                                                                   |                                                                      |                                                                      |                                                                      |
| セーラー襟ブラウス※  |                       |                  | 白色。リボンを装着する為の凹ボタンが存在した。襟は正面から見るとセーラー調であるが、裏から見ると丸みを帯びている。（つまり、普通のセーラー服の襟とは全く異なる。） | 半袖／長袖 の2種                                                |                          |                                                                      | 可                                                                   |                                                                      |                                                                      |                                                                      |
| スカート※            |                       |                  | 紺色の生地に黒に近い藍色の線が十字に交わるチェック柄。金具のホックは金属製。                                                                                       | 夏用／冬用 の2種                                                |                          |                                                                      | 可                                                                   |                                                                      |                                                                      |                                                                      |
| ジャケット           |                       |                  | 紺色。胸元の隙間からリボンを出す。イートン風。 |                                                                 |                          |                                                                      | 可                                                                   |                                                                      |                                                                      |                                                                      |
| スカート             |                       |                  | 限りなく黒に近い灰色の生地に薄く緑や灰色の縞模様が入る。金具のホックは金属製。                                                                                     | 夏用／冬用 の2種                                                |                          |                                                                      |                                                                      |                                                                      |                                                                      | 可                                                                   |
| 予備用スカート       |                       |                  | 明るめのデザイン。ボックススカート。 |                                                                 |                          |                                                                      |                                                                      |                                                                      |                                                                      |                                                                      |
| カバン               |                       |                  | 黒色 |                                                                 | 冠章                     | 可（学校指定）                                                       | 可（学校指定）                                                       | 可（学校指定）                                                       |                                                                      |                                                                      |
| 体操服               |                       |                  | 紺色基調。スプライトにグレードカラー導入。 | - 半袖シャツ（白） - 長袖上着（紺色） - 半袖ズボン - 長袖ズボン |                          | 可（学校指定）                                                       | 可（学校指定）                                                       | 可（学校指定）                                                       | 可（学校指定）                                                       | 可（学校指定）                                                       |
| 体育用シューズ       |                       |                  | グレードカラー導入。 |                                                                 |                          | 可（学校指定）                                                       | 可（学校指定）                                                       | 可（学校指定）                                                       | 可（学校指定）                                                       | 可（学校指定）                                                       |

## 施設

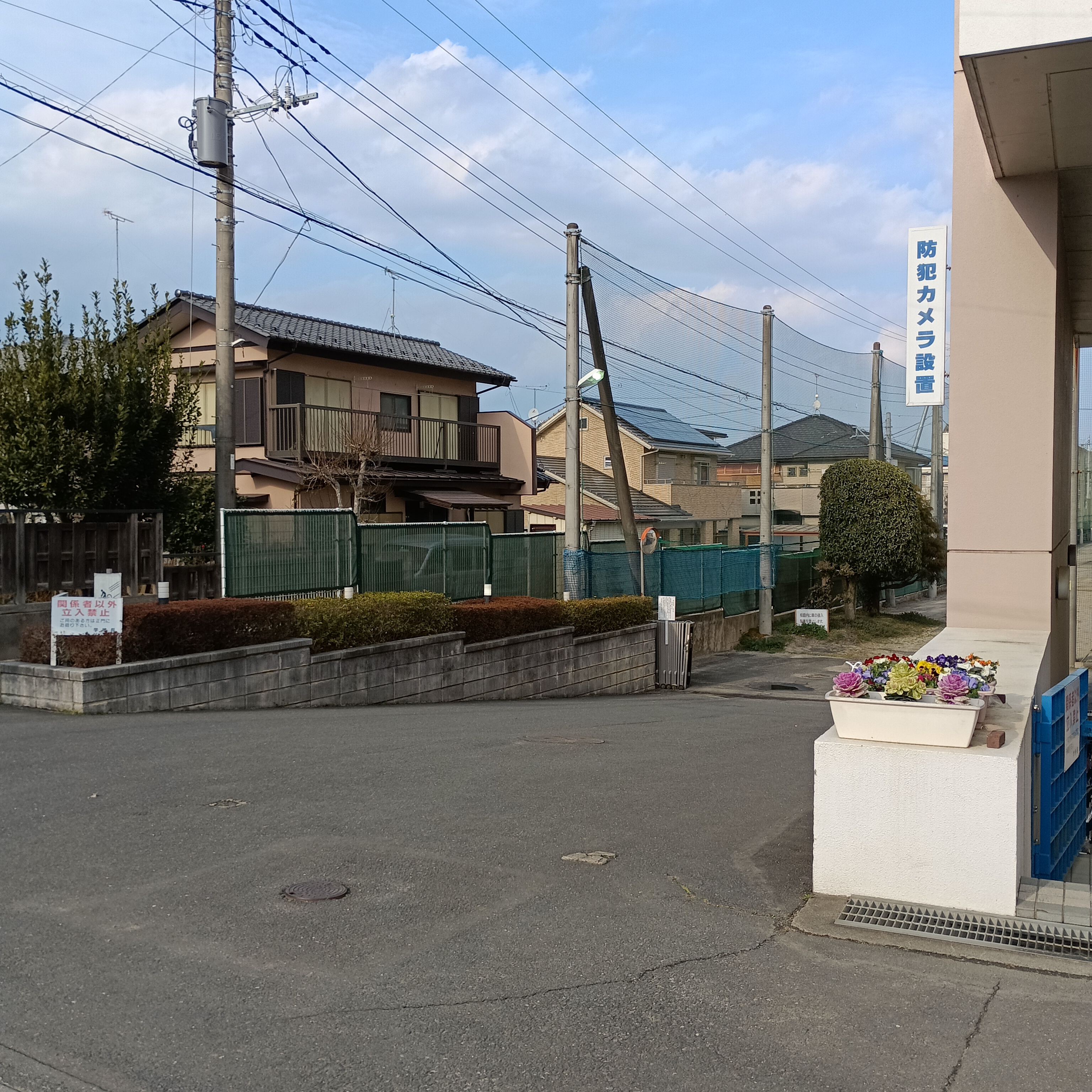
茨城中学校、高等学校の末広門。

2024年現在では、茨城中学校・高等学校は以下の施設を保有するので以下の表に記す。なお、A棟、C棟は2011年に新たに竣工された。

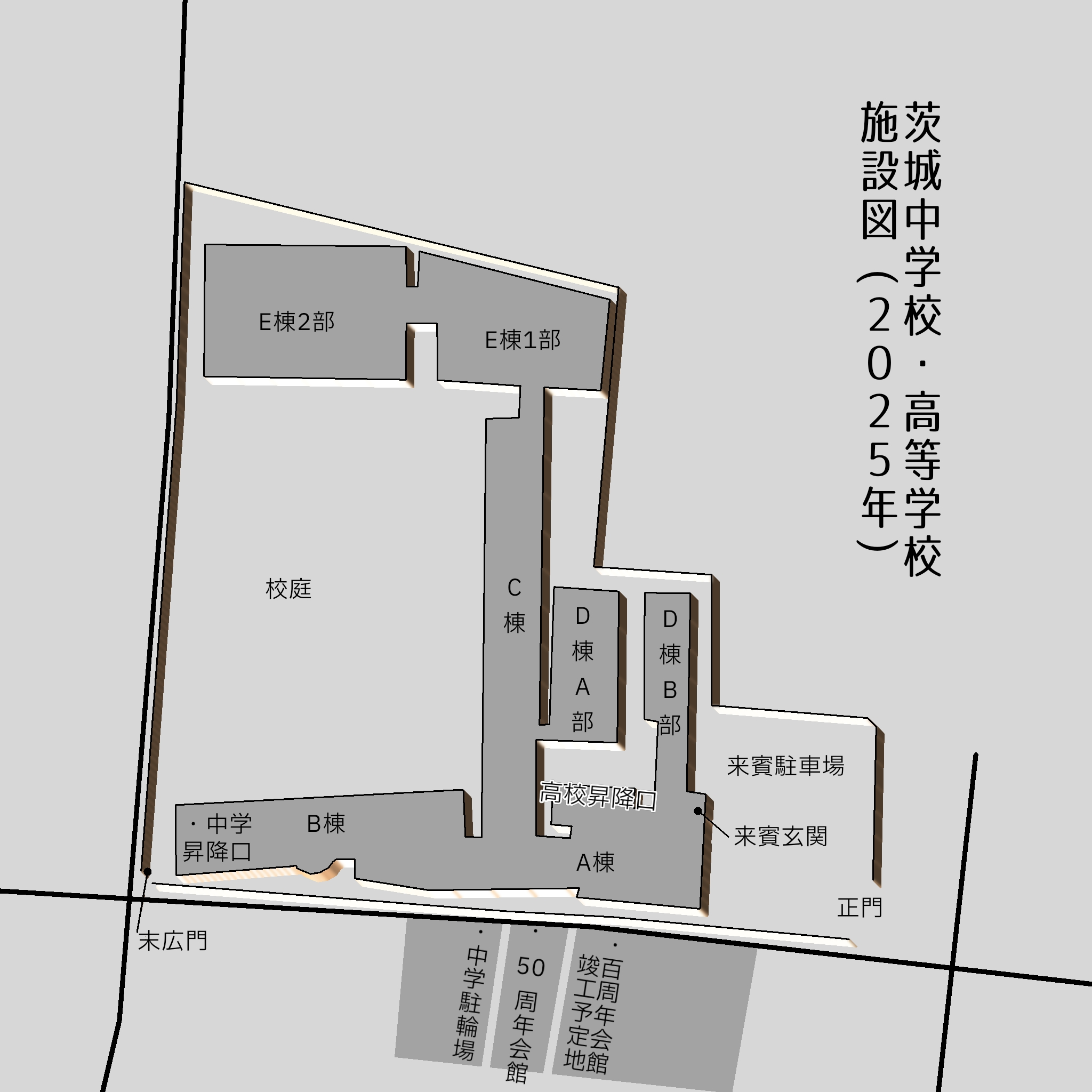
茨城中学校・高等学校の施設配置図。

| 階    | 棟号 | 棟号 | 棟号 | 棟号                                                                                              | 棟号                                                  | 棟号      | 棟号      |
| 階    | A | B | C | D-A                                                                                               | D-B                                                   | E-1       | E-2       |
| 階    | 主な用途 | 主な用途                                                                                                | 主な用途 | 主な用途                                                                                          | 主な用途                                              | 主な用途  | 主な用途  |
| 階    | 高等学校教室 | 中学校教室                                                                                              | 多用途 | 多用途                                                                                            | 多用途                                                | 体育      | 体育      |
| ----- | --- | --- | --- | ------------------------------------------------------------------------------------------------- | ----------------------------------------------------- | --------- | --------- |
| 地上4 | - 高等学校第1学年各教室 - 化粧室 - 書庫 - 広報委員会室                                                                                            | | |                                                                                                   | - 第1音楽室 - 第2音楽室 - 音楽科教員室                |           |           |
| 地上3 | - 高等学校第2学年各教室 - 生徒会室 - 図書ホール - 司書室                                                                                          | - 中学校第3学年各教室 - パソコン室 - 準備室 - 第3会議室 - 化粧室                                        | - 化学教員室 - 化学準備室 - 化学実験室 - C棟北化粧室 - 英語科教員室 - 英語科第1教室 - 社会科教室 - 社会科資料室 - 社会科教員室 - 英語科第2教室 - C棟南化粧室 | ホール                                                                                            | - 第7特別教室 - 第8特別教室 - 第9特別教室             |           |           |
| 地上2 | - 高等学校第3学年各教室 - 高校職員室 - 印刷室 - 教員応接室                                                                                        | - 中学校第2学年各教室 - 自習室 - 面談室 - 中学職員室 - 第2特別教室 - 学習指導室 - 螺旋階段 - 化粧室     | - 物理教員室 - 物理準備室 - 物理実験室 - C棟北化粧室 - 国語科教員室 - 国語数学教室 - 数学科教員室 - 放送室 - 第2自習室 - 第1自習室 - C棟南化粧室             | ホール                                                                                            | - 第6特別教室 - 第5特別教室 - 国際教養室 - 進路指導室 | 第2体育館 | 第1体育館 |
| 地上1 | - 高等学校昇降口 - 職員玄関 - 来客玄関 - 事務室 - 校長室 - 事務倉庫 - 理事長室 - 役員室 - 応接室 - 資料室 - 生徒相談室 - 職員室 - 保健室 - 化粧室 | - 家庭科室 - 技術室 - 技術準備室 - 中学校第1学年各教室 - 第1特別教室 - 中学生徒会室 - 螺旋階段 - 化粧室 | - 生物地学教員室 - 生物地学準備室 - 生物地学実験室 - 化粧室 - 大会議室 - 小会議室 - 入試委員会室                                                             | - 小ホール - 制服販売室 - 職員更衣室 - PTA・同窓会・後援会室 - サーバー室 - 第3資料室 - 第2資料室 | - 美術室 - 書道室 - 駐輪場                            | 第2体育館 | 第1体育館 |
| 地下1 | - ゴミ置き場 - 用務員室 - 第1倉庫 - 第2倉庫 - 受水槽室                                                                                            | - 倉庫 - 中学昇降口 - 駐輪場 - 第0特別室 - 教職員控室 - 女子更衣室                                      | - 電気室 - 化粧室 - 駐輪場 | - 合奏準備室 - 器具室 - 食堂 - 売店 - 厨房                                                        | - 合奏準備室 - 器具室 - 食堂 - 売店 - 厨房            | 第2体育館 | プール    |

| 1950年 | 1号館                          | 2号館                                            | 3号館                    | 4号館                   | 中学校舎                                           |                                                    |                                                    | 木造平屋建て 特別教室                                    | 講堂兼体育館 | 屋内プール |
| 1960年 | 1号館                          | 2号館                                            | 3号館                    | 4号館                   | 5号館                                              | 芸術教室                                           |                                                    | 技術室 特別教室                                          | 講堂兼体育館 | 屋内プール |
| 2001年 | 1号館                          | 2号館                                            | 3号館                    | 4号館                   | 5号館                                              | 芸術教室                                           | 6号館                                              | 7号館                                                    | 第2体育館    | 第1体育館  |
| ------ | ------------------------------ | ------------------------------------------------ | ------------------------ | ----------------------- | -------------------------------------------------- | -------------------------------------------------- | -------------------------------------------------- | -------------------------------------------------------- | ------------ | ---------- |
| 地上4  | - 特別教室                     | - 普通教室 - 高校生徒会室                        | - 化学室 - 化学教員室    | - 普通教室 - 特別教室   | - 音楽室 - 教員室                                  | - 音楽室 - 教員室                                  |                                                    | - 第3会議室 - 普通教室 - パソコン室                      |              |            |
| 地上3  | - 普通教室                     | - 普通教室                                       | - 物理室 - 教員室        | - 普通教室 - 数学教員室 | - 普通教室                                         | - 普通教室                                         |                                                    | - 中学職員室 - 面談室 - 自習室 - 中学生徒会室 - 普通教室 |              |            |
| 地上2  | - 普通教室                     | - 高校職員室 - 第2会議室                         | - 第1会議室 - 国語教員室 | - 普通教室 - 社会教員室 | - 聴視覚ホール - 英語教員室 - 特別教室             | - 聴視覚ホール - 英語教員室 - 特別教室             | - 情報視聴覚室 - ワープロパソコン室 - 入試委員会室 | - 普通教室 - 第4会議室 - 技術室 - 家庭科室               | 第2体育館    | 第1体育館  |
| 地上1  | - 昇降口 - 保健室 - 生徒相談室 | - 玄関口 - 校長室 - 理事長室 - 事務室 - 用務員室 | - 生物室 - 教員室        | - 普通教室 - 進路指導室 | - 広報委員会室 - 図書室 - 美術室 - 書道室 - 教員室 | - 広報委員会室 - 図書室 - 美術室 - 書道室 - 教員室 | - 昇降口 - 応接室                                  | - 昇降口 - 会議室                                        | 第2体育館    | 第1体育館  |
| 地下1  |                                |                                                  |                          |                         | - 合奏室 - 食堂                                    | - 合奏室 - 食堂                                    |                                                    |                                                          | 第2体育館    | プール     |

### 食堂
半地下に食堂施設を所有している。教員及び高校生が昼の時間帯に使用可能。文化祭時には一般開放。

### 創立50周年記念会館
茨城中学校・高等学校の校舎から道路を挟み、南西の方向に位置する施設。旧制茨城中学校が1977年に創立50周年を迎え、「茨城高等学校　茨城中学校　創立50周年記念会館（建造物に記されている表記ママ）」の建築が開始された。木造2階建であり、青みを帯びたグレー（俗に言うロシアンブルーカラー）の外壁を持つ。2023年時点でもかるた競技部等の文化部で使用されている。

### 温水プール
1997年4月に完成した。温風装置を兼ね備えており、プールサイドを温めることも可能である。

### 視聴覚ホール
300名が収容可能とされる。

### 図書室
司書が常駐しており、レファレンスや利用相談を行うことができる。また、毎月100冊以上の新着図書が入荷している。

#### 蔵書数
- 2022年度、声の教育社によれば、約60,000冊の蔵書を持つとされる[27]。
- 2008年度、茨城県教育委員会によると、弘道館から引き継いだ漢籍等，蔵書4万5千冊余りを有している[26]。
- 2025年度、学校側の発表によると、弘道館より引き継いだ漢書を含む蔵書、約6万5000冊を有する。[13]

#### 年表
（この節の出典：）
- 1927年（昭和2年） - 旧制茨城中学校の創立とともに校舎の一隅に図書館が設けられる。
- 1959年（昭和34年） - 中学校校舎2階に移転される。
- 1964年（昭和39年） - 3号館2階に移転される。
- 1978年（昭和53年） - 創立50年を記念して5号館が落成され、図書館も5号館移転される。
- 1984年（昭和59年） - ソーラーシステムによる冷暖房が完備される。
- 1988年（昭和63年） - 司書室が充実され、開架書庫が新設される

### 保健室
2001年当時、薬物乱用防止教室、エイズ教育、当時行われていた文化祭仮装行列では街頭での呼びかけを行っていた。2017年には、養護教諭・助手３名と保健安全係教諭４名の計７名で健康管理を行っている。

### 進路指導室
（この節の出典：）
進路指導室では以下の進路の指導を行っており、2001年当時、以下の蔵書が存在した。
- 赤本（教学社が発行する各大学の過去問題集）
- 青本（駿河台予備校が発行するの難関大学の過去5年間の入試問題集）
- 全国大学入試問題集（旺文社が発行する各強化・学科ごとの問題集）
- 過去の模擬試験の問題集（進研模試・河合塾模試・代ゼミ模試など）
- 各大学・学部紹介のパンフレット

### パソコン室
1999年には生徒用端末機器46台を導入し、LANシステムを構築し、WindowsNTをOSとして使用していた。

### 防災設備
（この節の出典：）
以下の防災用の備蓄品を備えている。
- 毛布（真空パック）
- 牛丼
- ペットボトルの水
- ランタン
- 乾パン

## 広報誌と刊行物

### 定期刊行物
- 100周年記念会報「報恩感謝」
  - 2022年より茨高・茨中百周年準備委員会によって年に2回のペースで発行される[33]。
- PTA新聞春秋
  - 中高PTA広報委員によって年に3回のペースで発行される[34]。初発行は1974年である。[25]
- 轟
  - 茨城高等学校生徒会は毎年、各クラス・部活動・学校行事・生徒会活動等を紹介かつ記録する小冊子を作成している。平成元年に創刊され第2号まで発行されたが、その後途絶え、2012年に復活し、その後毎年発行されており、2022年で13号となった。[35]

### 校史
- 茨城高等学校50年史
  - 1977年に茨城高等学校によって発行された[36]。50年史に至るまではそれまで、校史が存在しなかった。西村文則が記した「飯村丈三郎伝」が唯一のもので、他には水戸学院の由来の小冊が2つ3つあるに過ぎなかった[11]。
- 茨城高等学校六十年のあゆみ(1987年)[37]

## 学校文化
茨城中・高は、水戸藩の藩校である弘道館やそこで形成された水戸学の流れを汲み、学校図書館は、弘道館の蔵書を引き継いでいる。明治維新後に弘道館の蔵書のほとんどが国有とされたが、1945年（昭和20年）8月2日未明の水戸空襲により焼失した。このため、茨城中学校・茨城高等学校がわずかに引き継いでいた1万余りの史料が、現存するものでは大半を占めている。現在は、茨城県立歴史館が弘道館より引き継いだ史料を委託管理している。

### 学校の歌
（この節の出典：）
- 旧制茨城中学校校歌
- 茨城中学校・高等学校校歌
- 応援歌

## 蒼穹会
（この節の出典：）
蒼穹会（そうきゅうかい）はPTAによって設立された校内組織である。保護者の会費によって活動費が賄われている。

### 役割
1. 進路指導への後援の充実
2. 部活動への後援の充実
3. 先生の学校視察研修への後援
4. 芸術鑑賞の実施
5. 広報活動の充実

### 年表
- 2019年 - 高校文化祭に蒼穹会としては初めて参加し、休憩スペースを設ける。また、電子ピアノを購入し、音楽室に導入する。

## 部活動
| 部活動名 ／ 曜日 | 茨城中学校 | 茨城中学校 | 茨城中学校 | 茨城中学校 | 茨城高等学校あるいは中高合同 | 茨城高等学校あるいは中高合同 | 茨城高等学校あるいは中高合同 | 茨城高等学校あるいは中高合同 | 茨城高等学校あるいは中高合同 | 茨城高等学校あるいは中高合同 | 茨城高等学校あるいは中高合同 |
| 部活動名 ／ 曜日 | 軟式野球   | サッカー   | 男子バスケ | 女子バスケ | 野球                         | サッカー                     | 男子バスケ                   | 女子バスケ                   | 吹奏楽                       | フォーク                     | コンピューター研究           |
| ---------------- | ---------- | ---------- | ---------- | ---------- | ---------------------------- | ---------------------------- | ---------------------------- | ---------------------------- | ---------------------------- | ---------------------------- | ---------------------------- |
| 月               |            | ◯          |            |            | ◯                            | ◯                            |                              | ◯                            | ◯                            | ◯                            | ◯                            |
| 火               | ◯          | ◯          | ◯          | ◯          | ◯                            |                              | ◯                            |                              | ◯                            |                              | ◯                            |
| 水               |            |            |            |            | ◯                            | ◯                            | ◯                            | △                            | ◯                            |                              | ◯                            |
| 木               | ◯          | ◯          | ◯          | ◯          | ◯                            | ◯                            | ◯                            | ◯                            | ◯                            |                              | ◯                            |
| 金               | ◯          | ◯          | ◯          | ◯          | ◯                            | ◯                            | ◯                            | ◯                            | ◯                            |                              |                              |
| 土               | ◯          |            | ◯          | ◯          | ◯                            | ◯                            | ◯                            | ◯                            | ◯                            |                              |                              |
| 日               | ◯          |            |            | △          | ◯                            | ◯                            |                              | △                            | △                            |                              |                              |

| 部活動における所属可能な学年(2025年) 「◯」は男女混合により部活動が設置されている状態 「男/女」は男子/女子の部活動が設置されている状態 | 部活動における所属可能な学年(2025年) 「◯」は男女混合により部活動が設置されている状態 「男/女」は男子/女子の部活動が設置されている状態 | 部活動における所属可能な学年(2025年) 「◯」は男女混合により部活動が設置されている状態 「男/女」は男子/女子の部活動が設置されている状態 | 部活動における所属可能な学年(2025年) 「◯」は男女混合により部活動が設置されている状態 「男/女」は男子/女子の部活動が設置されている状態 | 部活動における所属可能な学年(2025年) 「◯」は男女混合により部活動が設置されている状態 「男/女」は男子/女子の部活動が設置されている状態 | 部活動における所属可能な学年(2025年) 「◯」は男女混合により部活動が設置されている状態 「男/女」は男子/女子の部活動が設置されている状態 | 部活動における所属可能な学年(2025年) 「◯」は男女混合により部活動が設置されている状態 「男/女」は男子/女子の部活動が設置されている状態 | 部活動における所属可能な学年(2025年) 「◯」は男女混合により部活動が設置されている状態 「男/女」は男子/女子の部活動が設置されている状態 | 部活動における所属可能な学年(2025年) 「◯」は男女混合により部活動が設置されている状態 「男/女」は男子/女子の部活動が設置されている状態 | 部活動における所属可能な学年(2025年) 「◯」は男女混合により部活動が設置されている状態 「男/女」は男子/女子の部活動が設置されている状態 | 部活動における所属可能な学年(2025年) 「◯」は男女混合により部活動が設置されている状態 「男/女」は男子/女子の部活動が設置されている状態 | 部活動における所属可能な学年(2025年) 「◯」は男女混合により部活動が設置されている状態 「男/女」は男子/女子の部活動が設置されている状態 | 部活動における所属可能な学年(2025年) 「◯」は男女混合により部活動が設置されている状態 「男/女」は男子/女子の部活動が設置されている状態 | 部活動における所属可能な学年(2025年) 「◯」は男女混合により部活動が設置されている状態 「男/女」は男子/女子の部活動が設置されている状態 | 部活動における所属可能な学年(2025年) 「◯」は男女混合により部活動が設置されている状態 「男/女」は男子/女子の部活動が設置されている状態 | 部活動における所属可能な学年(2025年) 「◯」は男女混合により部活動が設置されている状態 「男/女」は男子/女子の部活動が設置されている状態 | 部活動における所属可能な学年(2025年) 「◯」は男女混合により部活動が設置されている状態 「男/女」は男子/女子の部活動が設置されている状態 | 部活動における所属可能な学年(2025年) 「◯」は男女混合により部活動が設置されている状態 「男/女」は男子/女子の部活動が設置されている状態 | 部活動における所属可能な学年(2025年) 「◯」は男女混合により部活動が設置されている状態 「男/女」は男子/女子の部活動が設置されている状態 | 部活動における所属可能な学年(2025年) 「◯」は男女混合により部活動が設置されている状態 「男/女」は男子/女子の部活動が設置されている状態 | 部活動における所属可能な学年(2025年) 「◯」は男女混合により部活動が設置されている状態 「男/女」は男子/女子の部活動が設置されている状態 | 部活動における所属可能な学年(2025年) 「◯」は男女混合により部活動が設置されている状態 「男/女」は男子/女子の部活動が設置されている状態 | 部活動における所属可能な学年(2025年) 「◯」は男女混合により部活動が設置されている状態 「男/女」は男子/女子の部活動が設置されている状態 | 部活動における所属可能な学年(2025年) 「◯」は男女混合により部活動が設置されている状態 「男/女」は男子/女子の部活動が設置されている状態 | 部活動における所属可能な学年(2025年) 「◯」は男女混合により部活動が設置されている状態 「男/女」は男子/女子の部活動が設置されている状態 | 部活動における所属可能な学年(2025年) 「◯」は男女混合により部活動が設置されている状態 「男/女」は男子/女子の部活動が設置されている状態 |
| 部活動名 | 軟式野球 | 野球 | サッカー | バスケ | バレー | 卓球 | 陸上 | バドミントン | 硬式テニス | 軟式テニス | 剣道 | 弓道 | 水泳 | 吹奏楽 | 美術 | 競技かるた | 生物 | 史学 | JRC | 放送 | コンピューター研究 | フォーク | 英語 | 囲碁将棋 | 漫画研究 |
| --- | --- | --- | --- | --- | --- | --- | --- | --- | --- | --- | --- | --- | --- | --- | --- | --- | --- | --- | --- | --- | --- | --- | --- | --- | --- |
| 茨城中学校 管轄 | ◯ | | ◯ | 男/女 | 男 | ◯ | | | ◯ | 男/女 | | ◯ | | | | | | | | | | | | | |
| 茨城高等学校 管轄 | | ◯ | ◯ | 男/女 | 男 | ◯ | | ◯ | ◯ | 男/女 | | ◯ | ◯ | | | | | | ◯ | ◯ | | | ◯ | | |
| 中高合同運営 | | | | | | | ◯ | | | | ◯ | | | ◯ | ◯ | ◯ | ◯ | ◯ | | | ◯ | ◯ | | ◯ | ◯ |

| 高等学校における部活動の活動状況(2010年) 活動が非常に活発なものを◎、活発なものを◯、設置されているが活動状況が不明なものを△で記す 高等学校における部活動の部員数(2022年) 部員数10~30人のものを◯、9人以下を△とする。 中学校・高等学校における部活動の部員数(2025年) 単位を[人]とし、M(人数)は部員全体に占めるマネージャーの人数を示す。 | 高等学校における部活動の活動状況(2010年) 活動が非常に活発なものを◎、活発なものを◯、設置されているが活動状況が不明なものを△で記す 高等学校における部活動の部員数(2022年) 部員数10~30人のものを◯、9人以下を△とする。 中学校・高等学校における部活動の部員数(2025年) 単位を[人]とし、M(人数)は部員全体に占めるマネージャーの人数を示す。 | 高等学校における部活動の活動状況(2010年) 活動が非常に活発なものを◎、活発なものを◯、設置されているが活動状況が不明なものを△で記す 高等学校における部活動の部員数(2022年) 部員数10~30人のものを◯、9人以下を△とする。 中学校・高等学校における部活動の部員数(2025年) 単位を[人]とし、M(人数)は部員全体に占めるマネージャーの人数を示す。 | 高等学校における部活動の活動状況(2010年) 活動が非常に活発なものを◎、活発なものを◯、設置されているが活動状況が不明なものを△で記す 高等学校における部活動の部員数(2022年) 部員数10~30人のものを◯、9人以下を△とする。 中学校・高等学校における部活動の部員数(2025年) 単位を[人]とし、M(人数)は部員全体に占めるマネージャーの人数を示す。 | 高等学校における部活動の活動状況(2010年) 活動が非常に活発なものを◎、活発なものを◯、設置されているが活動状況が不明なものを△で記す 高等学校における部活動の部員数(2022年) 部員数10~30人のものを◯、9人以下を△とする。 中学校・高等学校における部活動の部員数(2025年) 単位を[人]とし、M(人数)は部員全体に占めるマネージャーの人数を示す。 | 高等学校における部活動の活動状況(2010年) 活動が非常に活発なものを◎、活発なものを◯、設置されているが活動状況が不明なものを△で記す 高等学校における部活動の部員数(2022年) 部員数10~30人のものを◯、9人以下を△とする。 中学校・高等学校における部活動の部員数(2025年) 単位を[人]とし、M(人数)は部員全体に占めるマネージャーの人数を示す。 | 高等学校における部活動の活動状況(2010年) 活動が非常に活発なものを◎、活発なものを◯、設置されているが活動状況が不明なものを△で記す 高等学校における部活動の部員数(2022年) 部員数10~30人のものを◯、9人以下を△とする。 中学校・高等学校における部活動の部員数(2025年) 単位を[人]とし、M(人数)は部員全体に占めるマネージャーの人数を示す。 | 高等学校における部活動の活動状況(2010年) 活動が非常に活発なものを◎、活発なものを◯、設置されているが活動状況が不明なものを△で記す 高等学校における部活動の部員数(2022年) 部員数10~30人のものを◯、9人以下を△とする。 中学校・高等学校における部活動の部員数(2025年) 単位を[人]とし、M(人数)は部員全体に占めるマネージャーの人数を示す。 | 高等学校における部活動の活動状況(2010年) 活動が非常に活発なものを◎、活発なものを◯、設置されているが活動状況が不明なものを△で記す 高等学校における部活動の部員数(2022年) 部員数10~30人のものを◯、9人以下を△とする。 中学校・高等学校における部活動の部員数(2025年) 単位を[人]とし、M(人数)は部員全体に占めるマネージャーの人数を示す。 | 高等学校における部活動の活動状況(2010年) 活動が非常に活発なものを◎、活発なものを◯、設置されているが活動状況が不明なものを△で記す 高等学校における部活動の部員数(2022年) 部員数10~30人のものを◯、9人以下を△とする。 中学校・高等学校における部活動の部員数(2025年) 単位を[人]とし、M(人数)は部員全体に占めるマネージャーの人数を示す。 | 高等学校における部活動の活動状況(2010年) 活動が非常に活発なものを◎、活発なものを◯、設置されているが活動状況が不明なものを△で記す 高等学校における部活動の部員数(2022年) 部員数10~30人のものを◯、9人以下を△とする。 中学校・高等学校における部活動の部員数(2025年) 単位を[人]とし、M(人数)は部員全体に占めるマネージャーの人数を示す。 | 高等学校における部活動の活動状況(2010年) 活動が非常に活発なものを◎、活発なものを◯、設置されているが活動状況が不明なものを△で記す 高等学校における部活動の部員数(2022年) 部員数10~30人のものを◯、9人以下を△とする。 中学校・高等学校における部活動の部員数(2025年) 単位を[人]とし、M(人数)は部員全体に占めるマネージャーの人数を示す。 | 高等学校における部活動の活動状況(2010年) 活動が非常に活発なものを◎、活発なものを◯、設置されているが活動状況が不明なものを△で記す 高等学校における部活動の部員数(2022年) 部員数10~30人のものを◯、9人以下を△とする。 中学校・高等学校における部活動の部員数(2025年) 単位を[人]とし、M(人数)は部員全体に占めるマネージャーの人数を示す。 | 高等学校における部活動の活動状況(2010年) 活動が非常に活発なものを◎、活発なものを◯、設置されているが活動状況が不明なものを△で記す 高等学校における部活動の部員数(2022年) 部員数10~30人のものを◯、9人以下を△とする。 中学校・高等学校における部活動の部員数(2025年) 単位を[人]とし、M(人数)は部員全体に占めるマネージャーの人数を示す。 | 高等学校における部活動の活動状況(2010年) 活動が非常に活発なものを◎、活発なものを◯、設置されているが活動状況が不明なものを△で記す 高等学校における部活動の部員数(2022年) 部員数10~30人のものを◯、9人以下を△とする。 中学校・高等学校における部活動の部員数(2025年) 単位を[人]とし、M(人数)は部員全体に占めるマネージャーの人数を示す。 | 高等学校における部活動の活動状況(2010年) 活動が非常に活発なものを◎、活発なものを◯、設置されているが活動状況が不明なものを△で記す 高等学校における部活動の部員数(2022年) 部員数10~30人のものを◯、9人以下を△とする。 中学校・高等学校における部活動の部員数(2025年) 単位を[人]とし、M(人数)は部員全体に占めるマネージャーの人数を示す。 | 高等学校における部活動の活動状況(2010年) 活動が非常に活発なものを◎、活発なものを◯、設置されているが活動状況が不明なものを△で記す 高等学校における部活動の部員数(2022年) 部員数10~30人のものを◯、9人以下を△とする。 中学校・高等学校における部活動の部員数(2025年) 単位を[人]とし、M(人数)は部員全体に占めるマネージャーの人数を示す。 | 高等学校における部活動の活動状況(2010年) 活動が非常に活発なものを◎、活発なものを◯、設置されているが活動状況が不明なものを△で記す 高等学校における部活動の部員数(2022年) 部員数10~30人のものを◯、9人以下を△とする。 中学校・高等学校における部活動の部員数(2025年) 単位を[人]とし、M(人数)は部員全体に占めるマネージャーの人数を示す。 | 高等学校における部活動の活動状況(2010年) 活動が非常に活発なものを◎、活発なものを◯、設置されているが活動状況が不明なものを△で記す 高等学校における部活動の部員数(2022年) 部員数10~30人のものを◯、9人以下を△とする。 中学校・高等学校における部活動の部員数(2025年) 単位を[人]とし、M(人数)は部員全体に占めるマネージャーの人数を示す。 | 高等学校における部活動の活動状況(2010年) 活動が非常に活発なものを◎、活発なものを◯、設置されているが活動状況が不明なものを△で記す 高等学校における部活動の部員数(2022年) 部員数10~30人のものを◯、9人以下を△とする。 中学校・高等学校における部活動の部員数(2025年) 単位を[人]とし、M(人数)は部員全体に占めるマネージャーの人数を示す。 | 高等学校における部活動の活動状況(2010年) 活動が非常に活発なものを◎、活発なものを◯、設置されているが活動状況が不明なものを△で記す 高等学校における部活動の部員数(2022年) 部員数10~30人のものを◯、9人以下を△とする。 中学校・高等学校における部活動の部員数(2025年) 単位を[人]とし、M(人数)は部員全体に占めるマネージャーの人数を示す。 | 高等学校における部活動の活動状況(2010年) 活動が非常に活発なものを◎、活発なものを◯、設置されているが活動状況が不明なものを△で記す 高等学校における部活動の部員数(2022年) 部員数10~30人のものを◯、9人以下を△とする。 中学校・高等学校における部活動の部員数(2025年) 単位を[人]とし、M(人数)は部員全体に占めるマネージャーの人数を示す。 | 高等学校における部活動の活動状況(2010年) 活動が非常に活発なものを◎、活発なものを◯、設置されているが活動状況が不明なものを△で記す 高等学校における部活動の部員数(2022年) 部員数10~30人のものを◯、9人以下を△とする。 中学校・高等学校における部活動の部員数(2025年) 単位を[人]とし、M(人数)は部員全体に占めるマネージャーの人数を示す。 | 高等学校における部活動の活動状況(2010年) 活動が非常に活発なものを◎、活発なものを◯、設置されているが活動状況が不明なものを△で記す 高等学校における部活動の部員数(2022年) 部員数10~30人のものを◯、9人以下を△とする。 中学校・高等学校における部活動の部員数(2025年) 単位を[人]とし、M(人数)は部員全体に占めるマネージャーの人数を示す。 | 高等学校における部活動の活動状況(2010年) 活動が非常に活発なものを◎、活発なものを◯、設置されているが活動状況が不明なものを△で記す 高等学校における部活動の部員数(2022年) 部員数10~30人のものを◯、9人以下を△とする。 中学校・高等学校における部活動の部員数(2025年) 単位を[人]とし、M(人数)は部員全体に占めるマネージャーの人数を示す。 | 高等学校における部活動の活動状況(2010年) 活動が非常に活発なものを◎、活発なものを◯、設置されているが活動状況が不明なものを△で記す 高等学校における部活動の部員数(2022年) 部員数10~30人のものを◯、9人以下を△とする。 中学校・高等学校における部活動の部員数(2025年) 単位を[人]とし、M(人数)は部員全体に占めるマネージャーの人数を示す。 | 高等学校における部活動の活動状況(2010年) 活動が非常に活発なものを◎、活発なものを◯、設置されているが活動状況が不明なものを△で記す 高等学校における部活動の部員数(2022年) 部員数10~30人のものを◯、9人以下を△とする。 中学校・高等学校における部活動の部員数(2025年) 単位を[人]とし、M(人数)は部員全体に占めるマネージャーの人数を示す。 | 高等学校における部活動の活動状況(2010年) 活動が非常に活発なものを◎、活発なものを◯、設置されているが活動状況が不明なものを△で記す 高等学校における部活動の部員数(2022年) 部員数10~30人のものを◯、9人以下を△とする。 中学校・高等学校における部活動の部員数(2025年) 単位を[人]とし、M(人数)は部員全体に占めるマネージャーの人数を示す。 | 高等学校における部活動の活動状況(2010年) 活動が非常に活発なものを◎、活発なものを◯、設置されているが活動状況が不明なものを△で記す 高等学校における部活動の部員数(2022年) 部員数10~30人のものを◯、9人以下を△とする。 中学校・高等学校における部活動の部員数(2025年) 単位を[人]とし、M(人数)は部員全体に占めるマネージャーの人数を示す。 | 高等学校における部活動の活動状況(2010年) 活動が非常に活発なものを◎、活発なものを◯、設置されているが活動状況が不明なものを△で記す 高等学校における部活動の部員数(2022年) 部員数10~30人のものを◯、9人以下を△とする。 中学校・高等学校における部活動の部員数(2025年) 単位を[人]とし、M(人数)は部員全体に占めるマネージャーの人数を示す。 | 高等学校における部活動の活動状況(2010年) 活動が非常に活発なものを◎、活発なものを◯、設置されているが活動状況が不明なものを△で記す 高等学校における部活動の部員数(2022年) 部員数10~30人のものを◯、9人以下を△とする。 中学校・高等学校における部活動の部員数(2025年) 単位を[人]とし、M(人数)は部員全体に占めるマネージャーの人数を示す。 | 高等学校における部活動の活動状況(2010年) 活動が非常に活発なものを◎、活発なものを◯、設置されているが活動状況が不明なものを△で記す 高等学校における部活動の部員数(2022年) 部員数10~30人のものを◯、9人以下を△とする。 中学校・高等学校における部活動の部員数(2025年) 単位を[人]とし、M(人数)は部員全体に占めるマネージャーの人数を示す。 | 高等学校における部活動の活動状況(2010年) 活動が非常に活発なものを◎、活発なものを◯、設置されているが活動状況が不明なものを△で記す 高等学校における部活動の部員数(2022年) 部員数10~30人のものを◯、9人以下を△とする。 中学校・高等学校における部活動の部員数(2025年) 単位を[人]とし、M(人数)は部員全体に占めるマネージャーの人数を示す。 |
| 部活動名 | 茨城中学校 | 茨城中学校 | 茨城中学校 | 茨城中学校 | 茨城高等学校あるいは中高合同 | 茨城高等学校あるいは中高合同 | 茨城高等学校あるいは中高合同 | 茨城高等学校あるいは中高合同 | 茨城高等学校あるいは中高合同 | 茨城高等学校あるいは中高合同 | 茨城高等学校あるいは中高合同 | 茨城高等学校あるいは中高合同 | 茨城高等学校あるいは中高合同 | 茨城高等学校あるいは中高合同 | 茨城高等学校あるいは中高合同 | 茨城高等学校あるいは中高合同 | 茨城高等学校あるいは中高合同 | 茨城高等学校あるいは中高合同 | 茨城高等学校あるいは中高合同 | 茨城高等学校あるいは中高合同 | 茨城高等学校あるいは中高合同 | 茨城高等学校あるいは中高合同 | 茨城高等学校あるいは中高合同 | 茨城高等学校あるいは中高合同 | 茨城高等学校あるいは中高合同 | 茨城高等学校あるいは中高合同 | 茨城高等学校あるいは中高合同 | 茨城高等学校あるいは中高合同 | 茨城高等学校あるいは中高合同 | 茨城高等学校あるいは中高合同 | 茨城高等学校あるいは中高合同 | 茨城高等学校あるいは中高合同 |
| 部活動名 | 2025年現在現存 | 2025年現在現存 | 2025年現在現存 | 2025年現在現存 | 2025年現在現存 | 2025年現在現存 | 2025年現在現存 | 2025年現在現存 | 2025年現在現存 | 2025年現在現存 | 2025年現在現存 | 2025年現在現存 | 2025年現在現存 | 2025年現在現存 | 2025年現在現存 | 2025年現在現存 | 2025年現在現存 | 2025年現在現存 | 2025年現在現存 | 2025年現在現存 | 2025年現在現存 | 2025年現在現存 | 2025年現在現存 | 2025年現在現存 | 2025年現在現存 | 2025年現在現存 | 2025年現在現存 | 2025年現在現存 | 2025年現在現存 | 2025年現在廃部 | 2025年現在廃部 | 2025年現在廃部 |
| 部活動名 | 軟式野球 | サッカー | 男子バスケ | 女子バスケ | 軟式野球 | 野球 | サッカー | バスケ | バレー | 卓球 | 陸上 | バドミントン | 硬式テニス | 軟式テニス | 剣道 | 弓道 | 水泳 | 吹奏楽 | 美術 | 競技かるた | 生物 | 史学 | JRC | 放送 | コンピューター研究 | フォーク | 英語 | 囲碁将棋 | 漫画研究 | 空手 | 柔道 | 図書 |
| --- | --- | --- | --- | --- | --- | --- | --- | --- | --- | --- | --- | --- | --- | --- | --- | --- | --- | --- | --- | --- | --- | --- | --- | --- | --- | --- | --- | --- | --- | --- | --- | --- |
| 活動状況 | | | | | ◯ | ◎ | ◎ | ◎ | ◎ | ◯ | ◯ | ◯ | ◎ | ◯ | ◎ | ◯ | ◎ | ◎ | ◯ | 不明あるいは未設置 | ◎ | ◎ | ◯ | △ | ◎ | △ | ◯ | ◎ | △ | △ | ◯ | △ |
| 部員数(2022) | ◯ | ◯ | ◯ | ◯ | ◯ | ◯ | ◯ | ◯ | ◯ | ◯ | ◯ | ◯ | ◯ | ◯ | △ | 不明 | ◯ | 不明 | ◯ | △ | ◯ | ◯ | ◯ | ◯ | ◯ | 廃部 | △ | 廃部 | | | | |
| 部員数(2025) | 11 | 36 | 14 | 8 | | 33 M(7) | 32 M(3) | 男15 女9 | | | | | | | | | | 80 | | | | | | | 25 | 27 | | | | | | |

2010年当時、活動が活発な高校部活動として、剣道部、サッカー部、水泳部、硬式テニス部、バスケットボール部、硬式野球部、バレーボール部、囲碁部、コンピューター部、書道部、吹奏楽部が挙げられ、その一方、空手部の活動は低迷していた。
2021年当時、高校においては部員30名以上の部活動は存在せず、ほとんどの部活動が部員10名〜30名であり、部員9名以下の部活動として、柔道部、化学部、美術部、放送部、漫画研究部が挙げられた。

### 中学軟式野球部
（この節の出典：)

#### 年間予定
- 1月 八幡宮初参り
- 2月 オフシーズン終了
- 3月 春合宿・練習試合開幕
- 4月 飛田穂洲杯
- 5月 水戸地区春季大会（総体のシードを決める大会）
- 6月 総体（水戸地区）　（中学野球最後の大会）
- 7月 総体（中央地区）・総体（県大会）
- 8月 夏合宿・水戸地区夏季大会（新人戦のシードを決める大会）
- 9月 新人戦（水戸地区）　（新チーム最初の大きな大会）
- 10月 新人戦（中央地区）・新人戦（県大会）
- 11月 水戸市体育大会（ライオンズ杯）
- 12月 オフシーズン開始・バッティングセンター特打・千波湖マラソン

### 中学男子バスケット−ボール部
（この節の出典：)
2025年現在、8月には清真学園との交流戦、3月には茗溪学園との交流戦を行っている。

### 化学部
2025年現在、週1回の活動でカルメ焼きなどの化学実験を行っており、夏休みには集中して活動に取り組み、茨城大学で行われる発表会に向けて実験している。

#### 沿革
2001年当時の部員は3名であった。化学部は部員が2,3人という時代が長く続いたが、卒業生が文化祭でカルメ焼きづくりを手伝うなどの努力も実り、2008年には部員35名に達し、大世帯となった。2008年当時、氷酢酸やカルメ焼きの制作、銅アンモニア法によるレーヨンの合成、酢酸エチルの合成、ナフタレンやエチルの昇華実験、融解塩電解の実験などを行っていたとされる。

### 水泳部
（この節の出典：）
2025年現在、週に4日の活動を行う。

#### 年間予定
- 3月下旬〜 : 水中トレーニング
- 11月上旬〜 : 陸上トレーニング

### 剣道部
（この節の出典：)
部訓は「文武不岐」「非思量」「兀々(こつこつ)地春夏秋冬」である。活動日は週に3日ほどで、高校卒業までに三段を取得することができる。

### 女子バスケットボール
（この節の出典：)

#### 年間予定(2025年)
- 4月 関東大会水戸地区予選
- 5月 茨高カップ
- 6月 全国総体水戸地区予選
- 8月 水戸地区ジュニア大会
- 10月 Wリーグ 水戸地区選抜交流大会
- 12月 関東新人大会水戸地区予選
- 1月 初詣・千波湖マラソン
- 3月 茗渓戦（2003年3月～。茗溪学園との交流試合）

### 生物部
中学生は主に、生物の飼育や様々な実験を行っている。
2019年には千波湖での水質調査で成果を上げている。また、毎年、夏季休業中に長野県入笠山で生物調査を行っている。

### JRC部
（この節の出典：）
スローガンは「気づき・考え・実行する」である。

#### 活動内容
- 乳児院へのビブ作成
- 海外たすけあい募金
- 防災学習会
- オープンスクールボランティア

### フォーク部
（この節の出典：)
2025年現在部員は9名であり、週に1回~2回程度の活動を行っている。

### 囲碁・将棋部
（この節の出典：）
週に2日活動する。

### 漫画研究会
通称・漫研。2001年当時、イラスト展,画材勉強会の実施や年に数回の部誌を発行していた。2001年当時の部員は12名。

### 弓道部
2001年当時の部員は22名であった。

### 高等学校野球部
(この節の出典：)
- 第79回選抜高等学校野球大会において各都道府県高等学校野球連盟から21世紀枠の推薦校に選ばれている[57]。
- 東京六大学への見学が毎年の恒例[58]となっており、例えば、2018年は東京六大学の見学を目的に明治神宮野球場へ訪れている。[58]
- 2017年には水戸市内のトレーニングジムと契約し、専属トレーナーの指導で年間を通じて体力トレーニングを実施している。[59]

#### 年間予定
- 1月 愛宕山神社初参り
- 2月 月末、冬合宿、オフシーズン終了
- 3月 オープン戦開幕
- 4月 春季大会
- 6月 水戸市内大会・大会前合宿
- 7月 全国大会予選
- 8月 夏合宿、ジュニア大会　（新チーム始動）
- 9月 秋季大会
- 10月 1年生大会
- 11月 明治神宮大会観戦
- 12月 オフシーズン・スタート、千波湖　3時間マラソン、納会

### 吹奏楽部

#### 吹奏楽部のロゴマーク・スローガン
ロゴマークはMusicの「M」をモチーフとし、中央にト音記号がくるものを採用している。また、スローガンは「響音・響鳴・響和」である。

#### 吹奏楽部による演奏会
茨城中学校・高等学校の吹奏楽部によって定期演奏会などの演奏会が行われている。

### 年表
（この節の出典：）
- 1956年 中学吹奏楽部が創部され、運動会で数曲を演奏した。この年を「茨城中学校・高等学校吹奏楽団」の創立年としている。[60]
- 1958年 高校吹奏楽部が創部され、部員14名であった。
- 1959年 部員28名。初めての野球応援を行った。
- 1960年 第1回定期演奏会が水戸第三高等学校の講堂にて行われた。
- 1963年 初めて吹奏楽コンクール県大会に県代表として出場した。また、初めて吹奏楽コンクール関東大会に出場。以後14年連続出場で出場した。
- 1983年 初めて吹奏楽コンクール全国大会に出場した。自由曲は「エルザの大聖堂への行進」（ワーグナー）であった。

#### アンサンブルコンテスト出場結果
| 年度 | 定期演奏会の回次 | 課題曲                                                             | 作曲者                                                             | 自由曲                                                                 | 作（編）曲者                                                       | 茨城県大会                                                         | 東関東大会                                                         | 全国大会                                                           |
| ---- | ---------------- | ------------------------------------------------------------------ | ------------------------------------------------------------------ | ---------------------------------------------------------------------- | ------------------------------------------------------------------ | ------------------------------------------------------------------ | ------------------------------------------------------------------ | ------------------------------------------------------------------ |
| 2022 | 第63回           |                                                                    |                                                                    |                                                                        |                                                                    |                                                                    |                                                                    |                                                                    |
| 2021 | 第62回           | IV: 吹奏楽のための「エール・マーチ」                               | 宮下秀樹                                                           | 吹奏楽のための交響曲《ワインダーク・シー》                             | マッキー                                                           | 金賞                                                               | 銅賞                                                               |                                                                    |
| 2020 | 第61回           |                                                                    |                                                                    |                                                                        |                                                                    |                                                                    |                                                                    |                                                                    |
| 2019 | 第60回           | III: 行進曲「春」                                                  | 福島弘和                                                           | ブリュッセル・レクイエム                                               | アッペルモント                                                     | 金賞                                                               | 銀賞                                                               |                                                                    |
| 2018 | 第59回           | II: マーチ・ワンダフル・ヴォヤージュ                               | 一ノ瀬季生                                                         | 富士山 －北斎の版画に触発されて－                                      | 真島俊夫                                                           | 金賞                                                               | 銅賞                                                               |                                                                    |
| 2017 | 第58回           | IV: マーチ「春風の通り道」                                         | 西山知宏                                                           | シネマ・シメリック                                                     | 天野正道                                                           | 金賞                                                               |                                                                    |                                                                    |
| 2016 | 第57回           | II: ある英雄の記憶                                                 | 西村友                                                             | 蒼氓愛歌 ～三つの異なる表現で～                                        | 清水大輔                                                           | 金賞                                                               |                                                                    |                                                                    |
| 2015 | 第56回           | II: マーチ「春の道を歩こう」                                       | 佐藤邦宏                                                           | シダス                                                                 | ドス                                                               | 金賞                                                               | 銀賞                                                               |                                                                    |
| 2014 | 第55回           | V: きみは林檎の樹を植える                                          | 谷地村博人                                                         | 鳥のマントラ／萬歳楽                                                   | 鈴木英史                                                           | 金賞                                                               |                                                                    |                                                                    |
| 2013 | 第54回           | III: 復興への序曲「夢の明日に」                                    | 岩井直溥                                                           | パッサカリアとトッカータ                                               | 福島弘和                                                           | 金賞                                                               | 銀賞                                                               |                                                                    |
| 2012 | 第53回           | V: 香り立つ刹那                                                    | 長生淳                                                             | セルゲイ・モンタージュ                                                 | 鈴木英史                                                           | 金賞                                                               | 銅賞                                                               |                                                                    |
| 2011 | 第52回           | IV: 南風のマーチ                                                   | 渡口公康                                                           | 吹奏楽のための風景詩《陽が昇るとき》                                   | 高昌帥                                                             | 金賞                                                               | 銅賞                                                               |                                                                    |
| 2010 | 第51回           | V: 吹奏楽のためのスケルツォ第2番《夏》                             | 鹿野草平                                                           | カントゥス・ソナーレ                                                   | 鈴木英史                                                           | 金賞                                                               | 銀賞                                                               |                                                                    |
| 2009 | 第50回           | III: ネストリアン・モニュメント                                    | 平田智暁                                                           | ウインドオーケストラのためのディテュランボス                           | 高昌帥                                                             | 金賞                                                               | 銀賞                                                               |                                                                    |
| 2008 | 第49回           | III: セリオーソ                                                    | 浦田健次郎                                                         | エクストリーム・メイク・オーヴァー～チャイコフスキーの主題による変容～ | デ＝メイ                                                           | 金賞                                                               | 銅賞                                                               |                                                                    |
| 2007 | 第48回           | III: 憧れの街                                                      | 南俊明                                                             | 科戸の鵲巣～吹奏楽のための祝典序曲                                     | 中橋愛生                                                           | 金賞                                                               | 銀賞                                                               |                                                                    |
| 2006 | 第47回           | II: 吹奏楽のための一章                                             | 堀内俊男                                                           | 宇宙の音楽                                                             | スパーク                                                           | 金賞                                                               | 銅賞                                                               |                                                                    |
| 2005 | 第46回           | II: マーチ「春風」                                                 | 南俊明                                                             | 交響曲第2番《キリストの受難》                                          | フェルラン                                                         | 金賞                                                               | 銅賞                                                               |                                                                    |
| 2004 | 第45回           | III: 祈りの旅                                                      | 北爪道夫                                                           | 交響詩《ティル・オイレンシュピーゲルの愉快ないたずら》                 | R.シュトラウス（齋藤淳）                                           | 金賞                                                               | 銀賞                                                               |                                                                    |
| 2003 | 第44回           | I: ウィナーズ―吹奏楽のための行進曲                                 | 諏訪雅彦                                                           | 喜びの島                                                               | ドビュッシー（真島俊夫）                                           | 金賞                                                               | 銅賞                                                               |                                                                    |
| 2002 | 第43回           | I: 吹奏楽のためのラメント                                          | 高昌帥                                                             | バレエ組曲「ダフニスとクロエ」                                         | ラヴェル                                                           | 金賞                                                               |                                                                    |                                                                    |
| 2001 | 第42回           | III: あの丘をこえて                                                | 星谷丈生                                                           | ハンガリー民謡〈くじゃく〉による変奏曲                                 | コダーイ（森田一浩）                                               | 金賞                                                               | 銀賞                                                               |                                                                    |
| 2000 | 第41回           | I: 道祖神の詩                                                      | 福島弘和                                                           | 楽劇「サロメ」より七つのヴェールの踊り                                 | R.シュトラウス                                                     | 金賞                                                               | 銀賞                                                               |                                                                    |
| 1999 | 第40回           | I: マーチ・グリーン・フォレスト                                    | 内藤淳一                                                           | 交響詩《魔法使いの弟子》                                               | デュカス（武藤隆行）                                               | 金賞                                                               | 銀賞                                                               |                                                                    |
| 1998 | 第39回           | II: 稲穂の波                                                       | 福島弘和                                                           | バレエ音楽《マ・メール・ロワ》より II. V. VI.                          | ラヴェル（福田昌範）                                               | 金賞                                                               | 銅賞                                                               |                                                                    |
| 1997 | 第38回           | III: 五月の風                                                      | 真島俊夫                                                           | 小組曲                                                                 | ドビュッシー                                                       | 銀賞                                                               |                                                                    |                                                                    |
| 1996 | 第37回           | V: 交響的譚詩～吹奏楽のための                                      | 露木正登                                                           | バレエ組曲「絵のような風景」                                           | マスネ                                                             | 銀賞                                                               |                                                                    |                                                                    |
| 1995 | 第36回           | IV: アップル・マーチ                                               | 野村正憲                                                           | バレエ組曲「火の鳥」                                                   | ストラビンスキー                                                   | 銅賞                                                               |                                                                    |                                                                    |
| 1994 | 第35回           | IV: 雲のコラージュ                                                 | 櫛田胅之扶                                                         | バレエ音楽「パリの喜び」                                               | オッフェンバック                                                   | 銀賞                                                               |                                                                    |                                                                    |
| 1993 | 第34回           | I: ターンブル・マーチ                                              | 川辺真                                                             | 組曲「道化師」                                                         | カバレフスキー                                                     | 銅賞                                                               |                                                                    |                                                                    |
| 1992 | 第33回           | ゆかいな仲間の行進曲                                               | 坂本智                                                             | 交響詩「スパルタカス」より                                             | J.ヴァン＝デル＝ロースト                                           | 銀賞                                                               |                                                                    |                                                                    |
| 1991 | 第32回           | コーラル・ブルー                                                   | 真島俊夫                                                           | 喜歌劇「こうもり」序曲                                                 | シュトラウス                                                       | 銀賞                                                               |                                                                    |                                                                    |
| 1990 | 第31回           | 行進曲「マリーン・シティ」                                         | 野村正憲                                                           | パガニーニの主題による変奏曲                                           | J.バーンズ                                                         | 金賞                                                               |                                                                    |                                                                    |
| 1989 | 第30回           | D: ポップス・マーチ「すてきな日々」                                | 岩井直溥                                                           | 小組曲より 1, 2, 4                                                     | A.リード                                                           | 金賞                                                               | 銅賞                                                               |                                                                    |
| 1988 | 第29回           | A: 吹奏楽のための「深層の祭」                                      | 三善晃                                                             | 交響曲第3番《シンフォニー・ポエム》                                    | ハチャトゥリアン                                                   | 金賞                                                               | 銀賞                                                               |                                                                    |
| 1987 | 第28回           | B: 渚スコープ                                                      | 吉田峰明                                                           | アルメニアン・ダンス・パートI                                          | A.リード                                                           | 金賞                                                               | 銀賞                                                               |                                                                    |
| 1986 | 第27回           | C: 吹奏楽のための序曲                                              | 間宮芳生                                                           | セント・アンソニー・ヴァリエーション                                   | ヒル                                                               | 金賞                                                               | 銀賞                                                               |                                                                    |
| 1985 | 第26回           | D: ポップ ステップ マーチ                                          | 森田一浩                                                           | ディオニソスの祭                                                       | F.シュミット                                                       | 金賞                                                               | 銀賞                                                               |                                                                    |
| 1984 | 第25回           | D: マーチ・オーパス・ワン                                          | 浦田健次郎                                                         | 狂詩曲《タラス・ブーリバ》                                             | ヤナーチェク                                                       | 金賞                                                               | 金賞                                                               |                                                                    |
| 1983 | 第24回           | A: 吹奏楽のためのインヴェンション第1番                             | 内藤淳一                                                           | 歌劇《ローエングリン》より エルザの大聖堂への行列                      | ワーグナー                                                         | 金賞                                                               | 金賞                                                               | 銀賞                                                               |
| 1982 | 第23回           | B: 序奏とアレグロ                                                  | 木下牧子                                                           | 交響組曲《寄港地》より2. チュニス～ネフタ 3. バレンシア                | イベール                                                           | 金賞                                                               | 銀賞                                                               |                                                                    |
| 1981 | 第22回           | シンフォニックマーチ                                               | 斉藤正和                                                           | アルメニアン・ダンス・パートⅡ                                          | リード                                                             | 金賞                                                               |                                                                    |                                                                    |
| 1980 | 第21回           | D: 行進曲《オーバー・ザ・ギャラクシー》                            | 齋藤高順                                                           | 交響詩《ローマの祭り》より4. 主顕祭                                    | レスピーギ                                                         | 金賞                                                               | 銀賞                                                               |                                                                    |
| 1979 | 第20回           | B: プレリュード                                                    | 浦田健次郎                                                         | バレエ音楽《三角帽子》より 終幕の踊り                                  | ファリャ                                                           | 金賞                                                               | 金賞                                                               |                                                                    |
| 1978 | 第19回           | ポップス変奏曲かぞえうた                                           | 岩井直溥                                                           | 交響詩「海」より第三楽章                                               | ドビュッシー                                                       | 金賞                                                               |                                                                    |                                                                    |
| 1977 | 第18回           | 吹奏楽のためのバーレスク                                           | 大栗裕                                                             | 序曲「リシルド」                                                       | パレ                                                               | 金賞                                                               |                                                                    |                                                                    |
| 1976 | 第17回           | D: ポップス描写曲《メイン・ストリートで》                          | 岩井直溥                                                           | 歌劇《運命の力》より 序曲                                              | ヴェルディ                                                         | 金賞                                                               | 銀賞                                                               |                                                                    |
| 1975 | 第16回           | 吹奏楽のための練習曲                                               | 小林徹                                                             | 朝鮮民謡の主題による変奏曲                                             | チャンス                                                           | 金賞                                                               | 金賞                                                               |                                                                    |
| 1974 | 第15回           | 高度な技術への指標                                                 | 川辺公一                                                           | 吹奏楽のための序曲                                                     | メンデルスゾーン                                                   | 金賞                                                               | 銀賞                                                               |                                                                    |
| 1973 | 第14回           | 吹奏楽のためのアラベスク                                           | 名取吾朗                                                           | 交響曲第四番終楽章                                                     | チャイコフスキー                                                   | 金賞                                                               | 優良賞                                                             |                                                                    |
| 1972 | 第13回           | シンフォニック・ファンファーレ                                     | 三沢栄一                                                           | 交響曲第五番終楽章                                                     | ショスタコーヴィチ                                                 | 金賞                                                               | 優秀賞                                                             |                                                                    |
| 1971 | 第12回           | 行進曲《太陽の下に》                                               | 奥村一                                                             | アメリカン・オーバーチュア                                             | ジェンキンズ                                                       | 最優秀                                                             | 優秀賞                                                             |                                                                    |
| 1970 | 第11回           | 音楽祭のプレリュード                                               | A.リード                                                           | トッカータ                                                             | フレスコバルディ                                                   | 最優秀                                                             | 努力賞                                                             |                                                                    |
| 1969 | 第10回           | 吹奏楽のための音詩《南極点への序曲》                               | 岩河三郎                                                           | 序曲「ハ長調」                                                         | カテル                                                             | 最優秀                                                             | 努力賞                                                             |                                                                    |
| 1968 | 第9回            | 吹奏楽のための幻想曲《移り気な五度のムード》                       | 塚原晢夫                                                           | 古典序曲「ハ長調」                                                     | コゼック                                                           | 最優秀                                                             | 努力賞                                                             |                                                                    |
| 1967 | 第8回            | 吹奏楽のための《ディヴェルティメント》                             | 兼田敏                                                             | 吹奏楽のための民話                                                     | コウデル                                                           | 最優秀                                                             | 努力賞                                                             |                                                                    |
| 1966 | 第7回            | 吹奏楽のための小狂詩曲                                             | 大栗裕                                                             | 楽劇《ニュルンベルクのマイスタージンガー》より 前奏曲抜粋              | ワーグナー                                                         | 最優秀                                                             | 努力賞                                                             |                                                                    |
| 1965 | 第6回            | 序曲「パリスとヘレナ」                                             | グルック                                                           | グロリオーレ                                                           | E.ノブレ                                                           | 最優秀                                                             | 努力賞                                                             |                                                                    |
| 1964 | 第5回            | バンドのための楽章《若人の歌》                                     | 兼田敏                                                             | 銃声                                                                   | アルフォード                                                       | 最優秀                                                             | 努力賞                                                             |                                                                    |
| 1963 | 第4回            | 行進曲《希望》                                                     | 川崎優                                                             | 小ラプソディ・イン・ブルー                                             | ガーシュウィン                                                     | 最優秀                                                             | 努力賞                                                             |                                                                    |
| 1962 | 第3回            | 定期演奏会のみが行われ、アンサンブルコンテストへの出場履歴はなし。 | 定期演奏会のみが行われ、アンサンブルコンテストへの出場履歴はなし。 | 定期演奏会のみが行われ、アンサンブルコンテストへの出場履歴はなし。     | 定期演奏会のみが行われ、アンサンブルコンテストへの出場履歴はなし。 | 定期演奏会のみが行われ、アンサンブルコンテストへの出場履歴はなし。 | 定期演奏会のみが行われ、アンサンブルコンテストへの出場履歴はなし。 | 定期演奏会のみが行われ、アンサンブルコンテストへの出場履歴はなし。 |
| 1961 | 第2回            | 定期演奏会のみが行われ、アンサンブルコンテストへの出場履歴はなし。 | 定期演奏会のみが行われ、アンサンブルコンテストへの出場履歴はなし。 | 定期演奏会のみが行われ、アンサンブルコンテストへの出場履歴はなし。     | 定期演奏会のみが行われ、アンサンブルコンテストへの出場履歴はなし。 | 定期演奏会のみが行われ、アンサンブルコンテストへの出場履歴はなし。 | 定期演奏会のみが行われ、アンサンブルコンテストへの出場履歴はなし。 | 定期演奏会のみが行われ、アンサンブルコンテストへの出場履歴はなし。 |
| 1960 | 第1回            | 定期演奏会のみが行われ、アンサンブルコンテストへの出場履歴はなし。 | 定期演奏会のみが行われ、アンサンブルコンテストへの出場履歴はなし。 | 定期演奏会のみが行われ、アンサンブルコンテストへの出場履歴はなし。     | 定期演奏会のみが行われ、アンサンブルコンテストへの出場履歴はなし。 | 定期演奏会のみが行われ、アンサンブルコンテストへの出場履歴はなし。 | 定期演奏会のみが行われ、アンサンブルコンテストへの出場履歴はなし。 | 定期演奏会のみが行われ、アンサンブルコンテストへの出場履歴はなし。 |

#### 2003年度茨城県高等学校芸術祭
2003年10月28に県民文化センター行われた平成15年度茨城県高等学校芸術祭の総合開会式にて高校吹奏楽によってドビュッシー「喜びの島」が演奏された。

#### 2005・あたごふれあいフェスティバル
2005年10月1日に水戸生涯学習センターにて行われた「あたごふれあいフェスティバル」にて午後3時から30分間の演奏を行った。

#### 第40回定期演奏会
1999年12月23日に茨城県民文化センターの 大ホールにて行われた。演目は三日月に架るヤコブの梯子、ニュルンベルグのマイスタージンガー前奏曲、ポップススペシャル ’99など。

#### 創立50周年記念演奏会
2005年12月18日に茨城県民文化センターにて行われた。開演時刻は午後2時であり、松岡裕雅によるオーボエ演奏が行われた。
- 第1部
  - 赤鼻のトナカイ
  - Ａ列車で行こう
  - ハウルの動く城メドレー
  - オーメンズ・オブ・ラブ
  - ママがサンタにキスをした
- 第2部
  - 創立50周年記念バンドの演奏「祝典序曲」
  - 吹奏楽のためのインベェンション「煙が目にしみる」
  - サウス・ランパート・ストリート・パレード
- 第3部
  - マーキュリー
  - バンドとオーボエのためのスマイル
  - 枯葉
  - アルメニアンダンス

#### 第47回定期演奏会
2006年12月26日火曜日に行われた。開場時間は午後1時30分であり、開演は午後2時であった。場所はひたちなか市文化会館。
- 第一部
  - アンパリト ロカ
  - マゼラン
  - カヴァレリア ルスティカーナ
  - リンカーンシャーの花束
- 第二部
  - ディズニー･ファンティリュージョン！
  - ノートルダムの鐘
  - シング シング シング
  - ラプソディー･イン･ブルー
  - 『パイレーツ･オブ･カリビアン』メドレー

#### 第61回定期演奏会
2020年12月24日金曜日にザ・ヒロサワ・シティ会館にて行われた。

#### 第5回さくらコンサート
2021年3月14日 日曜日に日立市池の川さくらアリーナで行われた。COVID19によって中止が危ぶまれていたが、最終的には無事に遂行された。

#### オータムコンサート
2024年11月3日に駿優教育会館で行われた。

### 英語部
2025年現在、毎週月曜日に活動している。

#### 高等学校英語部における英語演劇
茨城高等学校、英語部は6月に文化祭、9月に高校教育研究会、2月で校内、計年に3回の英語演劇を行っている。以下に過去の演目を示す。

#### 茨城高等学校英語部における英語演劇会の過去の演目
（この節の出典：）
| 序数           | 演目                                                                     | 実施日     |
| -------------- | ------------------------------------------------------------------------ | ---------- |
| Production #1  | Les Miserable（「ああ無情」と推定）                                      | 2013年11月 |
| Production #2  | Glee                                                                     | 2014年6月  |
| Production #3  | Glee                                                                     | 2014年9月  |
| Production #4  | Wicked                                                                   | 2015年2月  |
| Production #5  | Jesus Christ Superstar（「ジーザス・クライスト・スーパースター」と推定） | 2015年6月  |
| Production #6  | Pitch Perfect（「ピッチ・パーフェクト」と推定）                          | 2015年9月  |
| Production #7  | Magic Show                                                               | 2016年2月  |
| Production #8  | HIGH SCHOOL MUSICAL                                                      | 2016年6月  |
| Production #9  | HIGH SCHOOL MUSICAL                                                      | 2016年9月  |
| Production #10 | Beauty and the Beast（「美女と野獣」と推定）                             | 2017年2月  |
| Production #11 | Descendants                                                              | 2017年6月  |
| Production #12 | Descendants                                                              | 2017年9月  |
| Production #13 | Aladdin                                                                  | 2018年2月  |

### かつて存在した部活動
- 柔道部[68]
- 空手同好会[68]
- 図書部[68]
- レスリング部[69]
  - 昭和30年~昭和47年の間に国体に出場した。
- ボクシング部[69]
  - 昭和30年~昭和47年の間に国体に出場した。
- ワンダーフォーゲル部
  - 国立国会図書館に部誌が所蔵されるのでそちらに詳しい。[70]

## 校内機構

### 茨城高等学校

#### 2024年度
2024年度茨城高等学校生徒手帳によると上位機構から順に以下のように構成されている。
- 校長・教員・顧問
- 生徒総会・中央委員会
  - 会長
  - 副会長
  - 議長
  - 書記
  - 会計
- 生徒評議会
- 各種委員会
  - 専門委員会
    - 保健委員会
    - 新聞委員会
    - 図書委員会
    - 放送委員会
    - 環境美化委員会

  - ホームルーム委員会
  - 部委員会
    - 運動部
    - 体育部

## 卒業後の進路

### 戦前
1940年頃には卒業生は66名であり、上級学校への進学者は19名、官公庁への就職が9名、その他は銀行員、教職、自営業として就職した。

### 2003年度から2011年度

#### 国公立大学の合格者の推移
| 大学名 ／年度（平成） | 15年度 | 16年度 | 17年度 | 18年度 | 19年度 | 20年度 | 21年度 | 22年度 | 23年度 |
| --------------------- | ------ | ------ | ------ | ------ | ------ | ------ | ------ | ------ | ------ |
| 東京大学              | 2      | 1      | 3      | 2      | 3      | 1      | 3      | 4      | 2      |
| 京都大学              | 1      | 1      | 1      | 2      |        |        |        | 1      |        |
| 一橋大学              | 1      |        |        |        |        | 1      | 3      | 1      |        |
| 東京工業大学          |        | 2      | 2      | 1      |        |        |        | 1      |        |
| 北海道大学            | 1      | 4      | 3      | 2      | 2      | 2      | 3      | 3      | 3      |
| 東北大学              | 8      | 15     | 18     | 9      | 5      | 14     | 11     | 11     | 20     |
| 名古屋大学            |        | 1      | 1      |        |        |        |        |        | 2      |
| 大阪大学              | 1      | 1      |        |        | 1      | 1      |        |        | 1      |
| 九州大学              |        |        |        | 1      |        |        | 1      |        |        |
| 筑波大学              | 11     | 15     | 14     | 7      | 4      | 17     | 14     | 14     | 11     |
| 千葉大学              | 3      | 5      | 4      | 5      | 3      | 5      | 8      | 8      | 2      |
| 埼玉大学              | 2      | 6      | 2      | 1      | 1      | 3      | 4      | 3      | 3      |
| 東京外国語大学        |        |        | 1      |        | 1      | 1      |        | 1      |        |
| 東京学芸大学          | 1      | 3      | 1      | 2      |        | 2      | 5      | 3      | 1      |
| 東京医科歯科大学      | 1      | 1      | 1      |        |        |        |        |        |        |
| 東京農工大学          | 2      | 2      | 2      | 1      | 2      | 1      | 6      |        | 3      |
| 電気通信大学          | 2      | 2      | 1      | 3      | 2      | 1      | 1      | 2      | 3      |
| 首都大学東京          | 1      | 1      | 2      | 2      | 1      | 2      | 2      | 1      |        |
| 横浜国立大学          | 3      | 2      | 1      | 2      | 4      | 4      | 2      | 4      | 2      |
| その他                | 10     | 13     | 14     | 9      | 8      | 17     | 13     | 9      | 27     |
| 国公立大合計          | 96     | 120    | 127    | 97     | 77     | 127    | 119    | 115    | 145    |

#### 私立大学の合格者の推移
| 大学名                   | 平成15年度 | 平成16年度 | 平成17年度 | 平成18年度 | 平成19年度 | 平成20年度 | 平成21年度 | 平成22年度 |
| ------------------------ | ---------- | ---------- | ---------- | ---------- | ---------- | ---------- | ---------- | ---------- |
| 早稲田大学               | 22         | 16         | 17         | 17         | 8          | 21         | 23         | 30         |
| 慶應義塾大学             | 13         | 9          | 7          | 10         | 7          | 17         | 15         | 15         |
| 上智大学                 | 5          | 4          | 4          | 1          | 4          | 9          | 3          | 5          |
| 東京理科大学             | 15         | 41         | 36         | 36         | 29         | 42         | 39         | 39         |
| 明治大学                 | 29         | 24         | 21         | 20         | 9          | 35         | 28         | 42         |
| 青山学院大学             | 7          | 11         | 8          | 7          | 8          | 21         | 15         | 15         |
| 立教大学                 | 12         | 7          | 8          | 14         | 10         | 18         | 7          | 16         |
| 中央大学                 | 28         | 24         | 18         | 18         | 17         | 37         | 17         | 26         |
| 法政大学                 | 16         | 12         | 14         | 17         | 14         | 21         | 18         | 20         |
| 国際基督教大学           | 2          |            |            | 2          |            |            |            | 1          |
| 学習院大学               | 2          | 3          | 4          | 3          |            | 2          | 6          | 2          |
| 明治学院大学             | 2          | 10         | 6          | 5          | 6          | 16         | 9          | 10         |
| 芝浦工業大学             | 23         | 13         | 24         | 14         | 16         | 15         | 19         | 12         |
| 東京都市大（武蔵工業大） | 4          | 3          | 9          | 2          | 5          | 4          | 2          | 6          |
| 東京電機大学             | 2          | 11         | 6          | 5          | 5          | 3          | 4          | 2          |
| 工学院大学               | 9          | 8          | 5          | 3          | 1          | 5          |            | 2          |
| 東京農業大学             | 5          | 4          | 8          | 15         | 7          | 5          | 11         | 22         |
| 酪農学園大学             | 1          | 2          | 2          | 1          |            |            | 1          |            |
| 日本大学                 | 37         | 25         | 22         | 28         | 25         | 38         | 21         | 17         |
| 東洋大学                 | 7          | 7          | 5          | 7          | 7          | 15         | 6          | 4          |
| 駒澤大学                 | 13         | 8          | 8          | 5          | 6          | 3          | 3          | 3          |
| 専修大学                 | 2          | 9          | 7          | 6          | 11         | 10         | 7          | 4          |
| 國學院大学               | 2          | 6          | 6          | 6          | 2          | 5          | 7          | 4          |
| 玉川大学                 |            | 3          | 5          | 6          | 1          | 1          | 5          | 2          |
| 神奈川大学               | 3          | 8          | 6          | 7          | 8          | 3          | 2          | 1          |
| 獨協大学                 | 4          | 6          | 7          | 10         | 5          | 2          | 2          | 3          |
| 武蔵大学                 | 2          |            | 1          | 1          | 2          | 2          |            |            |
| その他                   | 117        | 103        | 102        | 110        | 83         | 130        | 81         | 96         |
| 私立大合計               | 449        | 453        | 426        | 431        | 334        | 558        | 402        | 450        |

### 2020年度〜2024年度
数値を「現役生＋既卒生 ()内既卒生」として示す。
| 大学名               | 2020    | 2021   | 2022   | 2023   | 2024   | 大学名       | 2020     | 2021    | 2022    | 2023    | 2024    |
| -------------------- | ------- | ------ | ------ | ------ | ------ | ------------ | -------- | ------- | ------- | ------- | ------- |
| 旭川医科大           | –       | –      | –      | 1      | –      | 慶應義塾大   | 6(2)     | 2       | 3(1)    | 5(1)    | 7(2)    |
| 帯広畜産大           | –       | 1      | –      | –      | 1      | 早稲田大     | 10(7)    | 2       | 6       | 13      | 6(3)    |
| 北見工業大           | –       | 1      | –      | 1      | 1      | 東京理科大   | 18(9)    | 19(6)   | 15(3)   | 9       | 8(3)    |
| 北海道大             | 4(1)    | 6(2)   | 1(1)   | 3      | 2(1)   | 上智大       | 1        | 3(3)    | 4(1)    | 5       | 11      |
| 北海道教育大         | 1       | –      | –      | –      |        | 国際基督教大 | –        | –       | 1       | 1       | 4(3)    |
| 弘前大               | –       | 2(1)   | 1      | –      |        | 明治大       | 16(4)    | 17(6)   | 6(2)    | 25(3)   | 19(7)   |
| 岩手大               | –       | –      | 2      | –      | 1      | 中央大       | 12(5)    | 17(5)   | 20      | 15      | 19(5)   |
| 東北大               | 10(2)   | 3      | 3      | 3      | 4(3)   | 法政大       | 11(7)    | 16(7)   | 15(6)   | 15      | 21(7)   |
| 宮城教育大           | –       | 1      | –      | –      | 1      | 立教大       | 13(6)    | 11(2)   | 11      | 21      | 20(1)   |
| 秋田大               | 4(1)    | 2      | 2      | –      | –      | 青山学院大   | 3        | 10(2)   | 7       | 3       | 10(3)   |
| 山形大               | 3       | 1(1)   | 1      | –      | 1      | 学習院大     | 2        | 4(1)    | 2(1)    | 2       | 5       |
| 福島大               | 1       | –      | 2      | 1      | 2      | 自治医科大   | –        | 3       | 4       | 1(1)    | 2(1)    |
| 茨城大               | 20(3)   | 22     | 28(3)  | 16(6)  | 20(4)  | 獨協医科大   | –        | 2       | 4(2)    | 4(1)    | 3       |
| 筑波大               | 3(2)    | 6      | 5(1)   | 7      | 2(1)   | 同志社大     | 7(3)     | 5(1)    | 3       | 5(1)    | 5       |
| 宇都宮大             | 2       | 2      | 1      | 1      | –      | 立命館大     | 9(5)     | 11(1)   | 12(1)   | 13(6)   | 3       |
| 群馬大               | 1       | –      | 1      | 1      | –      | 関西大       | –        | –       | 1       | –       | –       |
| 埼玉大               | –       | 5      | 1(1)   | 1      | 1      | 関西学院大   | 2(1)     | 4       | 4       | 3       | 1       |
| 千葉大               | 5       | 3      | 1      | 2(1)   | 4      | 芝浦工大     | 15(3)    | 50(5)   | 13      | 9(6)    | 8(5)    |
| 電気通信大           | 1       | –      | 1      | –      | 1(1)   | その他       | 399(56)  | 298(38) | 314(45) | 342(72) | 369(34) |
| お茶の水女子大       | 2(2)    | 1      | –      | 1      | –      | 合計         | 524(108) | 474(77) | 445(62) | 491(91) | 521(74) |
| 東京大               | 3(1)    | 1      | –      | 1      | 1(1)   |              |          |         |         |         |         |
| 東京学芸大           | 1       | 1      | –      | 2      | 2      |              |          |         |         |         |         |
| 東京農工大           | –       | 1      | 1      | 1      | 1(1)   |              |          |         |         |         |         |
| 東京外国語大         | 1       | 3(1)   | –      | –      | –      |              |          |         |         |         |         |
| 横浜国立大           | –       | –      | 1      | –      | –      |              |          |         |         |         |         |
| 新潟大               | 1       | 4      | 1(1)   | 1      | 2(1)   |              |          |         |         |         |         |
| 富山大               | 1       | 1      | 1      | 2      | 3(1)   |              |          |         |         |         |         |
| 金沢大               | 2(1)    | –      | 3(1)   | 3(1)   | –      |              |          |         |         |         |         |
| 福井大               | –       | 1      | –      | 1      | –      |              |          |         |         |         |         |
| 山梨大               | –       | 1      | –      | –      | –      |              |          |         |         |         |         |
| 信州大               | 4(1)    | 4      | 4      | 6(2)   | 6(1)   |              |          |         |         |         |         |
| 静岡大               | –       | 2      | 1      | –      | 1      |              |          |         |         |         |         |
| 名古屋大             | –       | 1      | –      | –      | –      |              |          |         |         |         |         |
| 滋賀大               | –       | –      | –      | 1      | –      |              |          |         |         |         |         |
| 京都大               | –       | –      | 2(1)   | –      | 1      |              |          |         |         |         |         |
| 大阪大               | –       | –      | 1      | –      | 1(1)   |              |          |         |         |         |         |
| 神戸大               | –       | –      | 1      | –      | 1(1)   |              |          |         |         |         |         |
| 鳥取大               | –       | –      | 1      | 1      | –      |              |          |         |         |         |         |
| 広島大               | 1(1)    | 1(1)   | –      | –      | 2(1)   |              |          |         |         |         |         |
| 香川大               | –       | –      | 1(1)   | –      | –      |              |          |         |         |         |         |
| 徳島大               | 1       | 1      | –      | –      | –      |              |          |         |         |         |         |
| 愛媛大               | –       | 1      | –      | –      | –      |              |          |         |         |         |         |
| 九州大               | 1       | –      | –      | –      | –      |              |          |         |         |         |         |
| 佐賀大               | –       | 1(1)   | –      | –      | –      |              |          |         |         |         |         |
| 宮崎大               | 1       | –      | –      | –      | –      |              |          |         |         |         |         |
| 鹿児島大             | 1(1)    | 1      | –      | –      | –      |              |          |         |         |         |         |
| 鹿屋体育大           | –       | 1(1)   | –      | –      | –      |              |          |         |         |         |         |
| 琉球大               | –       | 2      | 2      | –      | –      |              |          |         |         |         |         |
| 釧路公立大           | 1       | 1      | 1      | 1(1)   | 1      |              |          |         |         |         |         |
| 秋田県立大           | –       | –      | –      | 1(1)   | –      |              |          |         |         |         |         |
| 山形県立保健医療大学 | –       | –      | –      | 1      | –      |              |          |         |         |         |         |
| 会津大               | 2(1)    | 1      | 1      | 2      | 1(1)   |              |          |         |         |         |         |
| 福島県立医科大       | –       | –      | 1      | 3(1)   | 1      |              |          |         |         |         |         |
| 茨城県立医療大       | 1       | 2      | 2(1)   | –      | –      |              |          |         |         |         |         |
| 群馬県立女子大       | –       | 1      | 1      | –      | 1      |              |          |         |         |         |         |
| 高崎経済大           | 2(1)    | 3      | 1(1)   | 3(1)   | 3      |              |          |         |         |         |         |
| 東京都立大           | 1       | 2      | 5(1)   | 1      | 3(2)   |              |          |         |         |         |         |
| 石川県立看護大       | –       | 1      | –      | –      | –      |              |          |         |         |         |         |
| 横浜市立大           | –       | –      | –      | 1      | 1(1)   |              |          |         |         |         |         |
| 都留文科大           | 4(2)    | 2(1)   | –      | –      | –      |              |          |         |         |         |         |
| 長野県立大           | –       | 1      | –      | 1      | –      |              |          |         |         |         |         |
| 島根県立大           | –       | 1      | –      | –      | –      |              |          |         |         |         |         |
| 和歌山県立医科       | –       | –      | 1      | 1      | –      |              |          |         |         |         |         |
| 看護大学校           | –       | –      | –      | 2      | –      |              |          |         |         |         |         |
| 防衛大学校           | 1(1)    | 1      | –      | 1(1)   | –      |              |          |         |         |         |         |
| その他               | 15(3)   | –      | 10(1)  | –      | 10(4)  |              |          |         |         |         |         |
| 合計                 | 101(23) | 101(9) | 93(14) | 75(15) | 83(26) |              |          |         |         |         |         |

## 教育課程

### 医学コース
（この節の出典：）
中学3年次より加入することができる。医療系学部への進学を希望する生徒を対象に、医学部進学に必要な学力・知識に加え、医療に携わる上での倫理観や使命感を育み、将来医療人として社会に貢献できる人材を育成する。また医学コースの講座の開設には、茨城県医療人材課の支援のもと、水戸市保健所、水戸市医師会、筑波大学医学部が協力している。

#### 目標
- 医療の世界の様々な実情に触れる機会を設け、確固たる目的意識を育成する。
- 医療従事者に求められる、高い倫理観と豊かな人間性を醸成する。
- 医療系大学進学のための確かな学力を育成する。

#### 茨城高等学校の過去の講座
- 2018年度
  - 1.医歯薬医療系学部入試動向研究会
  - 2.東北医科薬科大学見学
  - 3.自治医科大学体験研修
  - 4.ハンガリー国立大学医学部・北京大学医学部入試説明会
  - 6.筑波大学医学セミナー
  - 8.昭和大学見学会

- 2019年度
  - 1.河合塾東日本営業部による医学コースガイダンス説明
  - 2.チーム医療育成研修
  - 3.医学部後援会
  - 4.同志社大学生命医療学部による医科学講座
  - 5.東京薬科大学生命科学部による医科学講座
  - 6.東京慈恵会医科大学による医科学講座
  - 7.東北医科薬科大学郊外研修
  - 8.ハンガリー・チェコ国立大学医学部説明会
  - 9.医科学実験講座
  - 10.筑波大学医学セミナー
  - 11.東京慈恵会医科大学による医科学講座
  - 12.水戸医療センター郊外研修
  - 13.チーム医療育成研修
  - 14.医系小論文講座
  - 15.いのちの授業(がん教育）
  - 16.いのちの学習会(臓器移植)
  - 17.チーム医療育成研修

- 2020年度
  - 1.チーム医療育成研修
  - 2.医学部入試対策講座
  - 3.医学科講座
  - 4.医学部入試対策講座
    - 医系小論文作成講座
    - ハンガリー・チェコ国立大学医学部入試説明会
    - 面接対策講座

  - 5.医学科講座
  - 6.医学科講座
  - 7.医学科講座
  - 8.医系小論文作成講座
  - 9.国境なき医師団による後援会

### 国際教養コース
（この節の出典：）
高校1年次より加入することができる。通称はGLAC（Global Liberal Arts Course）である。異文化の多様な価値観に対応する柔軟性と、確固たるアイデンティティーを兼ね備え、報恩感謝の理念を世界で実践できる真の国際人を育成する。約6か月の海外留学を必須としており、生きた英語を習得させると同時に、異文化圏の生活環境に一人身を置く経験の中、主体性、自立心を育て、総合的な人間力の形成を図る。また、国内においても、協同探究活動を通し、コミュニケーション能力、コラボレーション能力、問題解決能力、プレゼンテーション能力を育成する。高校2年次に、ニュージーランドへの半年間の留学がある。「学校設定科目」においては高1でおのおの週1時間の「哲学」「日本文化」「グローバル社会論」があり、留学から帰国したのち、高校2・高3で週2時間の「協働探究ゼミ」がある。さらに高3で週1時間の「哲学」が加わる。また、カリフォルニア大学デービス校（UC Davis）国際教育センターと連携協定と提携している。

#### アドミッションポリシー
- 社会報恩の念に厚い真の国際人を育成する
- 長期留学を通じて、圧倒的な語学力と骨太の人間力を養なう
- コース生全員が英検準1級レベルの英語力獲得を目指す

#### 教育課程
- 高校1年生:英検二級レベル以上の英語習得及び国際人としての基礎的教養の習得を目的とする。
  - 共通科目
    - 国語・世界史・数学 I ・理科・体育・芸術・英語

  - 国際教養コース専門科目
    - こちらは留学を生かすための独自のカリキュラムとなっており、 アカデミックスキルズ(学術的技能)、プラティカルイングリッシュ(実践英語)、哲学、グローバル、社会論、日本文化学を履修しなければならない。例えば、日本文化学の授業では、留学生と共に茶道体験や和菓子作りの授業が行われたりしている。[77][78]

  - 毎日のオンライン英会話
- 高校2年生(留学期間)
  - 半年間を通して海外留学を行い、現地の学校への通学を1人1校と義務付け、またホームステイを行う。 自立した精神の関与及び異文化体験を目的とする。
- 高校2年生(日本在学期間)
  - 共通科目
    - 国語・世界史・現代社会・数学・家庭・情報・英語

  - 国際教養コース専門科目
    - アカデミックスキルズ(学術的技能)
    - プラティカルイングリッシュ(実践英語)
    - 協同探究ゼミ

  - オンライン英会話（希望者）
- 高校3年生:英検準1級以上及びTELTS6.0レベル以上の英語力の取得及び21世紀型スキルの取得を目標としている。
  - 共通科目
    - 共通科目は一般にいう、「私文コース」に近く、現代文・古典・世界史・体育・英語・情報を課す。

  - 国際教養コース専門科目
    - アカデミックスキルズ(学術的技能)
    - プラティカルイングリッシュ(実践英語)
    - 哲学
    - 協同探究ゼミ

  - オンライン英会話（希望者）

### 教育課程の修了の認定

#### 茨城高等学校
校長は、生徒が、本校が定めた教育計画に従って科目を履修し、その成果が満足できると認めた場合はその科目・教科について所定の単位を習得したことを認定する。

## スクールカウンセラー
2017年には、スクールカウンセラー2名と生徒相談係教諭6名の計8名で心のケアにあたっている。また、2021年には、別室登校制度やスクールカウンセラー制度の活用により、不登校生徒の支援を実行することで、中途転学や退学の生徒を大幅に減少させることに成功した。

## 修業年限及び休日

### 茨城高等学校
1. 修業年限は3年である。[81]
2. 休業日は以下である。[81]また、「休業日」は授業が行われない日を指し、学校そのものが休みの日は休校日とされる。
  1. 日曜日
  2. 第2土曜日 - ただし、教育上必要がある場合は、休業日としないことができる。
  3. 国民の休日に関する法律 (昭和23年法律第178条[82])に規定する法律
  4. 県民の日を定める条例(昭和43年茨城県条例第3号[83])による休日。つまり茨城県民の日である11月13日のことである。
  5. 創立記念日(10月3日)
  6. 学年始休業日
  7. 夏季休業日
  8. 冬季休業日
  9. 学年末休業日
  10. 1から9に定めるものの他、校長が特に休業が必要と認め、理事会の承認を得た日
  11. 1から10の規定にかかわらず、教育上必要があり、かつやむを得ない事情がある場合、校長は全校の休業日を変更し、または休業日に授業を行い、もしくは授業日を休業日にすることができる。
  12. 校長は非常変災その他急迫の事情がある時は独自の判断で臨時に授業を行わないことができる。

## 部活動の実績
茨城中学校・高等学校のホームページの記載に準ずるものとする。

### 現存する部活動

#### 茨城中学校

##### 軟式野球部
- 平成20年度　水戸地区夏季大会　準優勝
- 平成20年度　水戸地区新人戦　準優勝
- 平成21年度　水戸地区春季大会　優勝
- 令和5年度　新人戦　水戸地区準優勝
- 令和5年度　ライオンズ杯　準優勝
- 令和5年度　首都圏私立中学校野球大会　第3位
- 令和6年度　飛田穂州杯　出場
- 令和6年度　水戸地区総体　第3位
- 令和6年度　水戸市新人戦　優勝
- 令和6年度　中央地区新人戦　準優勝
- 令和6年度　ライオンズ杯　優勝（茨中野球部史上初）
- 令和7年度　水戸市春季大会
  - ２回戦　対水戸三中　　8-1
  - 準決勝　対茨大附属中　8-5
  - 決勝　　対水戸四中　　13-0
- 令和7年度　飛田穂州杯ベスト8
  - 対　筑西市拠点校[84]
- 令和7年度水戸市総体[85]
  - ２回戦　対水戸三中　3-1　 準決勝　対水戸四中　6-1  決勝　　対笠原中　 10-3

##### サッカー部
- 第28回水戸市サッカー協会長杯兼U－14藤郷杯中学校サッカー大会第4位
- 2019年度水戸市中学校新人大会（サッカー）第4位（中央地区出場）[86]
  - 1回戦　対　赤塚中学校 3－0（1－0、2－0）
  - 2回戦　対　水戸第四中学校 1－0（1－0、0－0）
  - 準決勝　対　笠原中学校 0－2（0－２、0－0）
  - 3位決定戦　対　緑岡中学校 1－３（1－1、0－2）

##### 卓球部
- 平成24年6月　 総体水戸地区予選 男子シングルスベスト16
- 平成28年10月　中央地区新人大会団体ベスト16
- 平成28年10月　中央地区新人大会　男子ダブルスベスト16

#### 茨城高等学校

##### 野球部
- 平成18年度　秋季大会　県ベスト8　進出
- 平成30年度　水無月杯（水戸地区近郊の大会）　第3位
- 平成29年度　夏季大会　県ベスト16進出　（49年ぶり）
- 第79回　選抜高校野球大会21世紀枠　県代表
- 平成27年度　水戸地区1年生大会　第3位

##### 男子バスケットボール部
- 2024年度実績
  - 全国高校総体（インターハイ）予選会　茨城県大会　ベスト16
    - 1回戦　茨城　80－69　古河第一高等学校
    - 2回戦　茨城　62－75　日立北高等学校

  - 全国高校総体（インターハイ）予選会　水戸地区Ａブロック　優勝
    - 決勝　　茨城　89－48　水戸葵陵高等学校
    - 準決勝　茨城　80－69　水戸桜ノ牧高等学校
    - 2回戦　茨城　71－38　水戸商業高等学校

  - 関東大会予選会　茨城県大会　ベスト16
    - 1回戦　茨城　86－72　鉾田第一高等学校
    - 1回戦　茨城　35－126　土浦日本大学高等学校

  - 関東大会予選会　水戸地区Ａブロック　３位
    - 1回戦　茨城　79－73　勝田中等学校
    - 準決勝　茨城　47－55　水戸桜ノ牧高等学校
    - 1位決　茨城　80－79　茨城工業高等専門学校

##### 男子バレーボール部
出典：
- 茨城大学杯（平成25年4月21日）
  - ①茨城　0－2　茨城大学
  - ②茨城　2－1　茨城工業高等専門学校
  - ③茨城　2－0　太田第一高等学校
  - ④茨城　2－0　勝田高等学校
- 鉾田杯（平成25年4月14日）
  - 予選リーグ
    - ①茨城　2－0　鹿島高等学校
    - ②茨城　2－1　東総工業高等学校　＊1位通過
- 和彊杯（平成25年3月23・24日）
  - ①茨城　2－0　宇都宮工業高等学校
  - ②茨城　2－0　高根沢高等学校
  - ③茨城　0－2　高崎工業高等学校
- 茨城県新人大会（平成25年2月1日・3日）
  - 準々決勝　茨城　0－2　霞ケ浦高等学校
  - 2回戦　茨城　2－0　東洋大学牛久高等学校
  - 1回戦　茨城　2－0　太田第一高等学校

##### 卓球部
- 平成26年4月　関東高校水戸地区予選　県大会出場
- バドミントン部
- 硬式テニス部
  - 平成26年度　新人選手権大会男子団体　県2位　関東選抜出場
  - 平成27年度　新人選手権大会男子団体　県3位
  - 平成28年度　関東大会県予選男子団体　茨城県ベスト4
  - 平成28年度　全国総体県予選男子団体 茨城県ベスト4

##### 放送部
- 令和6年度　茨城県高等学校放送コンテスト　出場（入賞せず）[88]

##### JRC部
- 第1位　令和5年度水郡線利用促進に係る高校生ワークショップ　水郡線レスキュー隊～チームいばこう～）「水郡線利用促進プロジェクト」[89]

- フォーク部

#### 茨城中学校・高等学校 共通

##### 剣道部
- 全国高校兼総体県予選　団体ベスト16
- 平成27年第62回全国高等学校剣道大会茨城県予選会第5位
- 平成27年水戸市民体育祭第3位
- 平成27年秋季水戸地区大会第2位

##### 水泳部
- 平成26年度　関東中学大会出場 （女子100、200m平泳ぎ）
- 平成26年度　水戸市総体 男子総合第2位　女子も入賞種目あり
- 平成26年度　水戸市新人 男子総合優勝　女子も入賞種目あり
- 平成26年度　中央地区総体、 中央地区新人においても入賞種目あり
- 平成27年度　関東中学大会出場 （女子400、800m自由形）
- 平成27年度　水戸市総 男子総合優勝　女子も入賞種目あり
- 平成27年度　水戸市新人 男子総合第2位　女子も入賞種目あり
- 平成27年度　中央地区総体、 中央地区新人においても入賞種目あり
- 平成28年度　関東中学大会出場 （女子200、400m自由形）
- 平成28年度　全国中学大会出場 （女子高飛込）
- 平成28年度　水戸市総体 男子総合第3位　女子も入賞種目あり
- 平成28年度　水戸市新人 男子総合第4位　女子も入賞種目あり
- 平成28年度　中央地区総体、 中央地区新人においても入賞種目あり

##### 吹奏楽部
- 吹奏楽コンクール茨城県大会　高校A部門　25回連続金賞（1997年〜2023年）
- 吹奏楽コンクール東関東大会　高校A部門　20回出場
- 全日本高等学校吹奏楽大会in横浜　9回連続出場（2014年～2023年）
- 2020年度アンサンブルコンテスト中央地区大会[90]
  - 高等学校部門
    - クラリネット4重奏　優秀賞（地区代表）
    - 打楽器4重奏　優秀賞（地区代表）
    - 金管8重奏　優秀賞（地区次点）

  - 中学校部門
    - 金管8重奏　優秀賞（地区代表）
    - 打楽器5重奏　優秀賞（地区代表）
    - クラリネット4重奏　優秀賞（地区代表）

  - 第55回茨城県アンサンブルコンテスト
    - 高等学校部門
      - クラリネット4重奏　金賞
      - 打楽器4重奏　銀賞

    - 中学校部門
      - 金管8重奏　金賞（茨城県代表）
      - 打楽器5重奏　金賞
      - クラリネット4重奏　銀賞

  - 第26回東関東アンサンブルコンテスト
    - 中学金管8重奏　銅賞

  - 2021年 第23回ソロコンテストいばらき[91]
    - 高等学校の部
      - アルトサクソフォン　優秀賞
      - トロンボーン　優秀賞

##### 競技かるた部
- 全国高等学校小倉百人一首かるた大会（近江神宮）過去4回出場2008～2011
- 平成26年度　全国高等学校総合文化祭　県代表に2名選出
- 平成29年度　第24回関東高等学校小倉百人一首大会出場
- 平成30年度　第36回全国競技かるた東京吉野会大会

##### 史学部
- 2016年　第10回全国高校生歴史フォーラム　優秀賞受賞
- 2020年1月　『茨高紀要』43号「鹿島鉄道廃線跡とその利用」掲載

##### 生物部
- 日本生物学オリンピック2012　銀賞[92]
- 毎年、夏季休業中に入笠山で生物調査を行っている。[93]

##### 化学部
- 2023年度　科学の甲子園　県大会出場[94]

##### 囲碁・将棋部
- 平成28年（学生棋戦）中学対抗団体戦 県3位
- 平成28年高校選手権（団体）県 Ａ級ベスト8
- 平成28年高校選手権（個人）県 Ａ級準優勝 全国　ベスト32
- 高校竜王戦 県 Ａ級準優勝
- 高校王将戦 準優勝
- （一般棋戦）アマ竜王戦 県優勝 全国ベスト32
- アマ名人戦 県優勝 全国ベスト16
- 朝日アマ名人戦 県優勝
- 第34回茨城県高校秋季将棋大会 1位・2位[95]

##### 英語部
- 茨城県高等学校国際教育英語スピーチコンテスト県知事賞（優勝）　2回
- 茨城キリスト教学園総長杯　プレゼンテーションの部　優勝

##### コンピューター研究部
- 平成27年度 パソコン甲子園2015プログラミング部門予選にて県内で第1位（24チーム中）

## 同窓会
同窓会は終身会員制によって運営され、学校同窓会、地域同窓会、職場同窓会、部活同窓会、学年同窓会が存在している。
茨城中学校・高等学校の同窓会には以下の支部が存在しているので、それを種類別に分類して以下に記す。

### 総合同窓会

#### 茨城中学同窓会
2024年11月、創立100周年記念募金と称して、同窓会長が1000万円を学校に寄付した。

#### 茨城高校同窓会
2024年11月、創立100周年記念募金と称して、同窓会長が3000万円を学校に寄付した。

### 地域同窓会

#### ひたちなかいばら会
2024年11月、創立100周年記念募金と称して、同窓会長が5万円を学校に寄付した。

### 職場同窓会

#### みとしんいばら会
水戸信用金庫の社員によるものであり、1988年に発足された。2015年4月当時の会員は50名。2024年11月、創立100周年記念募金と称して、同窓会長が5万円を学校に寄付した。

#### 常陽銀行茨高会
常陽銀行の社員によるものであり、1979年に発足された。発足当時の会員数は60名であり、2016年頃の会員数は150名（うち女8名）である。2024年11月、創立100周年記念募金と称して、同窓会長が100万円を学校に寄付した。

#### 水戸市役所茨高会
2016年頃の会員は89名（うち女5名）。2024年11月、創立100周年記念募金と称して、同窓会長が10万円を学校に寄付した。

### 丈泳会
水泳部のOB・OGによるもの。

### 学年同窓会

#### 茨城放蕩会
（この節の出典：）

### 分類不可或いは不明なもの

#### 一八会同窓会
2024年11月、創立100周年記念募金と称して、同窓会長が5万円を学校に寄付した。

## 年間の学校行事
おおよそ行われる順に記す。過去に行われていたものには＊を記す。

### 4月
- 始業式
- 着任式
- 中学入学式
- 高校入学式
- 全校集会
- 対面式
- スタディサポート・GPSテスト
- 新入生オリエンテーション
- 部活動紹介
- 中高生徒会前期役員選挙公示
- 第1回尿検査
- 中学1年 オリエンテーション合宿
- 高校2年 国際教養コース留学開始
- 身体検査
- 中高生徒会前期役員選挙投票
- 心臓検診

### 5月
- 眼科検診
- 自転車安全講習会
  - 2013年に行われた講習会では、スケアード・ストレートという教育技法を用いたもので、プロのスタントマンが実際に交通事故の様子を再現し、自転車が車と衝突してボンネットにたたきつけられる様子には見ていた生徒から大きな悲鳴が上がった[103]。
- 定期試験
- PTA総会
- 防災訓練
- 授業参観
- 内科検診
- 歯科検診

### 6月
- 第1回第1次英語検定
- 教育実習
- 中学体育祭[104]
  - 中学1年次に赤、青、黄、緑色にチーム分けがなされ、3年間その色分けによって競技が行われるため、クラス分けが行われても、自らのチームが変わることはない。4色対抗制で総合得点を競う。色を3年間持ち上がることで「縦のつながり」を学ぶための意図とされる。
  - 個人種目 - 狩り人競争・大福食い競争など
  - 団体種目 - 綱引き・リレーなど
  - 応援合戦 - 応援の完成度によって得点付けがなされ、各色ごとの応援リーダーを中心に創作ダンスを披露する。
- 高校文化祭[105]
  - 名称は茨祭（いばらさい）であり、毎年開催される。学級ごとのクラス企画を中心として、委員会ごと部活動ごとの有志団体による企画も行われる。
  - 一般公開に先立って、校内ではオープニングセレモニーが行われる。
- 進学講演会
- 定期試験

### 9月
- 定期試験
- 前期クラスマッチ
- 後期生徒会役員選挙立会演説会
- 後期生徒会役員選挙投票
- 保護者集会
- 高校2年 国際教養コース帰国

### 10月
- 創立記念日
- 第2回第1次英語検定
- 高校2年 研修旅行
- 中学3年 研修旅行
- 定期試験

### 12月
- 定期テスト
- PTA個別面談

### 1月
- 百人一首かるた大会
- 職業教育講演会
- 創立記念マラソン大会
  - 2000年代にはひたちなか市総合運動公園を舞台に高校生10km、中学生6kmを走った[106]。
  - 第91回大会は、天候に恵まれずに中止となった。[8]
  - 2019年度〜2022年度は新型コロナウイルス感染症によって休止した。[107]
  - 第97回大会では、国営ひたち海浜公園において中学生が4km、高校生が5kmを走った[108]。
  - 第98回大会では、国営ひたち海浜公園において中学生が4km、高校生が6kmを走った[107]。

### 2月
- 高校2年 社会科弁論大会
- 後期クラスマッチ
- 定期テスト

### 3月
- 卒業式

### かつての年間行事

#### 1928年度
（この節の出典：）
- 4月5日　入学試験
- 4月14日　天長節祝賀式
- 5月21日　東京方面修学旅行
- 7月25日　終業式
- 11月3日　マラソン競争
- 12月24日　終業式
- 1月1日　新年奉賀式
- 2月11日　紀元節奉賀式
- 3月23日　終業式

#### 1936年度
（この節の出典：）
- 4月13日　入学式
- 5月12日　常磐神社参拝
- 7月20日　学期末試験
- 7月20日　終業式
- 9月1日　始業式
- 10月5日　校内競技大会

## 茨城中学校・高等学校 父母教師（PTA）会

### PTA地区懇談会の地区名と範囲の目安
（この節の出典：）
| 地区番号 | 地区名                   | 範囲の目安                     | 範囲の目安         | 範囲の目安                            | 範囲の目安         |
| 地区番号 | 地区名                   | （小学校名）の学区             | （中学校名の）学区 | 駅                                    | 地域               |
| -------- | ------------------------ | ------------------------------ | ------------------ | ------------------------------------- | ------------------ |
| 1        | 見和・見川・姫子         | 見川・梅ヶ丘                   |                    |                                       |                    |
| 2        | 三の丸・五軒             | 柳河・三の丸・五軒             |                    |                                       |                    |
| 3        | 城里・御前山             |                                |                    |                                       | 城里町             |
| 4        | 常澄                     |                                | 常澄               |                                       |                    |
| 5        | 新荘・常磐               | 新荘・常磐                     |                    |                                       |                    |
| 6        | 水戸下市                 |                                | 水戸三中・水戸四中 |                                       |                    |
| 7        | 赤塚・内原               | 河和田・赤塚・鯉淵・妻里・内原 |                    |                                       |                    |
| 8        | 千波・笠原・寿・緑岡     | 千波・笠原・寿・緑岡           |                    |                                       |                    |
| 9        | 石川・双葉台             | 石川・双葉台・上中妻           |                    |                                       |                    |
| 10       | 堀原・渡・飯富・国田     | 堀原・渡・飯富・国田           |                    |                                       |                    |
| 11       | 常陸太田                 |                                |                    | 水郡線 河合駅〜常陸太田駅から通学     |                    |
| 12       | 常陸大宮・大子           |                                |                    | 水郡線 静駅以北から通学               |                    |
| 13       | 多賀                     |                                |                    | 常磐線 多賀駅から通学                 |                    |
| 14       | 大みか                   |                                |                    | 常磐線 大甕駅から通学                 |                    |
| 15       | 東海                     |                                |                    | 常磐線 東海駅から通学                 |                    |
| 16       | 那珂                     |                                |                    | 水郡線 後台駅〜瓜連駅から通学         |                    |
| 17       | 日立以北                 |                                |                    | 常磐線 日立駅以北から通学（県外含む） |                    |
| 18       | 茨城町                   |                                |                    |                                       | 茨城町             |
| 19       | 岩間・羽鳥・石岡・土浦   |                                |                    | 常磐線 岩間駅以南から通学             |                    |
| 20       | 大洗・鉾田・鹿行         |                                |                    | 大洗鹿島線から通学                    |                    |
| 21       | 笠間（岩間を除く）       |                                |                    | 水戸線 友部駅〜稲田駅から通学         |                    |
| 22       | 筑西・桜川               |                                |                    | 水戸線 羽黒駅以西から通学（県外含む） |                    |
| 23       | 彦田・外野・東石川       | 彦田・外野・東石川             |                    |                                       |                    |
| 24       | 長堀・中根・三反田・勝倉 | 長堀・中根・三反田・勝倉       |                    |                                       |                    |
| 25       | 佐和                     | 佐野・高野                     | 佐野               |                                       |                    |
| 26       | 勝田二中                 |                                | 勝田二中           |                                       |                    |
| 27       | 前渡                     | 前渡                           | 勝田三中           |                                       |                    |
| 28       | 那珂湊                   |                                |                    |                                       | ひたちなか市那珂湊 |

## いじめ防止及び対策
（この節の出典：）
学校はいじめ防止対策推進法をふまえて、いじめ防止・対策マニュアルを制定して、令和元年度よりそれを運用している。学校はいじめの定義を「生徒に対して、一定の人的関係にある他の生徒等が行う心 理的又は物理的な影響を与える行為（インターネットを通じて行われるものを含む。）であって、当該行為の対象となった生徒が心身の苦痛を感じているもの」としている。

### 意義
- いじめの防止
- いじめの早期発見
- いじめ被害者の保護や支援
- いじめ加害者への教育的指導

### いじめ防止への取り組み
- 中学１年生ならびに高校１年生全員を対象に、いじめ防止講演会を実施し、人権意識を育成する。
- 担任や学年は、普段から生徒の人間関係や行動を観察し、いじめの早期発見に努める。
- 定期的に生徒面談を行い、いじめ被害を受けていないか確認する。
- 担任や学年は、いじめは絶対に許さないというメッセージを継続的に生徒に伝え、いじめの起こりにくい雰囲気を醸成する。

### いじめ防止対策委員会の設置
- 委員会は、校長、中高教頭、生活指導部主任、生活指導係主任、生 徒相談係主任、中高各学年主任の計１２名で構成されている。

## 沿革

### 経緯
1841年（天保12年）に設立された水戸藩の藩校である弘道館の流れを組んでいる。明治維新の後、水戸学の教えを後世に伝えようとした学者によって大岡俊徳・岡本正靖が1873年に自彊舎を設立し、弘道学舎、1908年の水戸塾(現在の水戸塾とは直接の関係はない)、1922年の水戸学院として昭和にまで存続した。1927年（昭和2年）に政界・財界で活躍していた飯村丈三郎が、水戸学院を引き継ぐ形で旧制私立茨城中学校を設立した。

#### 皇華館と自彊舎の誕生
（この節の出典：）
かつての弘道館訓導であった久保保猷（くぼやすゆき）が弘道館の教学を継承すべく皇華館を創設し、講義を月に6回行い、冬季には夜学を設けていたとされるが、これは明治2年に設立されわずか4年で閉館した。
やがて、自彊舎が水戸藩士らによって設立され、明治7年から明治18年まで継続した。その塾風は学制理念に対抗的であった皇漢学中心の教育を強調していたとされる。また、傍ら、鹿島神社や筑波山の日帰り遠足といった胆力養成に及ぶというものであった。

#### 私立「茨城中学」の誕生
茨城高校・中学校の創設者となる丈三郎は19際の頃に下館で旧制小学校の巡視を務めていた。飯村は1891年に『いはらき』新聞社社長となったが、「いはらき」新聞では、中学校増設問題や水戸高校創立問題について長い論説を掲げている。キャリアの初めに教育行政関係にの下部に携わった経験が、彼の教育への目を開いたようである。
丈三郎は1923年、関東大震災が起こると東京での生活に終止符を打ち、水戸に移り住んだが、白内障によりほとんど目が見えない状態になっていた。それにもかかわらず、当時、茨城県には旧制中学が水戸中学校（後の水戸一高）のみであり、彼はそこに入学できない生徒を受け入れたいと考えていた。
丈三郎は穴沢清治郎（後の4代目校主）を自宅に招き、私立中学設立についての考えを打ち明けた。穴沢は当初、丈三郎が高齢であることや、学校経営が短期間で成果を挙げることが難しいことなどを理由に反対したが、丈三郎は「生存中に成果を見ることができないというそこが面白い。教育は国家にとって最も大事なものであり、これをないがしろにするようなことがあってはならない。そこで私は学校を建て有為な人材を育てたい」と主張したとされる。
丈三郎は校地の借地契約を結ぶとともに、創立関係事務担当者に当時のいはらき新聞記者・戸祭良水を任命した。創立に関する法令や提出書類の研究を進める一方で、年末年始も休むことなく、必要書類の整備を進めた。
1927年2月5日、現在の10億円以上に相当する私財10数万円を投じ、財団法人・茨城中学校を設立し校主に就任。同日付で岡田良平文部大臣に宛てて「国民道徳の養成を主とし、男子に高等普通教育を授けたき候」などの趣旨を盛り込んだ旧制中学校設置認可を申請した。そして同月28日、晴れて認可を受けることができたとされる。
やがて、丈三郎の願により、1927年（明治41年）に茨城中学が設立される。
1927年3月末には、生徒募集の広告を出し、4月1日、4月2日には入学試験を実施し、合格者を発表した。特に、建学の精神を重んじて、同日の午後には常磐神社に参拝し、神前祈誓式を行った。，最初の入学式で丈三郎は「この学校を設立した目的は、全く、報恩感謝の念をもってつくったものであります。…ただただ報恩の念を忘れなかったからだと思います。」と話をしたとのことであった。1927年の夏、丈三郎は白内障の手術を東京の慶応病院で受けた。手術は成功し、そのお礼に病院へ行こうとした同年8月13日、東京大手町でタクシーに衝突され、当時としては珍しい交通事故で74歳で死去した。

#### 戦後
第二次世界大戦後の学制改革により、1948年（昭和23年）に旧制茨城中学校は新制の茨城高等学校に改組して、同時に新制の茨城中学校を併設した。
創立以来男子校であった。また、中高一貫教育でなく、茨城中学校から茨城高等学校へ進学するには、比較的容易ではあったとはいえ、原則として形式上入学試験を受ける必要があった。外部の高校を受験するのは原則として自由であったため、茨城中学校を卒業予定の生徒の多くが茨城県立水戸第一高等学校に進学し、茨城大学教育学部附属中学校とならび、水戸一高に多くの合格者を出すことが一つの売りでもあった。
1977年に創立50周年を迎え、「茨城高等学校　茨城中学校　創立50周年記念会館（建造物に記されている表記ママ）」が建築開始。木造2階建てであり、2023年時点でもかるた競技部等の文化部で使用されているが、老朽化が進んでいる。
1995年（平成7年）、中高一貫教育課程に移行し、その年度の入学生から段階的に男女共学化し、高等学校を進学校としてより充実させる方向に舵を切った。茨城高等学校は、それに合わせ1998年（平成10年）に男女共学、茨城中学校からの入学生に対して中高一貫教育課程を提供するとともに、それとは教育課程を異にする高校課程からの入学生も募集した。
中高一貫制度の導入、男女共学化は学校に新風をもたらした。カリキュラムを一新し、多様な教育活動が実践され、大学合格実績の飛躍につながった。中学体育祭が現在の4色対抗戦となったのも、中高一貫化の翌年の1996年（平成8年）である。
ただし、1995年以降導入した中高一貫教育も、学校教育法第71条に基づいて文部科学省により正式に中高一貫教育を認定された学校ではなかった。2008年（平成20年）4月より、茨城中学校・茨城高等学校の2校によって、併設型中高一貫教育を行うことが文部科学省から認定された。認定により、法令に基づいたカリキュラムの特別編成を行うこと（中等教育学校に適用される規定の適用）が可能となった（ただし、教育課程を異にする高等学校からの入学生も募集している。）。
男女共学の開始当初、中・高とも女子生徒の募集は全体の3割であったが、2010年代には、徐々に女子の募集が増えてきており、男女比率はほぼ１対１となっている。茨城高等学校の2008年度入学生（合格者）の男:女比は180:75（255:99）、2009年度は147:78（262:125）、2010年度は162:94（257:135）であった。
2008年9月から2011年3月の間に、木目を基調とした明るい雰囲気の新校舎（新A棟・新B棟）の新設がなされた。それらは、耐震、防犯の面でも強化が施されている。C棟には物理、生物、化学のそれぞれの実験室を備えている。
2019年（令和元年）、医療系学部への進学希望者が多いため、長年行われてきた「医歯薬外部連携講座」を発展、拡充する形で、「医学コース」を設置した。茨城県の医師不足解消の一翼を担うべく、地域医療を志す医師、医療人の育成を目指している。さらに2020年（令和2年）には、グローバル人材の育成を目的とし、海外大学との連携や約6ヶ月の海外留学をカリキュラムに含む「国際教養コース」を設置した。同年、医学コースは国立病院機構水戸医療センターと、茨城高等学校・中学校としてカリフォルニア大学デービス校国際教育センターと、それぞれ連携協定を締結した。
2021年現在、茨城中学校は県内に10校程度しか存在しない私立中学校の一つである。茨城高等学校は全日制課程に普通科を設置している。
2027年に創立100年を迎え、卒業生は3万人を越える。それに伴い、「茨城高等学校 茨城中学校 創立50周年記念会館」の真横に、「学習支援センター」が建築されることとなっている。「学習支援センター」建築予定地は2022年頃までは「橋本コーポ」という集合住宅であった。立ち入りを禁止とする立て看板が設置されているため、学校法人が買収したものと考えられる。

### 年表
（この節の出典： ）
- 1872年（明治5年）- 明治維新などの幕末の動乱期を経て、学制発布により弘道館は廃止され、以降は県庁舎や学校の仮校舎として使用された。
- 1873年（明治6年）- 水戸学者であった寺門謹（またの名を政次郎。寺門喜太平の息子[122]。）によって、私塾「寺門塾」が開かれ、旧弘道館の学生を集め、水戸学を講じた。
- 1874年（明治7年）- 官憲の圧迫により、寺門塾が閉鎖された。
- 1876年（明治8年）- 大関俊徳が岡本正晴等私塾を開き、自彊舎と称して、水戸学を教授した。
- 1878年（明治11年）-自彊舎は上市田見小路（現在の水戸市北見町、弘道館すぐ近く。）に新校舎を建築した。水戸中学（現在の水戸第一高等学校）、茨城師範学校（現在の茨城大学）の創立以来、次第にそれに転学して、自彊舎は衰えた。
- 1909年（明治42年）-水戸塾の設立が認可され、初めて公に生徒を募集した。
- 1922年（大正11年）-水戸塾は水戸学院と改称した。
- 1923年（大正13年）-夏、校舎を常盤村松本区（現在水戸市松本町）に建築したが、経営年に陥り、飯村丈三郎を容れ、後援会を組織した。
- 1927年（昭和2年） -
  - 飯村丈三郎が財団法人茨城中学校を設立した。
  - 当時の校舎は東茨城郡常盤村松本坪（現水戸市松本町）に所在していた[123]。
  - 第1学年の入学生が160名（募集は100名）、第2学年の入学生（編・転入生）が47名（募集は50名）であった。
  - 同年の8月に東京大手町の交通事故により飯村丈三郎が没し、それと同時に弓道部が設立された。
- 1928年（昭和3年）- 籠球部・庭球部発足
- 1930年（昭和5年）-水泳部が近県大会で総合3位を果たし、また、剣柔道場が移築された。
- 1931年（昭和6年）-
  - 弘道館敷地内の武道場を校内に移転した。
  - 学校の敷地を拡張したとされる[124]。
  - 社団法人茨城中学校後援会設立された。
- 1932年（昭和7年） - 旧校歌が校長の本多文雄によって作詞、宝塚歌劇団作曲部長の津久井裕喜によって作曲された。また、寒稽古納会武道大会が実施された。
- 1933年（昭和8年） - 野球部発足
- 1934年（昭和9年） - 水泳部県大会総合優勝
- 1935年（昭和10年）- 籠球部初全国大会出場
- 1936年（昭和11年）- 籠球部県大会優勝
- 1937年（昭和12年） - 創立10周年記念式開催
- 1938年（昭和13年） 
  - 野球部県大会初優勝
  - 同年に第一応援歌作成し、祇園寺の梅林を借用し運動場を拡張した。
- 1939年（昭和14年）- 陸上部100M関東大会優勝・野球部県大会優勝
- 1940年（昭和15年）- 水泳部全国大会総合優勝
- 1941年（昭和16年）- 毎週火曜日の朝に教練を実施した。増改築・運動場の拡張が行われた。
- 1942年（昭和17年）- 農地開墾勤労奉仕
- 1943年（昭和18年）- 飯村丈三郎の17回忌法会が行われた。また、学徒勤労隊が実施された。
- 1944年（昭和19年）- 旧制中学1年、2年の500人が援農部隊として出動された。
- 1945年（昭和20年）
  - 茨城県内の私学が閉鎖し、学校の工場化が行われた。[121]だが、学校側の異なるもう一方の資料[25]によると、県内私学の閉鎖により1150名が（入学・編入に）応募したとあるため、茨城中学校は何らかの理由により、閉鎖を免れていた可能性がある。
  - 水戸空襲が起きるが、学校は空襲の被害を免れた。
  - 体育館が工場となり、武道場には軍隊が駐留し、校庭は武器置き場となった。[112]
- 1946年（昭和21年）- 授業料を倍額に引き上げた。[注釈 10]
- 1948年（昭和23年） - 「旧制・茨城中学校」を「新制・茨城高等学校」に改組、「新制・茨城中学校」を併設した。新制高等学校、新制中学校としてそれぞれ50名の新入生を募集した。
- 1949年（昭和24年）
  - 旧制中学校最後の卒業式が行われ、旧制茨城中学は幕を閉じた。
  - 生徒会会則完成
- 1950年（昭和25年） - 第一回文化祭
- 1951年（昭和26年） - 新制第一回修学旅行
- 1952年（昭和27年） -新しい校舎の竣工がなされた。また、創立25周年記念式典が行われた。
- 1953年（昭和28年） -陸上800mが全国準優勝が果たした。
- 1954年（昭和29年） - 高校3年生の第1回修学旅行が実施された。
- 1955年（昭和30年） - 生徒会規約の大規模改正により、中学生徒会が独立した。
- 1956年（昭和31年） -  野球部が昭和31年秋季関東地区高等学校野球大会で優勝した。レスリング部、柔道部、ボクシング部が国民体育大会に出場した。中学の吹奏楽団が結成された。
- 1957年（昭和32年） 
  - 現校歌制定（JASRAC出007-9361-2）。創立30周年記念式典。
- 1958年（昭和33年）- レスリング部 全国大会団体4位
- 1959年（昭和34年） 
  - 吹奏楽部が茨城県で初めて高校野球応援演奏を行った[63]。
  - 当時の校長岩上が県知事選に当選した。
  - レスリング55kg 国体3位
- 1960年（昭和35年）
  - ボクシング部ライト級 全国3位
  - 陸上800m 日本選手権優勝
- 1962年（昭和37年） - 飯村丈三郎像 除幕式
- 1963年（昭和38年）- 県吹奏楽コンクール 初出場・初優勝
- 1964年（昭和39年）- レスリング部2名が国体において4位に入賞する。
- 1965年（昭和40年）- 旧・中学校舎完成。水泳部連続国体出場。
- 1966年（昭和41年） - 青年の像 除幕式。中高一貫Aコース（1学級のみ）を開始した。
- 1967年（昭和42年）- ボクシング全国大会総体ライトミドル級優勝
- 1968年（昭和43年）- 中高体操部全県大会優勝
- 1970年（昭和45年） - 体育館（現・第一体育館）や弓道場、屋内冷水プールも竣工された。[注釈 11]
- 1971年（昭和46年）- 高校体操部が全国高校総体で国体団体3位を果たした。
- 1972年（昭和47年） - 茨城高等学校の服装を自由化した。この年の高校3年の文化祭のタイトルは「放蕩祭」であり、放蕩息子を連想するタイトルと洗練されたポスター、奇抜で前衛的な大仮装行列は当時話題となった[102]。
- 1974年（昭和49年）- PTA紙「春秋」の第一号が発行された。
- 1976年（昭和51年）- 5号館（食堂・図書館・視聴覚室兼講堂）が竣工された。
- 1977年（昭和52年）- 創立50周年会館が落成された。
- 1978年（昭和53年）- 第一回日米交換留学生来校(3週間)
- 1979年（昭和54年）- 校訓・校歌記念碑完成
- 1980年（昭和55年）- ボクシング部が全国総体ヘビー級において優勝した。
- 1981年（昭和56年）- 大理石記念碑「真実」除幕式
- 1982年（昭和57年）- 第3グラウンド側のテニスコートが完成した。
- 1983年（昭和58年） - 茨城中学校・茨城高等学校の新校旗　制定
- 1984年（昭和59年）- 中学陸上部、全日本ジュニア走り幅跳び2位
- 1987年（昭和62年）- 教育検討委員会 発足
- 1988年（昭和63年） - 中高一貫Aコース中断。6号館（情報視聴覚室、パソコン室、放送室）完成。
- 1989年（平成元年）- 後援会がPTAより分離・独立した。岩上名誉校長逝去。
- 1990年（平成2年）- 心音心電検査導入、禁煙講演会開催。
- 1993年（平成5年）- 将来計画審議会発足
- 1995年（平成7年） - 男女共学・中高一貫教育を導入し茨城中学校が共学化、茨城中学校・茨城高等学校ともに制服が制定された。
- 1997年（平成9年） - 茨城県民文化センターにて創立70周年記念式典が行われた。新校舎である7号館、第2体育館、室内温水プールが完成した。
- 1998年（平成10年） - 茨城高等学校共学化
- 2001年（平成13年） - 文化祭の実施が9月から6月に変更された。少なくとも2001年頃までは文化祭宣伝の為の仮装行列が行われていたが、2025年現在は行われていない[125]。
- 2003年（平成13年） - 創立者、飯村丈三郎の生誕150年を迎えた。
- 2004年（平成14年） - 全教室が冷暖房を完備した[126]。
- 2007年（平成19年） - 創立80周年記念式典
- 2008年（平成20年） - 記念事業の一環として、高校校舎増改築・耐震工事を開始、学校教育法第71条に基づく正式な併設型中高一貫教育校となった。
- 2010年（平成21年） - 夏休み期間には予備校による衛星放送講座を受講できた[14]。
- 2011年（平成23年） - 新校舎（A棟・C棟）が完成した。全校耐震構造、全教室が強化ガラス仕様となった。[30]東日本大震災で被災し、体育館の内1棟が使用不可になった。東日本大震災によって原発事故で学校行事大幅カットされた。
- 2012年（平成24年） - 体育館震災復旧工事完了
- 2013年（平成25年）- 卒業生が3万人を超えた。[127]
- 2015年（平成27年）- シンガポール、カナダなど選択制研修旅行開始
- 2019年（令和元年） 
  - 医歯薬外部連携講座を基に医学コースが設置された。
  - 外務省による高校講座が実施された[128]。
- 2020年（令和2年）
  - 国際教養コース設置。
  - 国立病院機構水戸医療センターと本校医学コースが連携協定を締結した。
  - カリフォルニア大学デービス校 （UC Davis） 国際教育センターと連携協定を締結した。
- 2021年（令和3年）
  - GIGAスクール構想への措置としてChromeOSを搭載した生徒用PCを導入した。
  - 茨城県議会議長が学校の視察を行った[129]。
  - 卒業生が北京大学・清華大学に合格した[130]。
  - 別室登校制度やスクールカウンセラー制度の活用により、不登校生徒の支援を実行することで、中途転学や退学の生徒を大幅に減少させることに成功した。[80]
  - 教職員の全日研修制度を導入し、教職員の労働環境の改善を目指す取り組みを行った。[80]
- 2022年（令和4年） - 国際医療福祉大学と連携協定を締結した。
- 2024年（令和6年） 
  - 順天堂大学と提携協定を締結した。AI（人工知能）を用いた学習環境「atama+」を導入した。
  - 同時に駿台予備学校から派遣された学習アドバイザーが常駐する「スタディホール」が開始した[131]。
  - 1月ごろ、男が校舎に侵入し、サックスやフルートを盗難し、後日逮捕された[132]。

## 歴代の理事長・校主・校長
Wikipediaに個別の記事が存在しない人物については、学校や教育界との関連がある範囲で或いは特筆すべき点での経歴を記す。括弧内に示したものは歴任期間。

### 校主
- 初代:飯村丈三郎（昭和2年2月 - 昭和2年8月）
- 2代:中崎憲（昭和2年8月 - 昭和17年3月）
  - 1890年生まれ。茨城県那珂市、士族出身。京都帝国大学法学部出身[133]。
- 3代:飯村雄（昭和17年4月 - 昭和20年12月）
- 4代:穴沢清次郎（昭和21年1月 - 昭和26年3月）
  - 1931年に水戸市に設立された愛郷塾の援助も行っていた[134]。

戦後日本においての新学制が施行されると共に、校主は廃止され、理事長が置かれた。

### 理事長
出典：
- 初代:竹内勇之助（昭和26年3月 - 昭和36年7月）
  - 1893年生まれ。茨城県出身。実業家。東京大学法学部卒。経歴は水浜電車社長、茨城交通社長、袋田温泉ホテル初代社長、水戸商工会議所など[135]。
- 2代:大内俊三郎（昭和36年12月 - 昭和48年4月）
- 3代:長谷川正三（昭和48年5月 - 昭和50年3月）
  - 元・茨城新聞編集局長[136]。同じく教育者であり、同姓同名である長谷川正三とは生年月日が異なるため別人であると推定される。[注釈 12]
- 4代:大津順一（昭和50年6月 - 昭和61年3月）
- 5代:柴田清伊知（昭和61年4月 - 平成5年3月）
- 6代:立枝功男（平成5年4月 - 平成12年3月、医師[137]。）
- 7代:横山充孝（平成12年4月 - 平成13年8月）
  - 旭日双光章受章者。[138]
- 8代:荒川汪（平成13年9月 - 平成23年8月）
  - 元・清真学園高等学校・中学校校長（平成5年4月~平成10年3月）[139]
- 9代:種田誠（平成23年9月 - 令和6年3月 ）

### 校長
出典：
- 初代：伊藤正弘（昭和2年3月 - 昭和6年8月。東大卒[141]）
  - 元・茨城県立太田第一高等学校校長（大正8年6月~大正14年3月）[142]
- 2代：中崎憲（昭和6年9月 - 昭和6年11月。経歴は校主参照。）
- 3代：本田文雄（昭和6年12月 - 昭和21年3月）
- 4代：田沢次郎（昭和21年4月 - 昭和21年9月）
- 5代：根本景行（昭和21年10月 - 昭和23年5月）
- 6代：加唐卯之助（昭和23年6月 - 昭和27年12月）
- 7代：折原徹（昭和28年1月 - 昭和31年2月）
- 8代：岩上二郎（昭和31年3月 - 昭和47年7月）
- 9代：柴田清伊知（昭和47年8月 - 昭和52年3月）
- 10代：海野庄一（昭和52年4月 - 昭和55年3月、茨城歌人会代表。[143]）
- 11代：石田彦治（昭和55年4月 - 昭和58年3月）
- 12代：中村尭繁（昭和58年4月 - 昭和61年3月）
- 13代：海野庄一（昭和61年4月 - 平成4年3月）
- 14代：堀江通明（平成4年4月 - 平成7年3月）
- 15代：濱崎厚（平成7年4月 - 平成12年3月）
- 16代：大内光（平成12年4月 - 平成18年6月）
- 17代：大窪範光（平成18年4月 - 平成27年3月。歴史学者・考古学者。大窪詩仏の子孫であり16代目の弁士。）
- 18代：大塚真澄（平成27年4月 - 平成30年3月）
- 19代：鬼形正人（平成30年4月 - 令和3年3月）
- 20代：梶克治（令和3年4月 - ）

## 入学試験制度の変遷

### 旧制茨城中学校（1927年度）
（この節の出典：）
元は文語調であったが、口語になおして記述する。
- 第1学年
  - 募集定員：約100名
  - 志願者の資格：尋常小学校の卒業者または、それと同等以上の学力を有するものであり、満12歳以上のものとする。
  - 出願日：4月5日限り
  - 試験日：4月6日・7日の2日間であり、それぞれ午前8時よりとする。
  - 試験科目：読み方、綴方、算術
- 第2学年
  - 募集定員：約50名
  - 志願者の資格：旧制中学校の第1学年の修了者または、それと同等以上の学力を有するものであり、満13歳以上のものとする。
  - 出願日：3月31日限り
  - 試験日：4月1日・2日の2日間であり、それぞれ午前8時よりとする。
  - 試験科目：国語、漢文、英語、数学、歴史、地理

### 茨城中学校（2001年度）
募集定員は170名であり、うち前期入試が10%程度であった。男子の募集が125名、女子が45名であった。出願期間は平成12年12月25日及び12月26日（火）の2日間, 午前9時より午後3時までであり受付場所は茨城中学校であった。

#### 前期入学試験
出願資格は以下の通りであった。
1. 茨城中学校・高等学校で中学・高校を通して学べる者
2. 心身ともに健康で向上心に富む者
3. 平成13年3月小学校卒業見込みの男女
4. 小学校5年生の3学期、6年生の1学期、6年生の2学期のいずれかの評定合計が22以上の者（3段階評定の場合）
5. 合格した場合、入学を確約できる者

提出書類は以下の通りであった。
1. 入学願書
2. 出願資格を証明する成績通知書（成績通知書を出していない小学校の受験生については在籍小学校長による成績証明書。本校所定の用紙を使用する。）

試験科目は数学（40分）、作文（60分）、面接のみであり、受験場所は茨城中学校であった。試験日は平成13年1月5日。合格発表日は同月10日。

#### 後期入学試験
出願資格は以下の通りであった。
1. 本校で中学・高校を通して学べる者
2. 平成13年3月小学校卒業見込みの男女

提出書類は入学願書のみであった。試験会場は茨城中学校および日立会場であり、試験科目は国語・数学・社会・理科の4科目であった。試験日は平成13年1月18日。合格発表日は同月22日。

### 茨城中学校（2007年度）
（この節の出典：）

#### 第1回入試
- 募集人数：150名（男子約100名、女子約50名）
- 出願期間：平成18年11月21日（火）及び22日（水）
- 試験日：平成18年12月2日（土）
- 試験科目：
  - 記述式
    - 国語（150点・60分）
    - 算数（150点・60分）
    - 社会（100点・40分）
    - 理科（100点・40分）

#### 第2回入試
- 募集人数：20名（男女比の設定はなし）
- 出願期間：平成19年1月9日（火）
- 試験日：平成19年1月13日（土）
- 試験科目：
  - 記述式
    - 国語（150点・60分）
    - 算数（150点・60分）

### 茨城中学校（2008年度）
（この節の出典：）
- 募集人数：170名（男子約110名、女子約60名）
- 出願資格：
  - 茨城中学校で中学・高校を通して学べる者
  - 平成20年3月 小学校卒業見込みの者
- 出願期間：平成19年11月19日（月）及び20日（火）
- 受付場所：茨城中学校
- 提出書類：入学願書
- 受験料：22,000円
- 試験日：平成19年12月1日（土）
- 試験場：
  - 水戸会場（茨城中学校）
  - 日立会場（日立シビックセンター）
- 試験科目：
  - 記述式
    - 国語（150点・60分）
    - 算数（150点・60分）
    - 社会（100点・40分）
    - 理科（100点・40分）
- 合格発表：平成19年12月5日（水）
- 入学手続：平成19年12月7日（金）

### 茨城高等学校（2010年度）
推薦入試においては面接試験が行われ、その時間は15分であった。

### 茨城中学校（2016年度）
学校は、急激に進む少子化の影響や公立学校における中高一貫教育の導入により、私立学校は経営的にも一層厳しい時代を迎えているとした。それに先立ち、当校には改革が必要であると断じ、中学校入学試験の抜本的改革を行った。その結果、この年度から初めて、茨城中学校は推薦入学者を受け入れることとした。

## 卒業認定

### 茨城高等学校
校長は、茨城高等学校が定める全過程を修了したと認めたものについては卒業を認定し卒業証書を授与する。また校長は特別な必要がありかつ教育上支障がない時は学年の途中においても学期の区分に従い各学年の過程の修了及び卒業を認めることができる。

## 再入学・休学・復学・留学・転学・退学
以下に、生徒の「再入学・休学・復学・留学・転学・退学」について記す。

### 茨城高等学校

#### 再入学
校長は生徒本人が都合により一旦は転学または退学をしたものが再入学を願い出た場合は転学または退学後は1年以内でありその事由が正当と認められる時に限り、該当生徒を原学年以下に再入学させることがある。

#### 休学・復学
生徒が病気その他やむを得ない事由のために3ヶ月以上出席することができない場合は保護者(やむを得ない場合は保証人)が所定の様式により校長に休学を願い出ることができる。ただし病気による場合は医者の診断書を添えることとする。
また、休学の生徒についてはその期間中の授業料および施設積み立て金は徴収しないこととされる。

#### 留学
生徒が外国の高等学校へ留学しようとする場合は、保護者との連署の上、校長に願い出ることができる。また、校長はその願出が教育上有益と認められる時は、1年以内の期間で留学を認めることができる。また留学を許可された生徒は、留学が終了した時は保護者との連署の上、校長に留学が終了した旨を届け出なければならない。そして、留学を許可された生徒が外国の高等学校における履修についての単位認定を受けようとする場合は、校長に単位の修得を願い出ることができる。さらにその願出が適当であると認められる時は、外国の高等学校における単位の履修を茨城高等学校における履修とみなし36単位を超えない範囲で単位の修得を認定することができる。さらには留学を認められた生徒が期間の延長を願い出た場合は校長はその理由が正当であると認められた場合は1年に限って延長を認めることができる。
また、1年以内の海外留学を行いかつ、その生徒について学校が36単位の修得を認定する場合、その生徒の留学期間中の授業料は半額とする。ただし施設積立金、PTA回避、同窓会費、生徒会費は全額徴収される。また36単位の修得を認定しない場合は休学扱いとしてその期間の授業料、施設積立金、PTA会費、同窓会費、生徒会費は徴収されないこととされる。

#### 転学と退学
生徒が転学または退学をしようとする時、は保護者はおよび保証人が所定の様式によりその事由を明記し校長に願い出て許可を受けなければならないとされる。またその願出を許可した場合、校長はそれに伴う書類の送付または保管などに遺漏がないように務めなければならないとされる。
また、校長は以下の生徒に対して、退学を命じる。
1. 謹慎処分・定額処分などの懲戒を与えても不良で改善の見込みがないと認められた生徒。
2. 正当な理由がなく、出席が不正常で成業の見込みがないと認められた生徒。
3. 学校の正常な教育活動に著しく反する言動のある生徒。
4. 学校の正常な教育活動に反する団体を結成し、あるいはその団体に加入した生徒。
5. 暴力による破壊活動を主張する団体を結成しもしくはその団体に加入した生徒。
6. 理由なく学費の滞納が200日を超える生徒。

## 外部提携機関

### 高校・大学連携

#### 国内
- 国際医療福祉大学 2022年11月18日調印
- 順天堂大学2024年6月27日調印[154]

#### 国外
- アメリカ - カリフォルニア大学デービス校 国際教育センター [155]
- オーストラリア - ニューサウスウェールズ大学[156] - サウスウェールズ大学との奨学金支給につながるプログラムの契約を結んだ。[157]

### 中学・高校・大学連携
- 昭和大学・昭和医科大学2025年3月10日調印[158]

### 医療機関
- 国立病院機構水戸医療センター2020年2月13日（木）調印 [159]

## 著名な出身者
前身の学校である、自彊舎、弘道学舎、水戸学院の出身者に関してはWikipediaの個別記事が存在しないため、便宜上、こちらに記す。旧制・茨城中学校の卒業生に関してはその通りに表記し、新制・茨城中学校（及び高等学校）の卒業生に関しては新制の表記を付しない。

### 政界
- 岩上二郎（茨城県公選4 - 7代知事、元参議院議員、元科学技術政務次官、初代清真学園中学校・高等学校理事長、旧制・茨城中学校卒業）
- 橋本昌（元茨城県知事、茨城中学校卒業）
- 大畠章宏（民主党衆議院議員、茨城5区、国土交通大臣（第15代）、経済産業大臣（第13代）、茨城高等学校卒業）
- 高野守（民主党前衆議院議員、比例北関東ブロック（茨城4区）、茨城高等学校卒業）
- 岡部英明（自由民主党前衆議院議員、茨城中学校卒業）
- 大谷明（ひたちなか市長）
- 加藤浩一（元水戸市長）
- 渡辺治（新聞経営者・政治家、自彊舎・旧制茨城中学校卒業）[160]

### 教育
- 鳥居泰彦（第16代慶應義塾塾長、茨城中学校卒業）

### 文化・芸能
- 鶴田卓彦（元株式会社日本経済新聞社代表取締役、旧制・茨城中学校卒業）
- 根本宣彦（東北放送アナウンサー、茨城中学校・茨城高等学校卒業）
- 愛風ゆめ（元宝塚歌劇団月組娘役、茨城中学校卒業）
- 能島征二（彫刻家、日本芸術院会員。日展常務理事。社団法人日本彫刻会常務理事。茨城県美術展覧会会長）
- 飛田展男（声優・俳優）
- 戸部公爾（声優・俳優）
- 磯山純（シンガーソングライター）
- 寺門亜衣子（NHKアナウンサー）
- 今湊敬樹（フジテレビアナウンサー）
- 地雷魚（作家）
- 中﨑透（アーティスト）
- 高橋義雄（茶人。自彊舎・旧制茨城中学校卒業）

### スポーツ界
- 大和田明（元プロ野球選手）
- 鈴木滋（元プロ野球選手）
- 根本陸夫（元プロ野球選手・旧制茨城中学校中退）

### 実業家
- 柴田弘之（銀行家）
- 小島耕（実業家）
- 井坂直幹（木材実業家。自彊舎卒業）

## アクセス

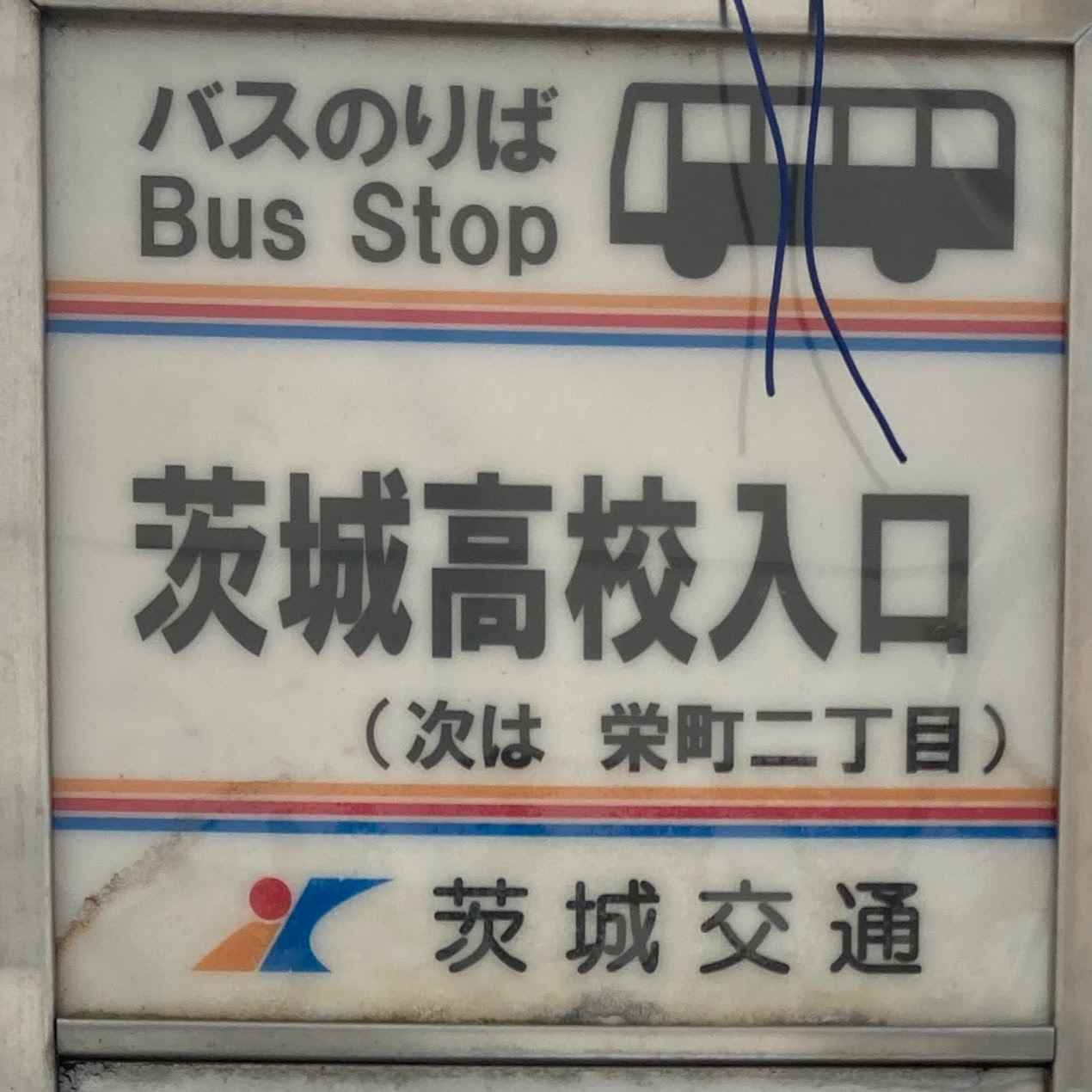
茨城高等学校の名前を冠した茨城交通社の上り方面行きのバス停。2025年撮影。

茨城中学校・高等学校は「末広門（すえひろもん）」と「正門」の2つの校門が存在する。末広門は生徒や教職員の通勤・通学用であり、外部の人が訪れる際には使用できない。学校の敷地は国道118号線に沿うかのような形で東西に伸びているため、118号沿いに最寄りのバス停が2つ存在する。前者の校門の最寄りバス停留所が「末広町2丁目」となり、後者の最寄りのバス停留所が「茨城高校入口」となる。
水戸駅から県道118号線を経由し、茨城大学に至るには、茨城交通及び関東鉄道の2つの事業者のバスが路線を所有しているが、関東鉄道バスを利用する場合は「末広町2丁目」と「茨城高校入口」の2つのバス停は一切停車しないため、関東鉄道のバスが停車する「上水戸入口」か「大工町」のバス停を経由する必要が有る。前者が末広門の最寄りであり、後者が正門の最寄りである。それらの情報を以下に分かりやすく図示しておく。このセクションでは茨城中学校・高等学校を「学校」と表記する。
- JR水戸駅 から 学校
  - 徒歩にて約50分
  - 自転車にて約20分
  - 自家用車（タクシー）にて15分
  - バスにて （最寄りのバス停留所のみを記す）
    - 茨城交通バス「水戸駅（北口）」7番乗車口 → 「茨城高校入口」「末広町2丁目」
      - 通勤・通学などの混雑時間帯の場合は20分程度を、それ以外の閑散時間帯は15分前後を要する。

    - 茨城交通バス「水戸駅（北口）」4番乗車口 → 「八幡宮入口」・「栄町2丁目」
      - 市内循環（内回り）を用いる場合は、「水戸駅（北口）」から「八幡宮入口」・「栄町2丁目」まで約13分、その停留所から学校の正門までは徒歩で5~8分前後を要する。

    - 関東鉄道（茨城交通）バス「水戸駅（北口）」→ 「大工町」
      - 「水戸駅（北口）」から「大工町」停留所まで約13分、その停留所から学校の正門までは徒歩で約15分を要する。

    - 鉄道が敷かれていない城里町方面からも茨城高校・水戸駅北口方面へ多くのバスが運行される。
      - 茨城交通バス 40番・45番「石塚車庫 発 飯富・水戸駅 行」

  - JR赤塚駅 から 学校
    - 徒歩にて約60分
    - 自転車にて約25分。ルートに依っては傾斜が多数。